# ルブリン県
ルブリン県（Lublin Voivodeship (ポーランド語: województwo lubelskie [vɔjɛˈvut͡stfɔ luˈbɛlskʲɛ] ( 音声ファイル))）は、ポーランド東部の県である。県都はルブリン。ウクライナ、ベラルーシと接していて、国内ではポドラシェ県、マゾフシェ県、シフィェンティクシシュ県、ポトカルパチェ県と接している。
1998年の地方行政区画再編にともない、旧ルブリン県、ヘウム県、ザモシチ県、ビャワ・ポドラスカ県、そしてタルノブジェク県の一部と、同じくシェドルツェ県の一部を合わせて成立した。県名のルブリンはこの地域の伝統的呼称。

## 地域区分
- 市

1. ルブリン (339,770人)
2. ザモシチ (63,511人)
3. ヘウム (62,331人)
4. ビャワ・ポドラスカ (57,264人)
5. プワヴィ (47,634人)

- 郡 (powiat)

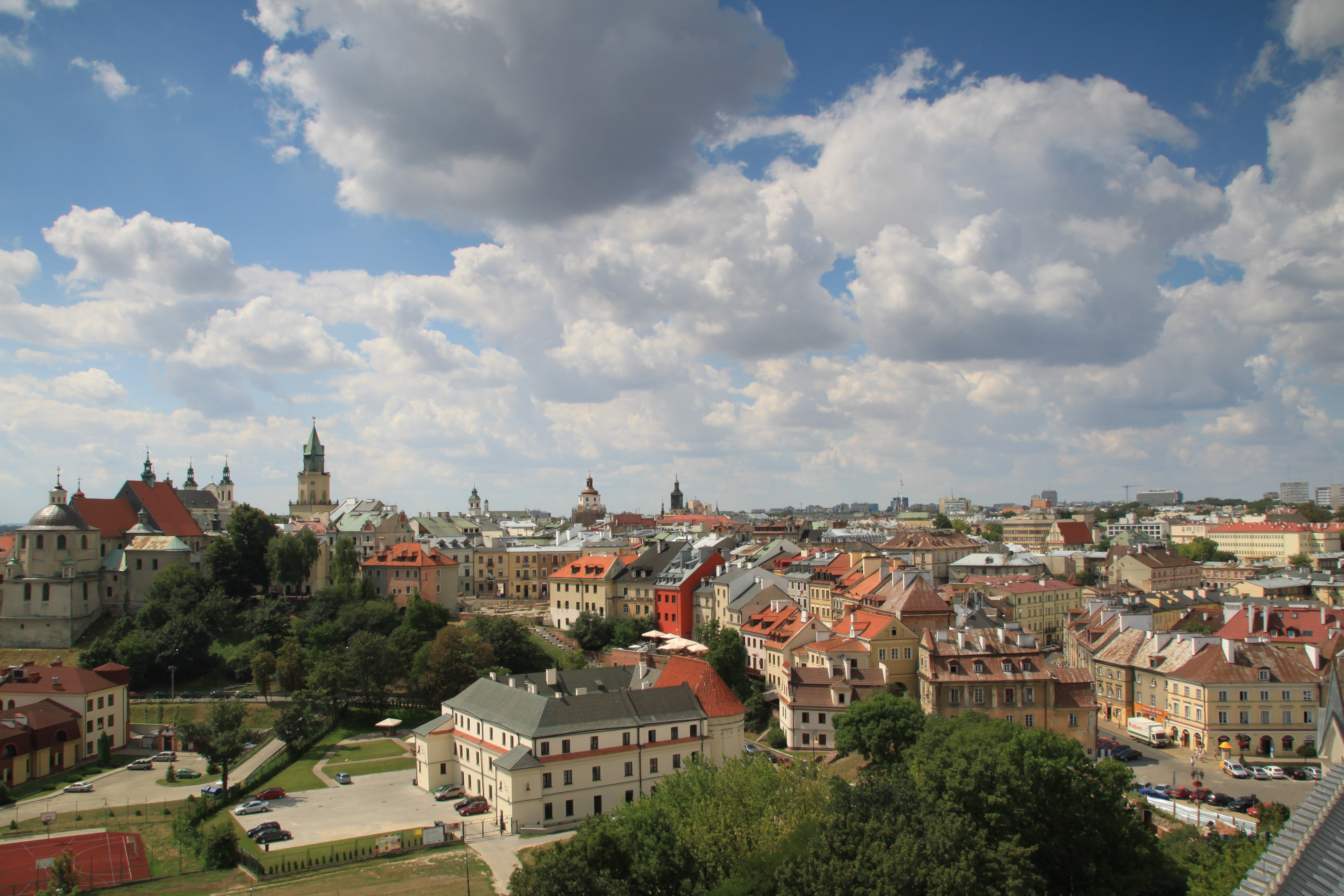
ルブリン

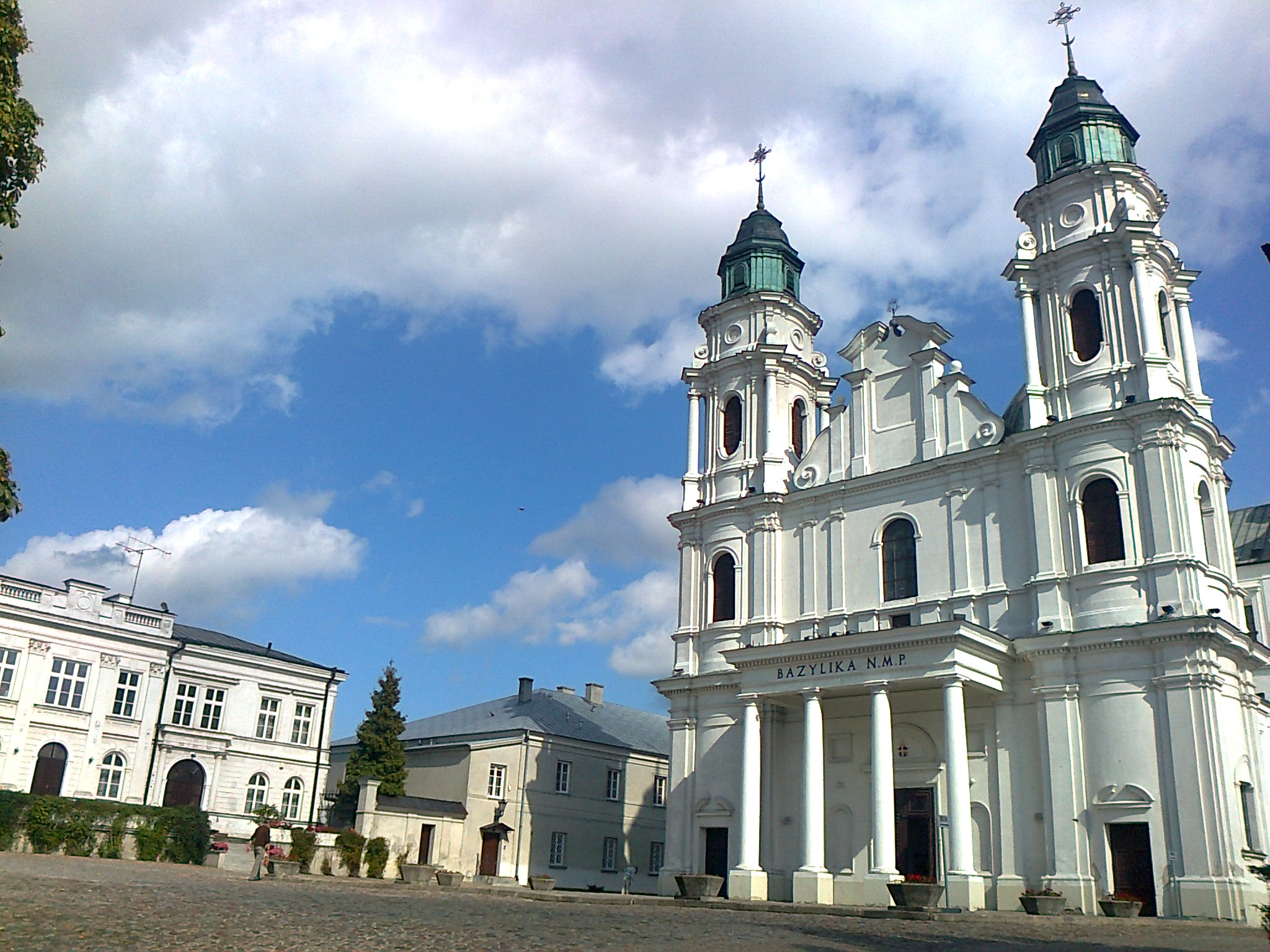
ヘウム

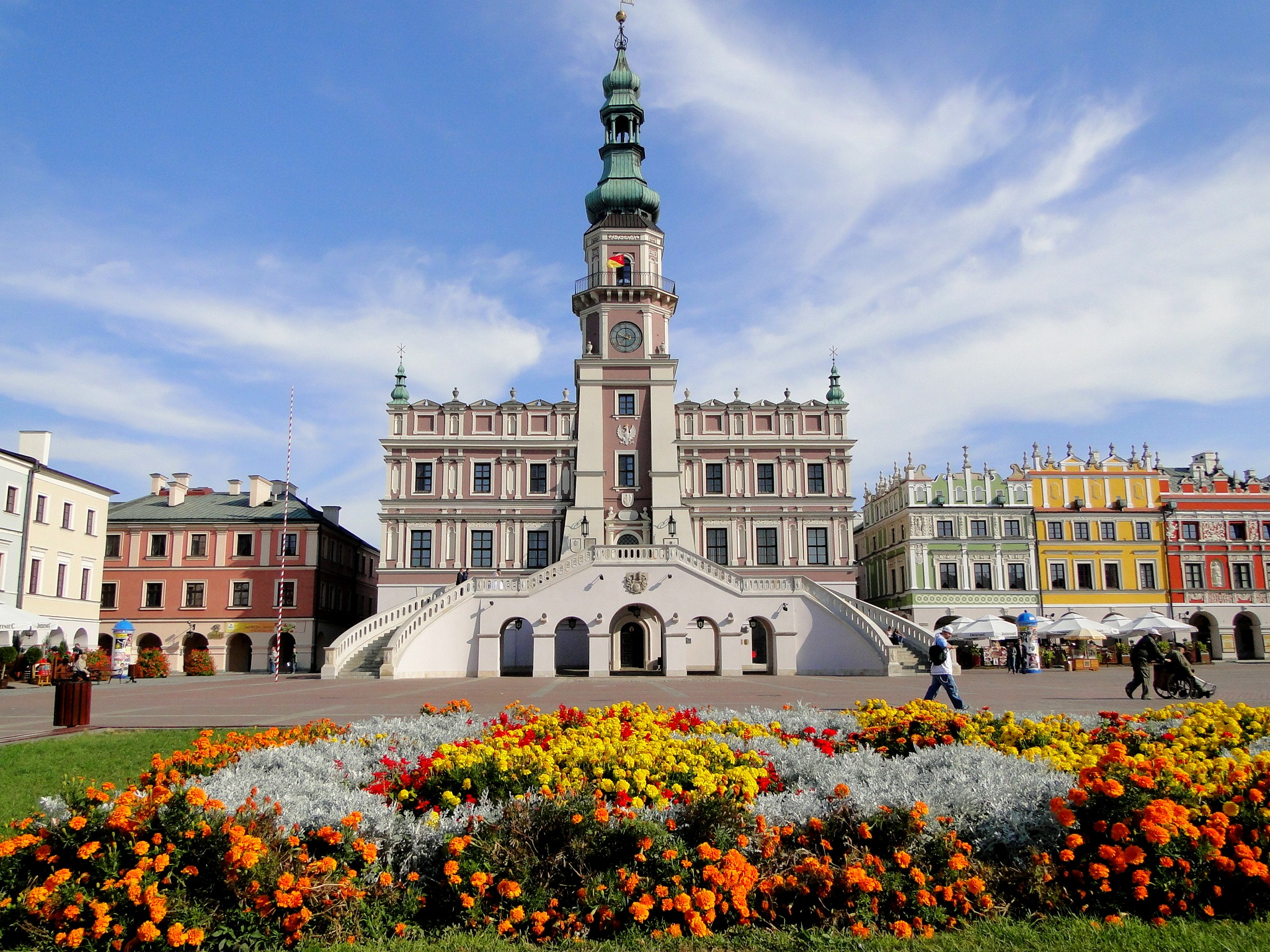
ザモシチ

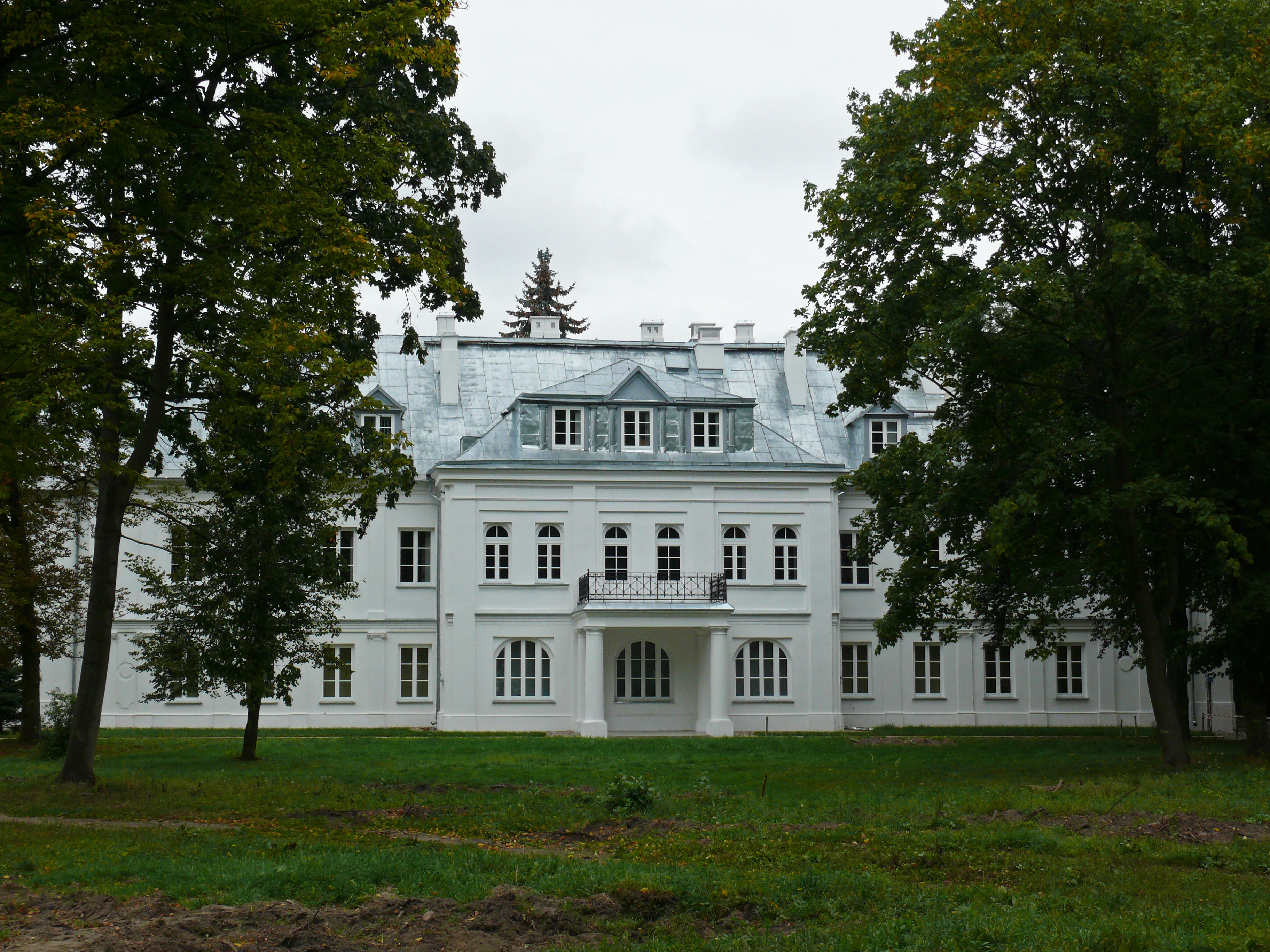
ビャワ・ポドラスカ

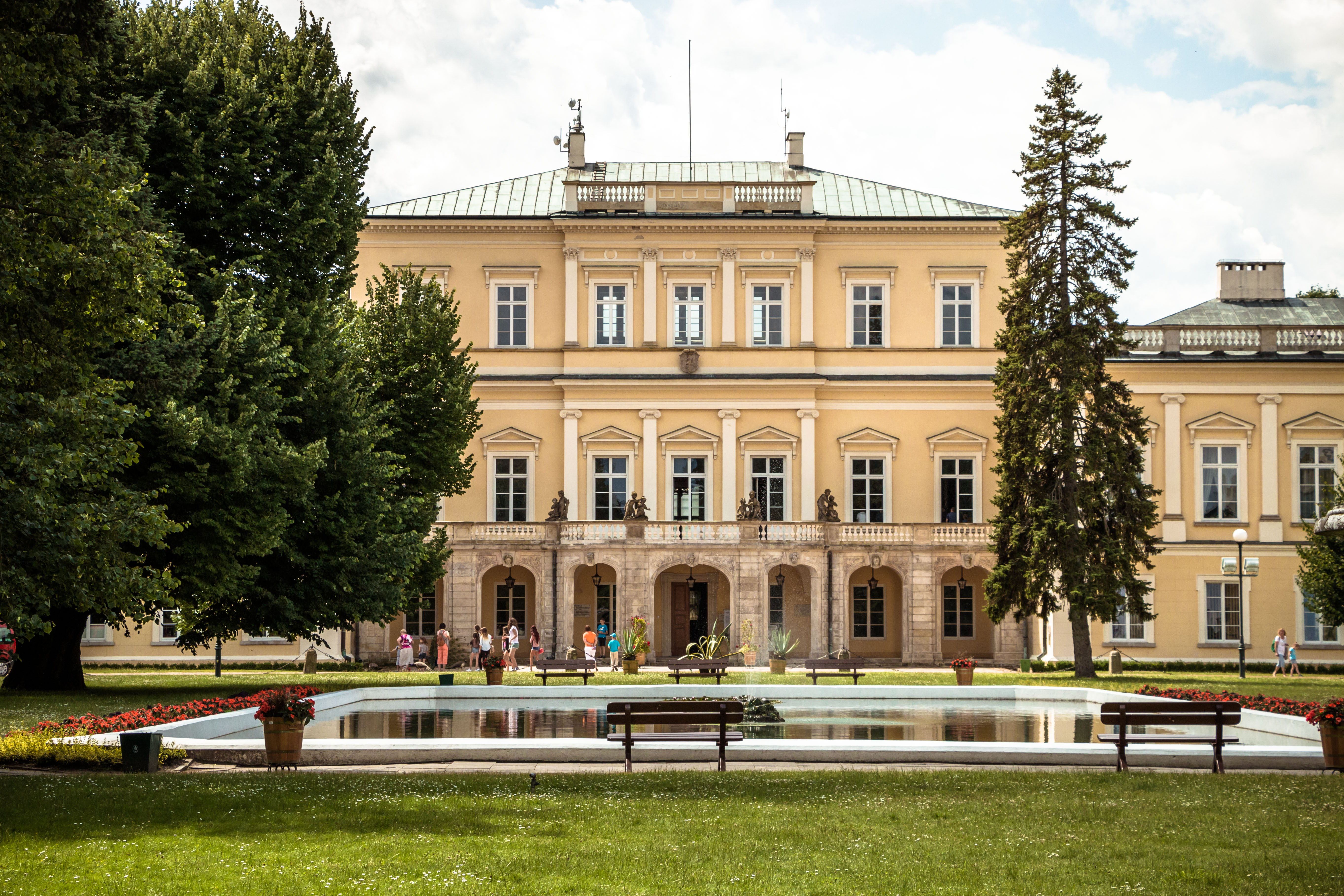
プワヴィ

  - ビャワ郡 (Powiat bialski)
  - ビウゴライ郡 (Powiat biłgorajski)
  - ヘウム郡 (Powiat chełmski)
  - フルビェシュフ郡 (Powiat hrubieszowski)
  - ヤヌフ郡 (Powiat janowski)
  - クラスヌィスタフ郡 (Powiat krasnostawski)
  - クラシニク郡 (Powiat kraśnicki)
  - ルバルトゥフ郡 (Powiat lubartowski)
  - ルブリン郡 (Powiat lubelski)
  - ウェンチュナ郡 (Powiat łęczyński)
  - ウクフ郡 (Powiat łukowski)
  - オポーレ郡 (Powiat opolski)
  - パルチェフ郡 (Powiat parczewski)
  - プワヴィ郡 (Powiat puławski)
  - ラジン郡 (Powiat radzyński)
  - ルィキ郡 (Powiat rycki)
  - シフィドニク郡 (Powiat świdnicki)
  - トマシュフ郡 (Powiat tomaszowski)
  - ヴウォダヴァ郡 (Powiat włodawski)
  - ザモシチ郡 (Powiat zamojski)

## 著名な出身者
- マレク・グレフタ - 歌手・作詞家・作曲家

## 県内の主な自治体
- ルブリン – 358 251
- ヘウム – 70 841
- ザモシチ – 66 674
- ビャワ・ボドラスカ – 58 047
- プワヴィ – 55 125
- シフィドニク – 42 797
- クラシニク – 38 767
- ウクフ – 30 727
- ビウゴライ – 26 940
- ルバルトゥフ – 25 758
- ウェンチナ – 23 279
- クラスヌィスタフ - 21 043
- トマシュフ・ルベルスキ – 20 261
- ミェンヅィジェツ・ポドラスキ - 17 283

## 観光地

### カジミェシュ・ドルヌィ（Kazimierz Dolny）
ヴィスワ河畔のルネサンス様式の街。ポーランドで最も美しい街の一つとされる。芸術家や文人が多く住み、観光客で賑わう。公式サイト（英語・ポーランド語）あり。

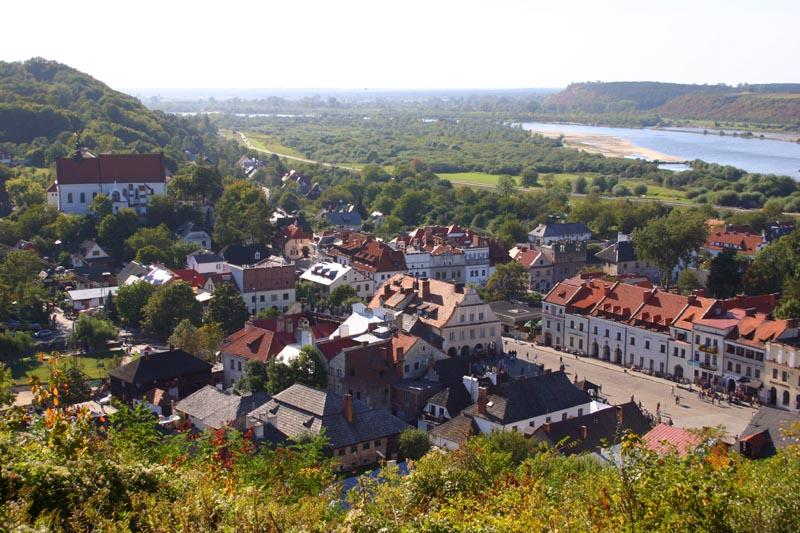
カジミェシュ・ドルヌィ
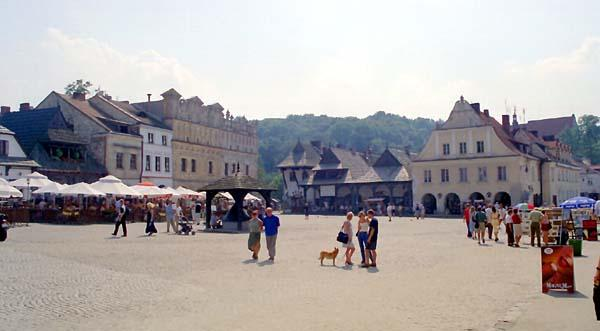
村の広場
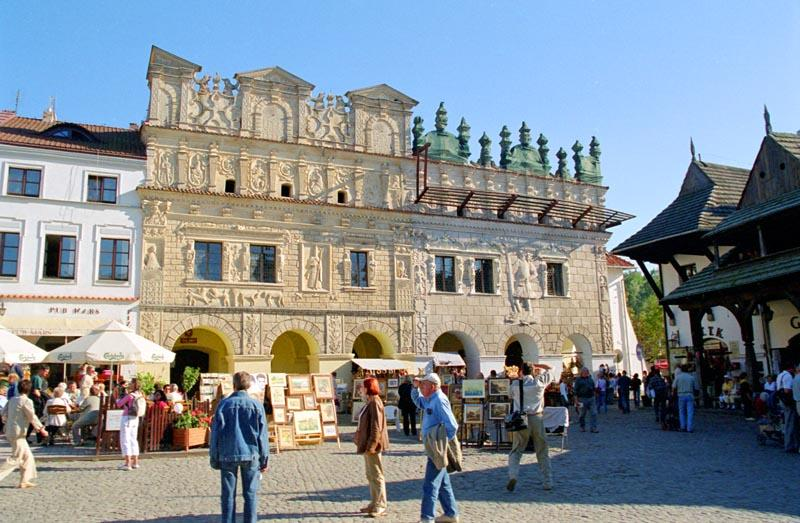
村の広場
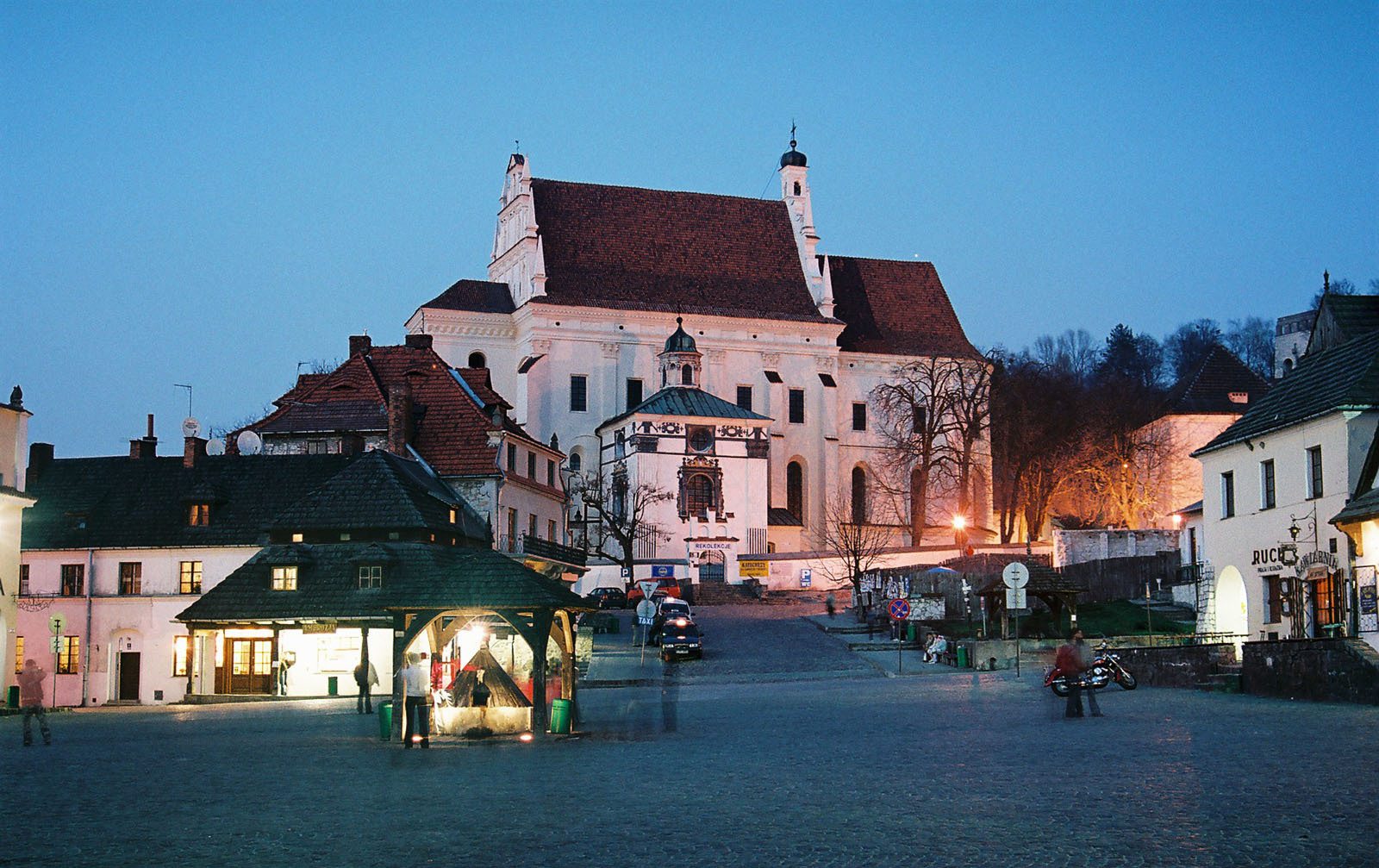
夕景
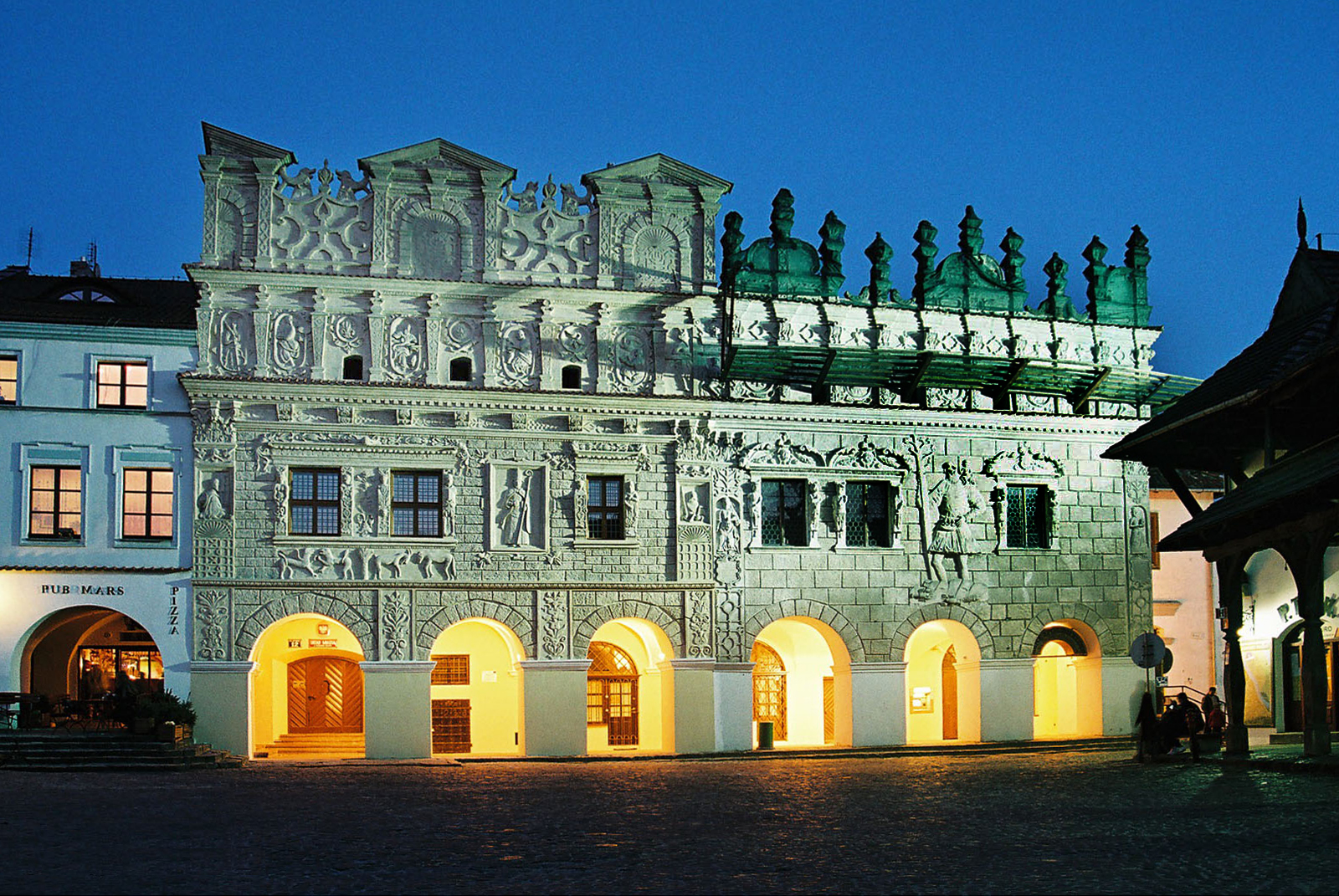
夕景
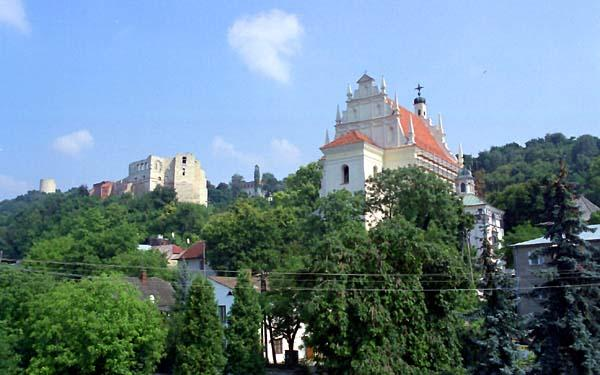
教会と城
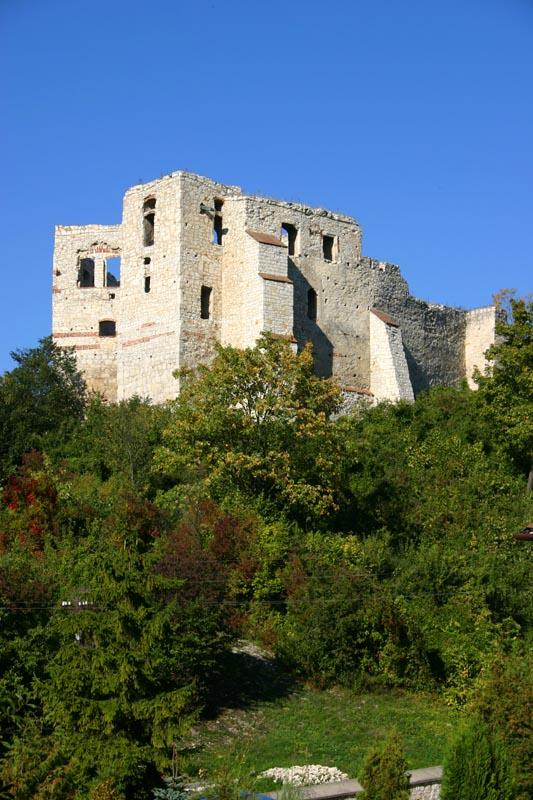
城

### ルブリン（Lublin）
ルブリン県の県都。1569年この地で、ポーランド王国とリトアニア大公国が連邦国家となる決定をした（ルブリン合同）。中世のままの佇まいを残す旧市街と巨大なルブリン城が美しい。街の西方の郊外にはナウェンチュフ（Nałęczów）というスパがあり、ここで採取される「ナウェンチョヴャンカ（Nałęczowianka）」というブランドのミネラルウォーターは名水として全国的に有名。街の東方の郊外にはナチス・ドイツによって作られたマイダネク強制収容所跡があり、国立博物館となっている。ルブリン市公式サイト（英語・ポーランド語）あり。

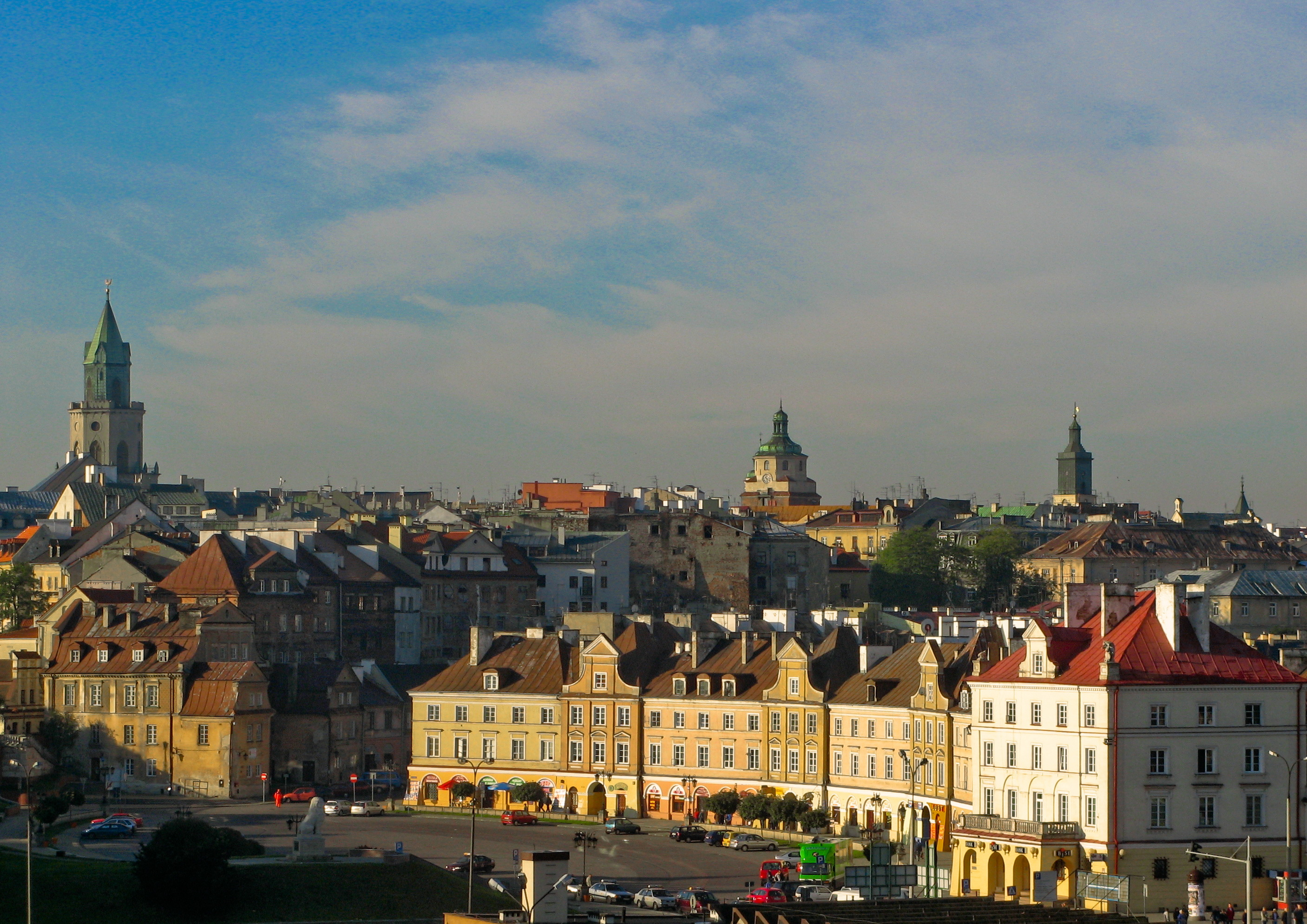
ルブリン
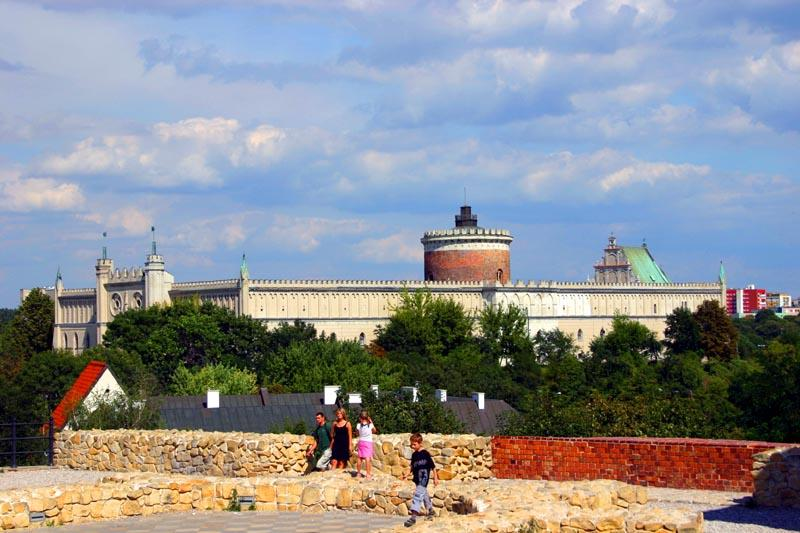
ルブリン城
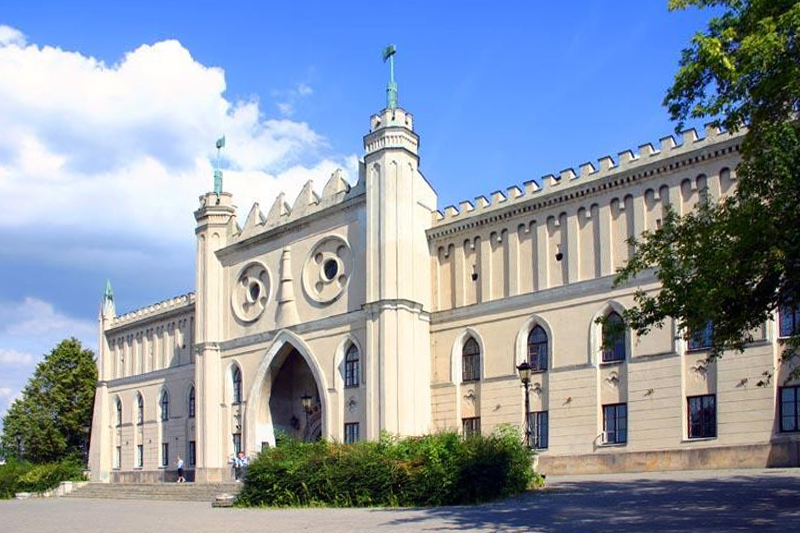
ルブリン城
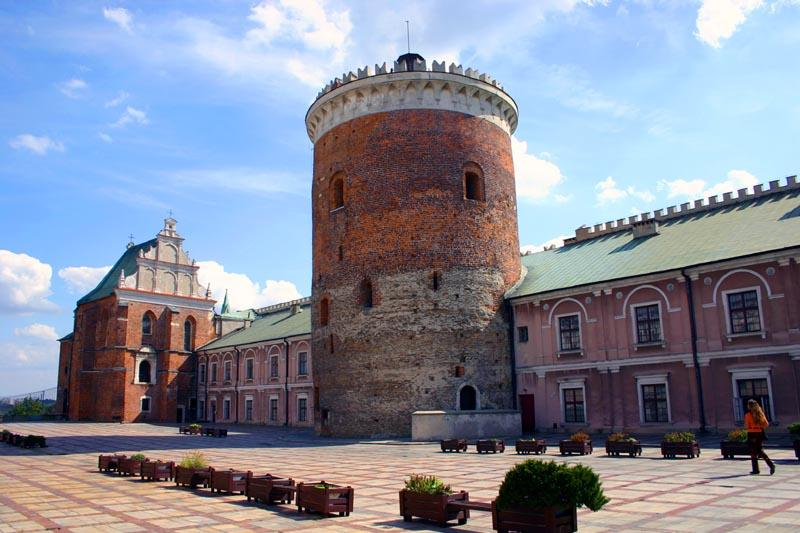
ルブリン城前
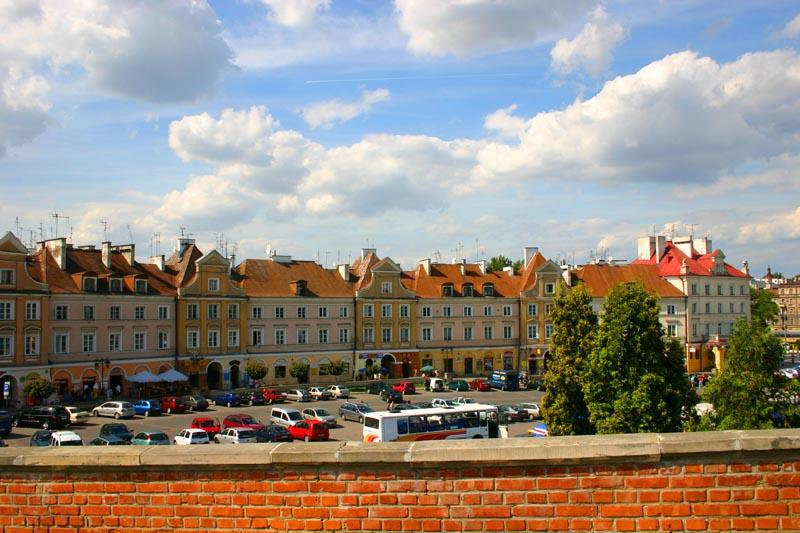
ルブリン城前広場
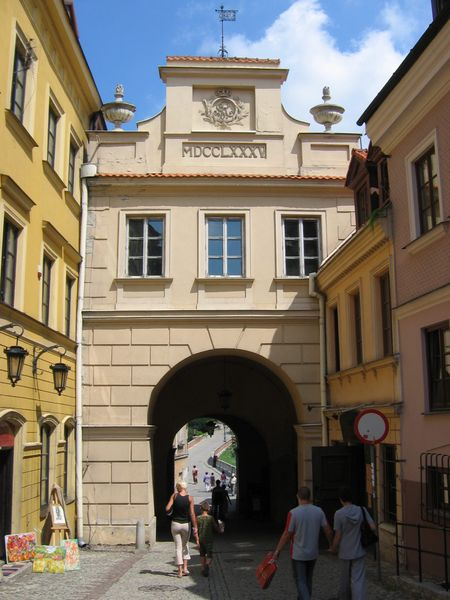
旧市街グロヅカ門
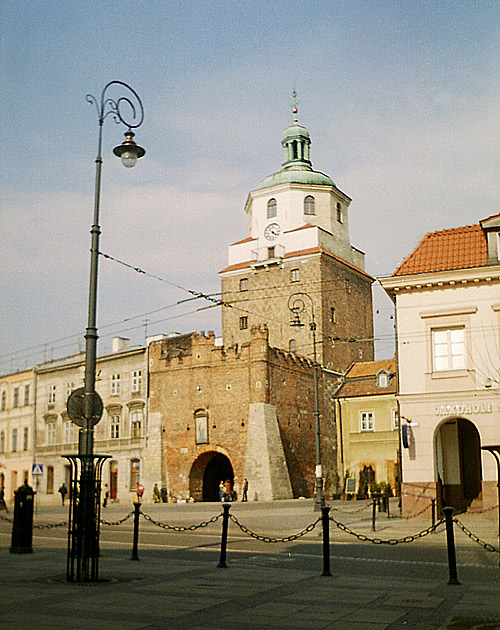
旧市街クラクフ門
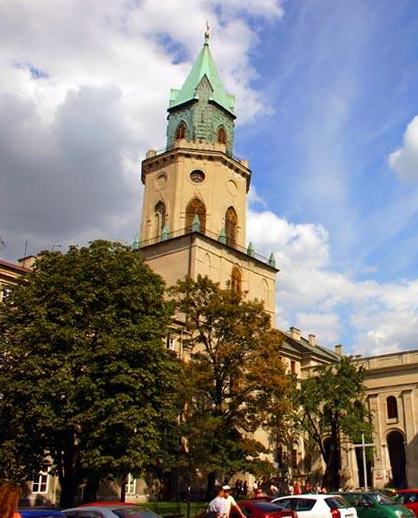
三位一体塔
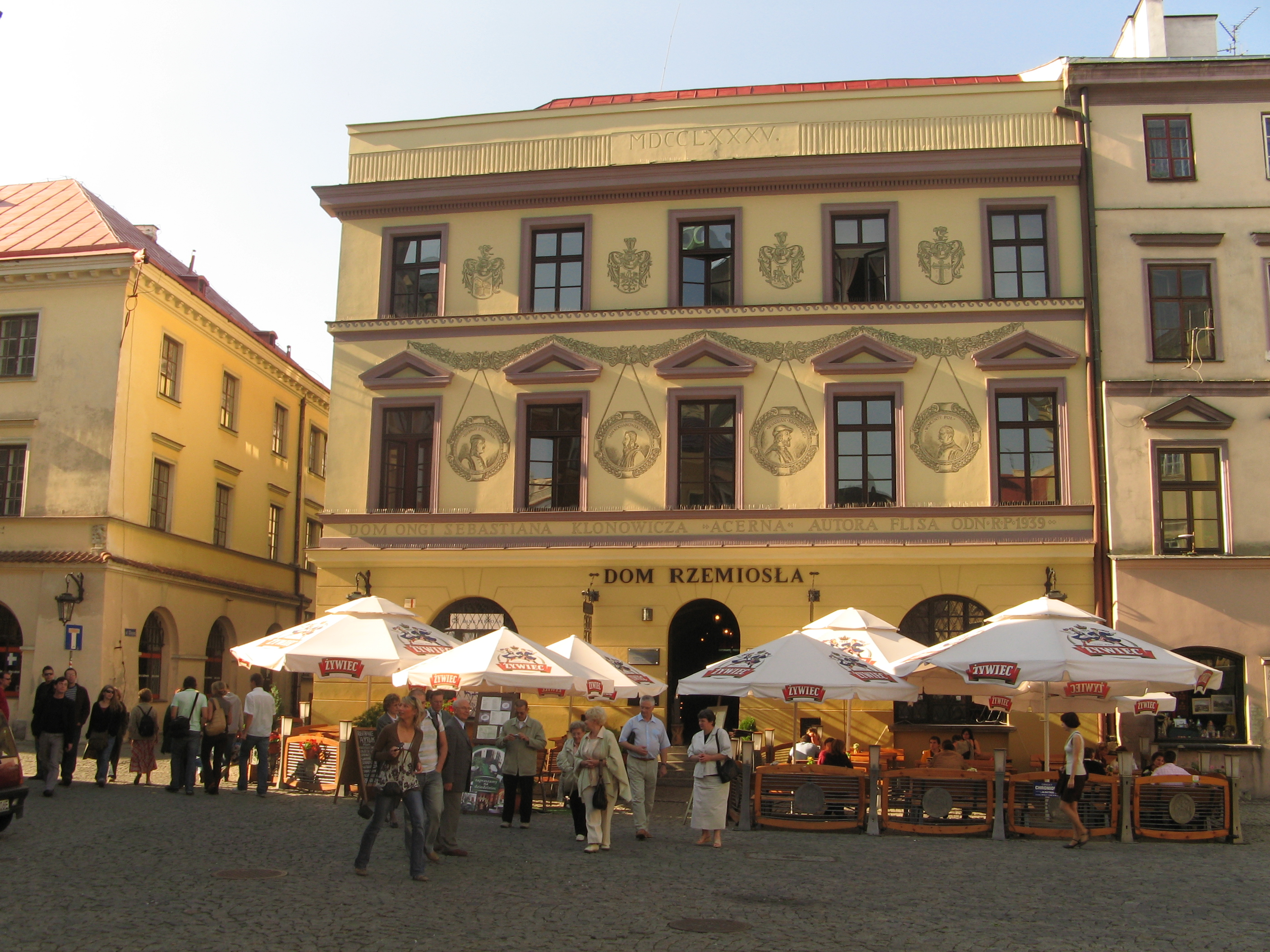
旧市街広場
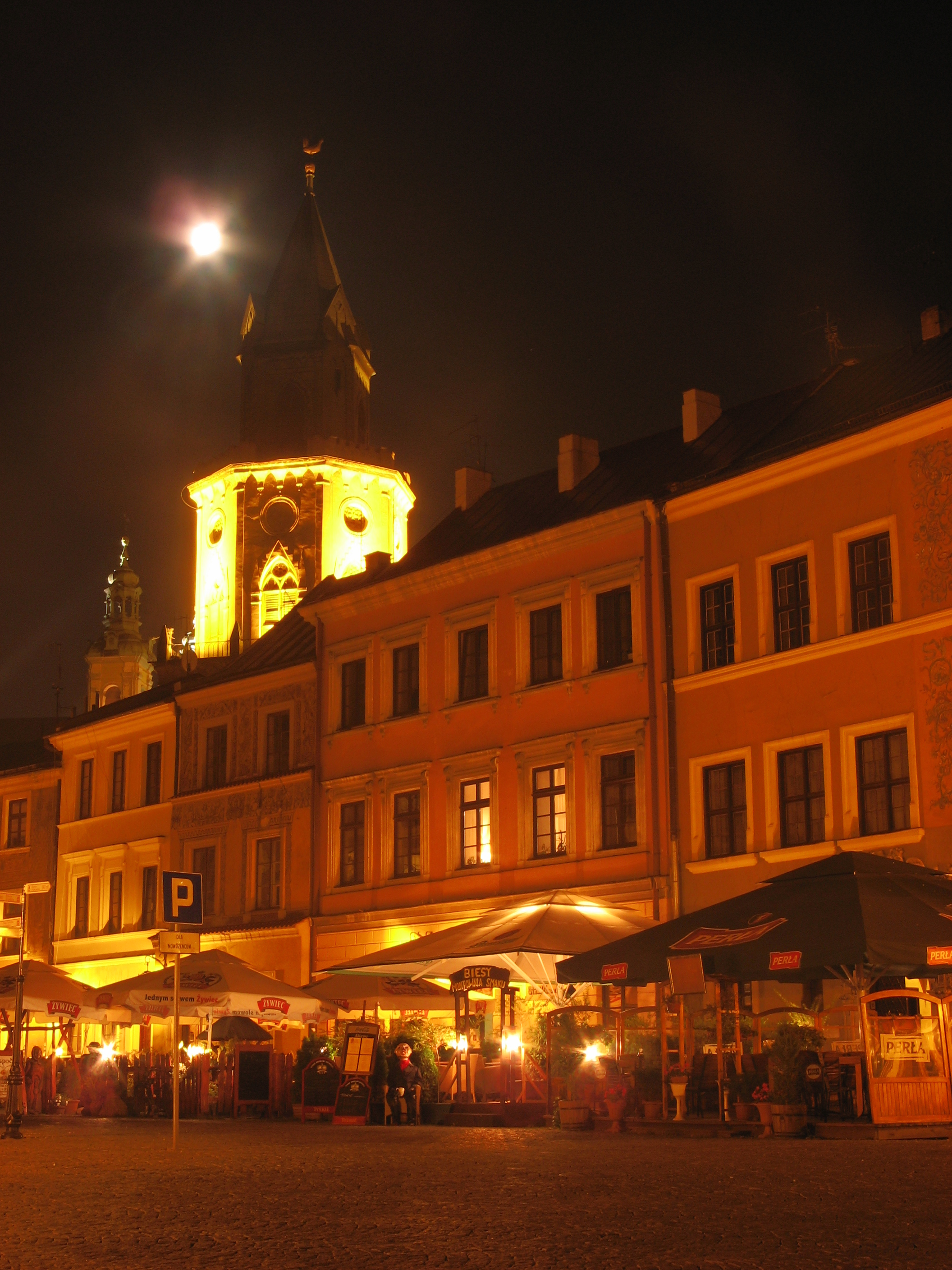
夜の旧市街広場
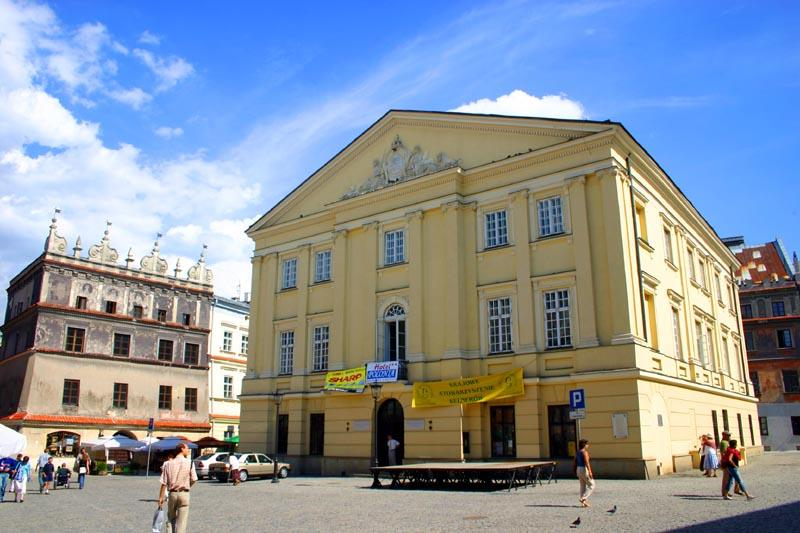
旧裁判所
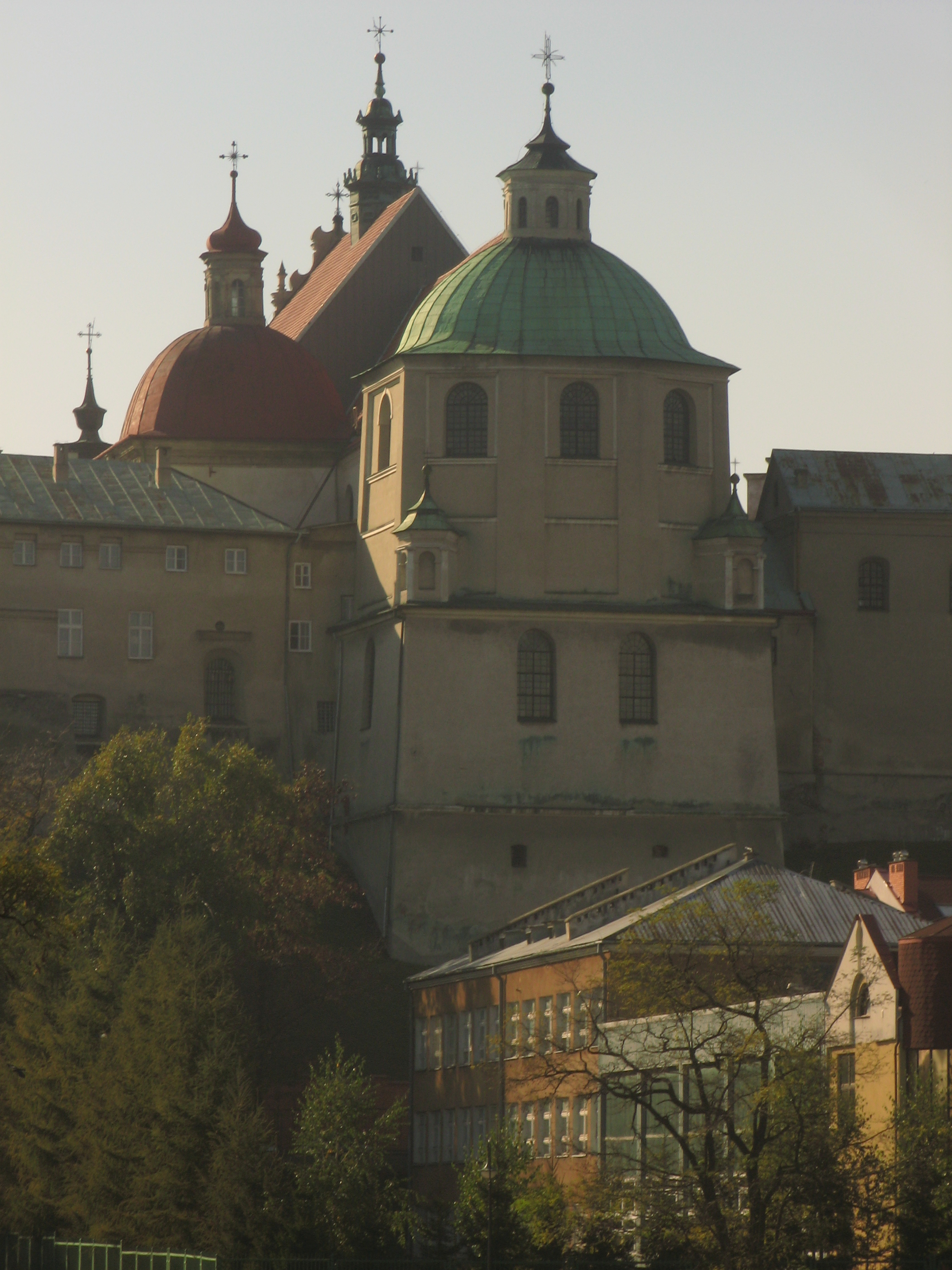
ドミニコ会教会
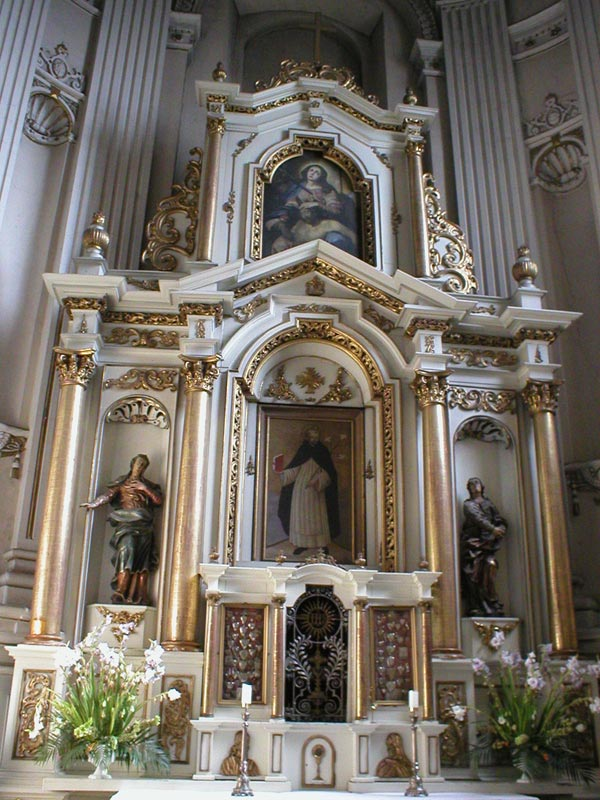
ドミニコ会教会
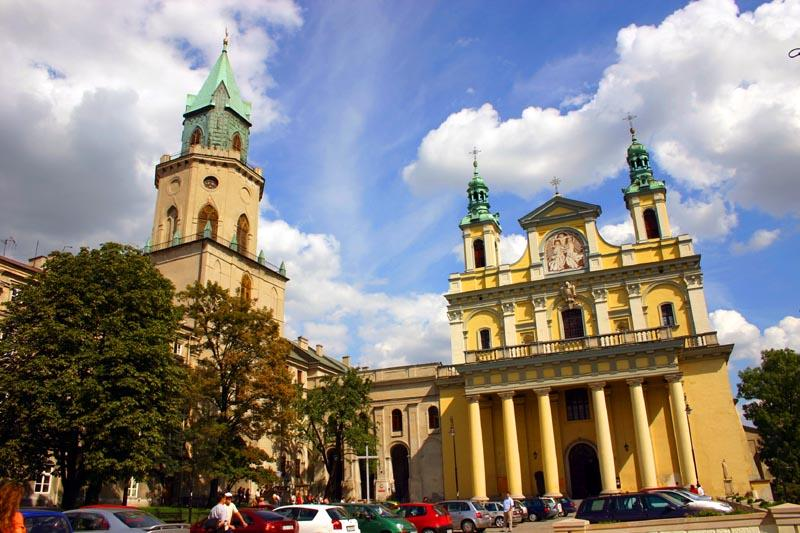
主聖堂
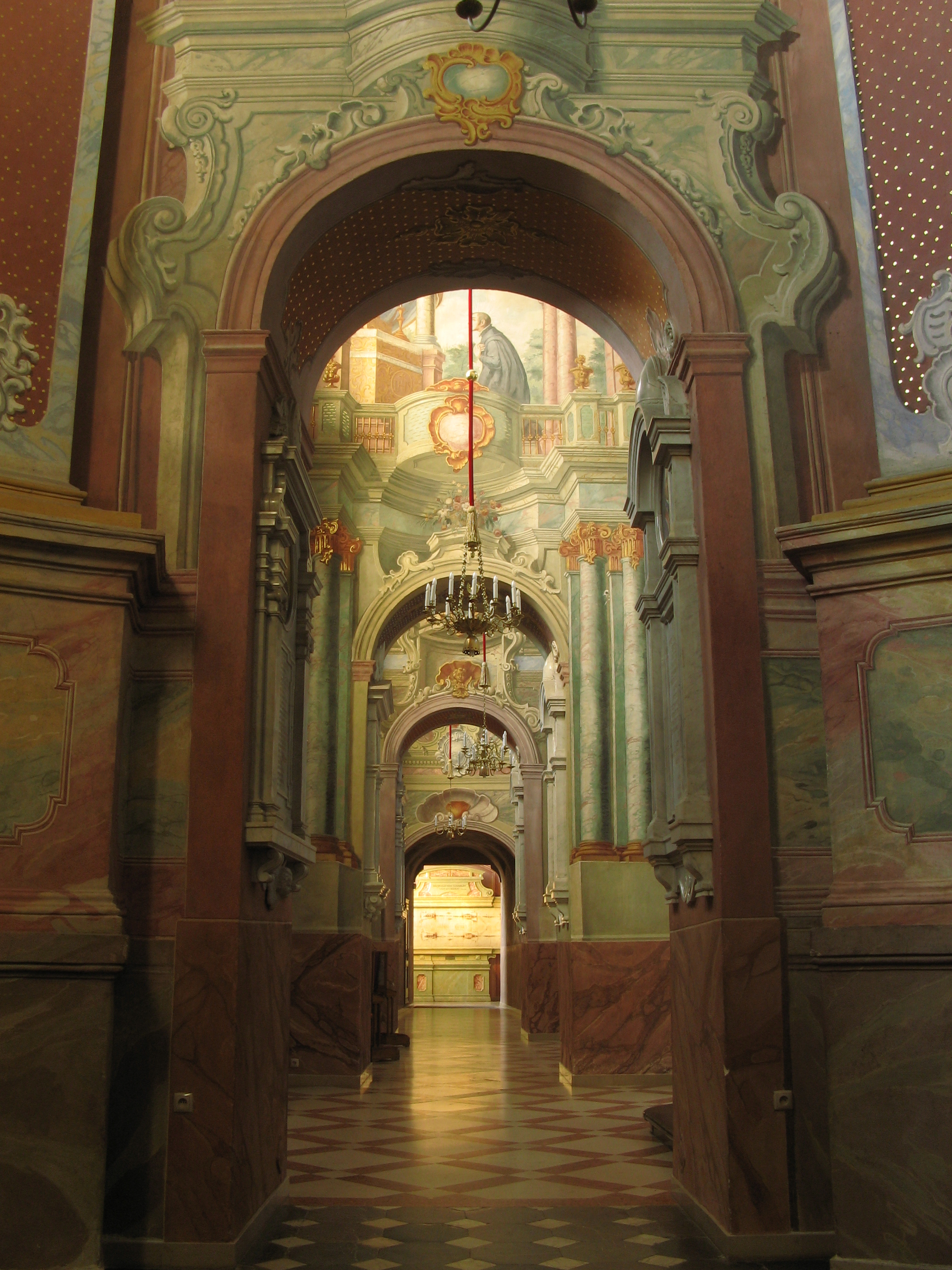
主聖堂
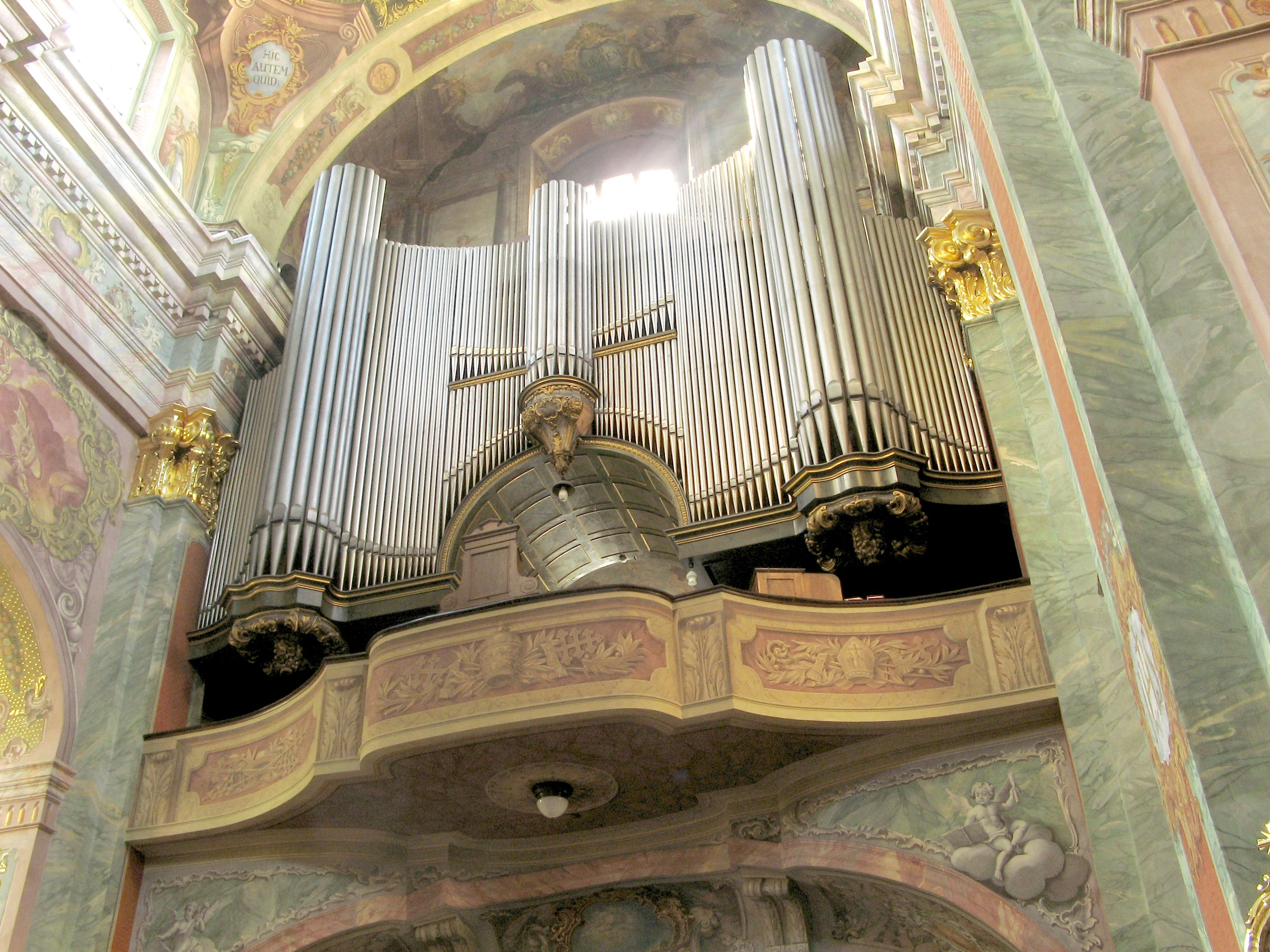
主聖堂のパイプオルガン
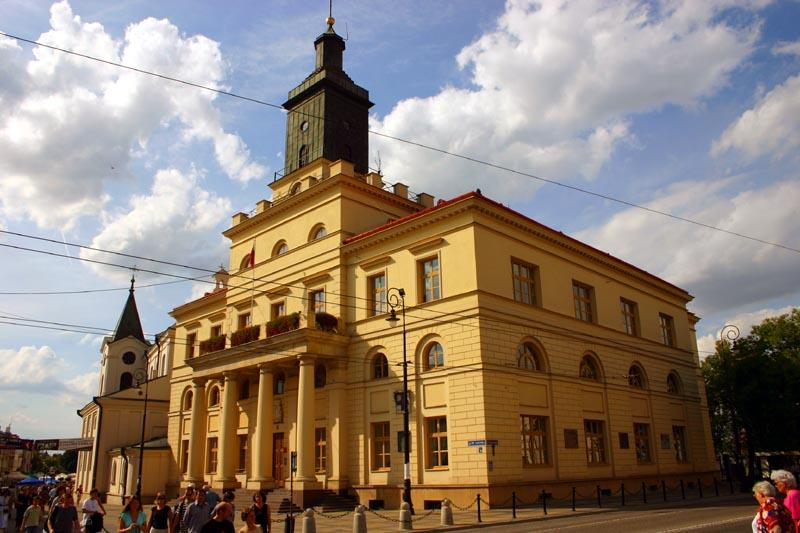
新市庁舎
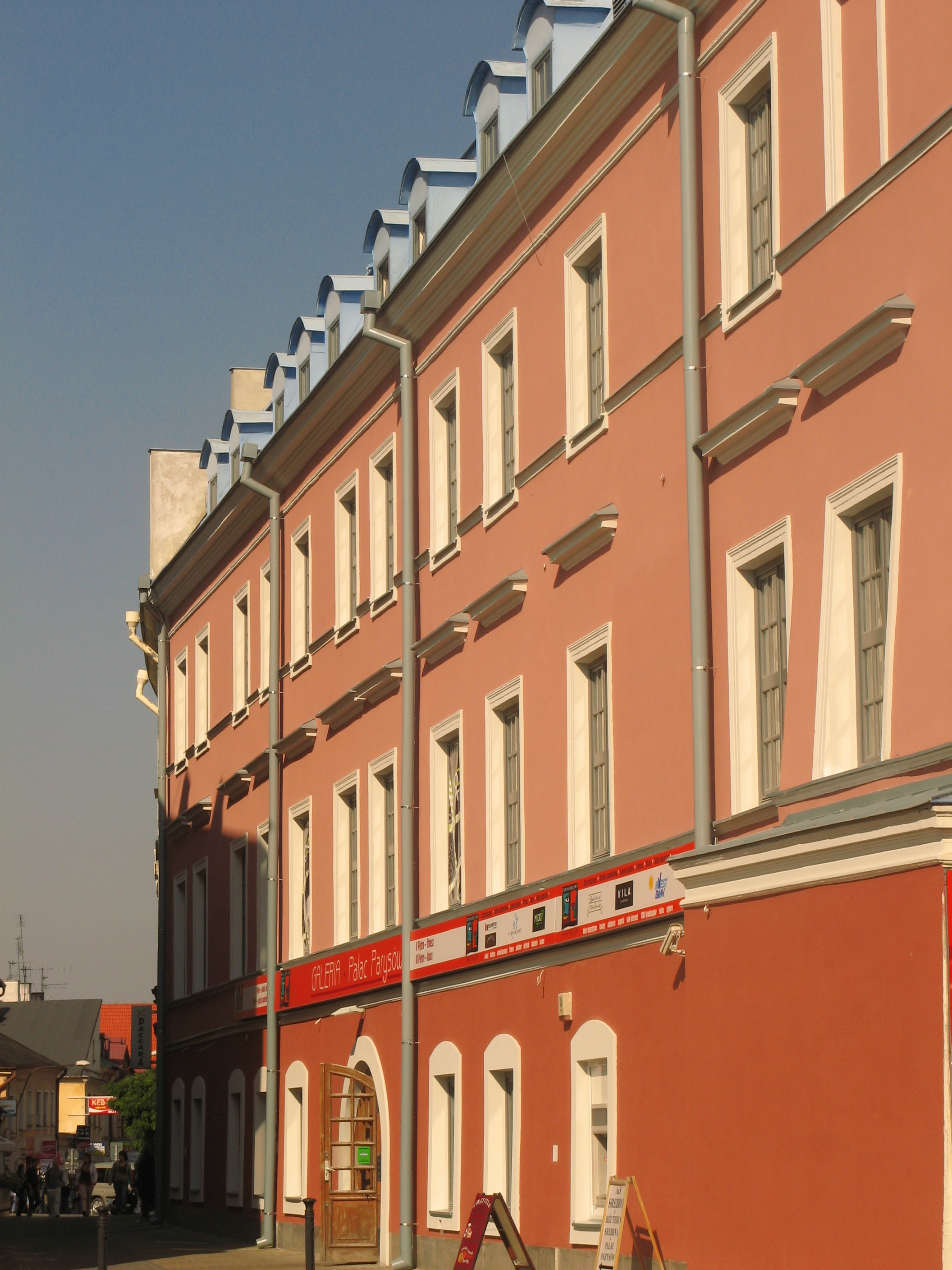
パリス宮殿
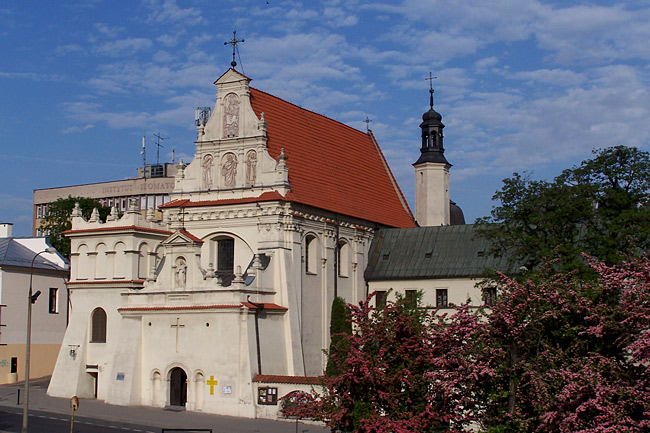
カメリット教会
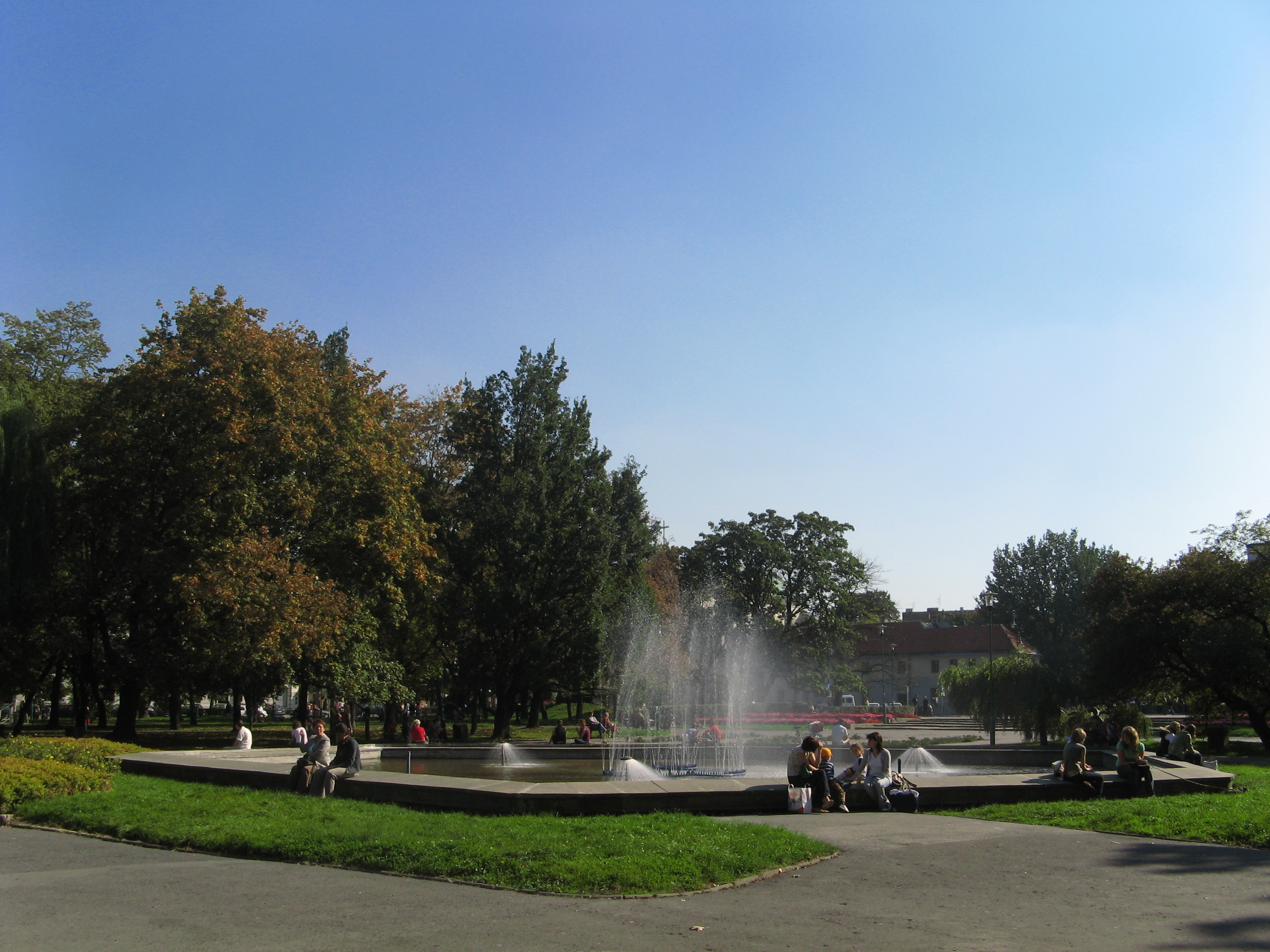
リトアニア広場
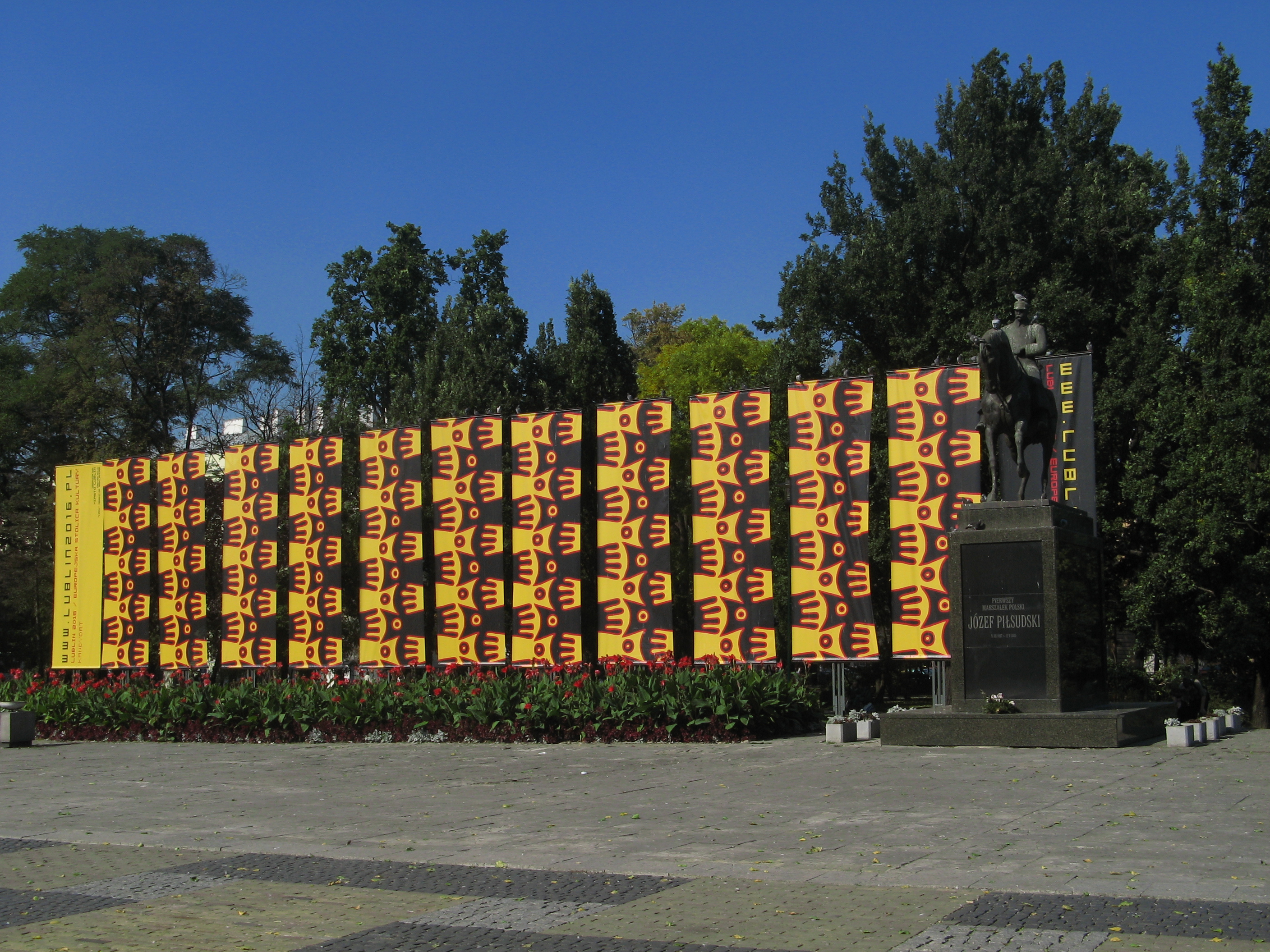
リトアニア広場のピウスツキ像
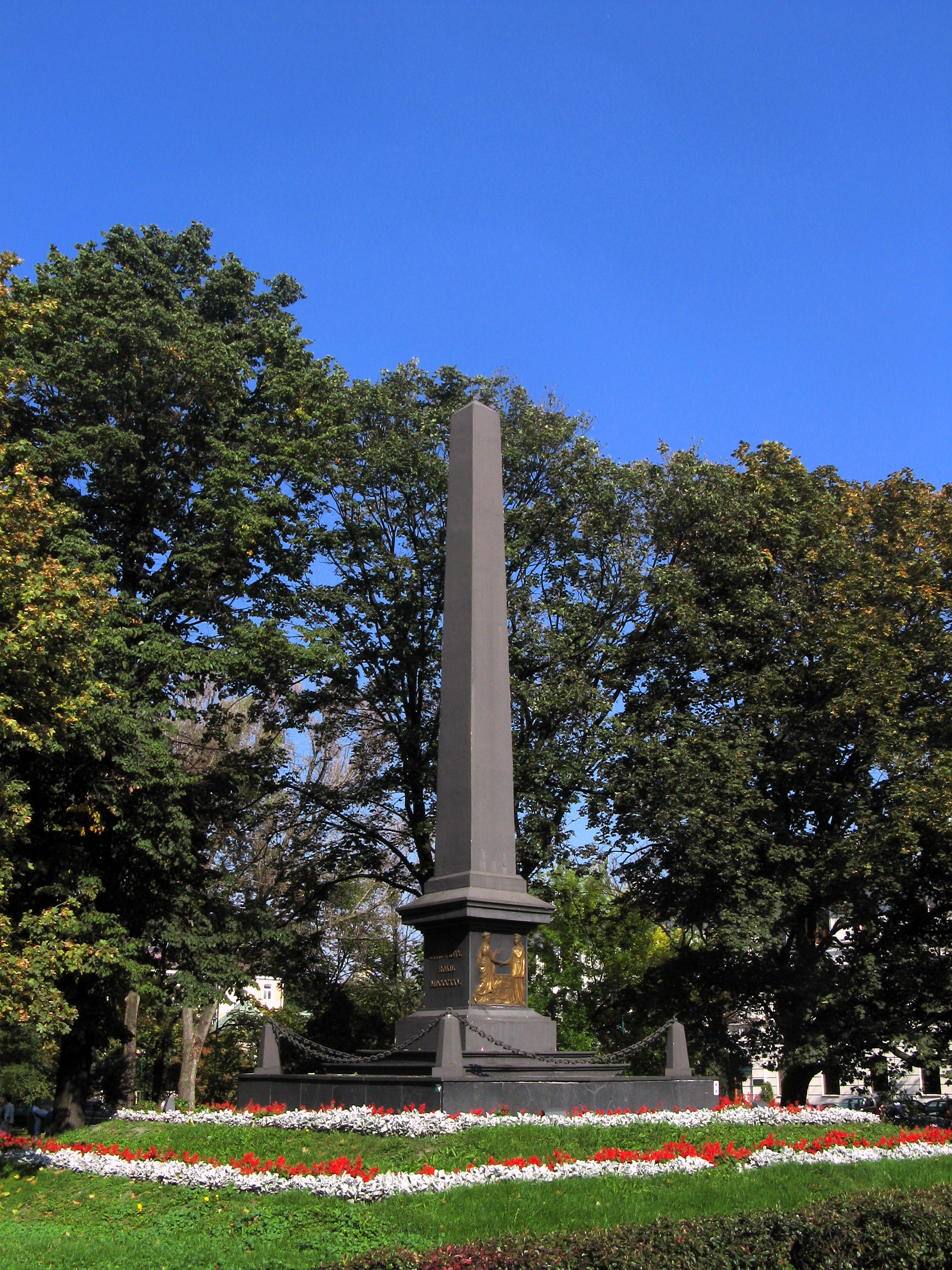
ルブリン合同の記念碑
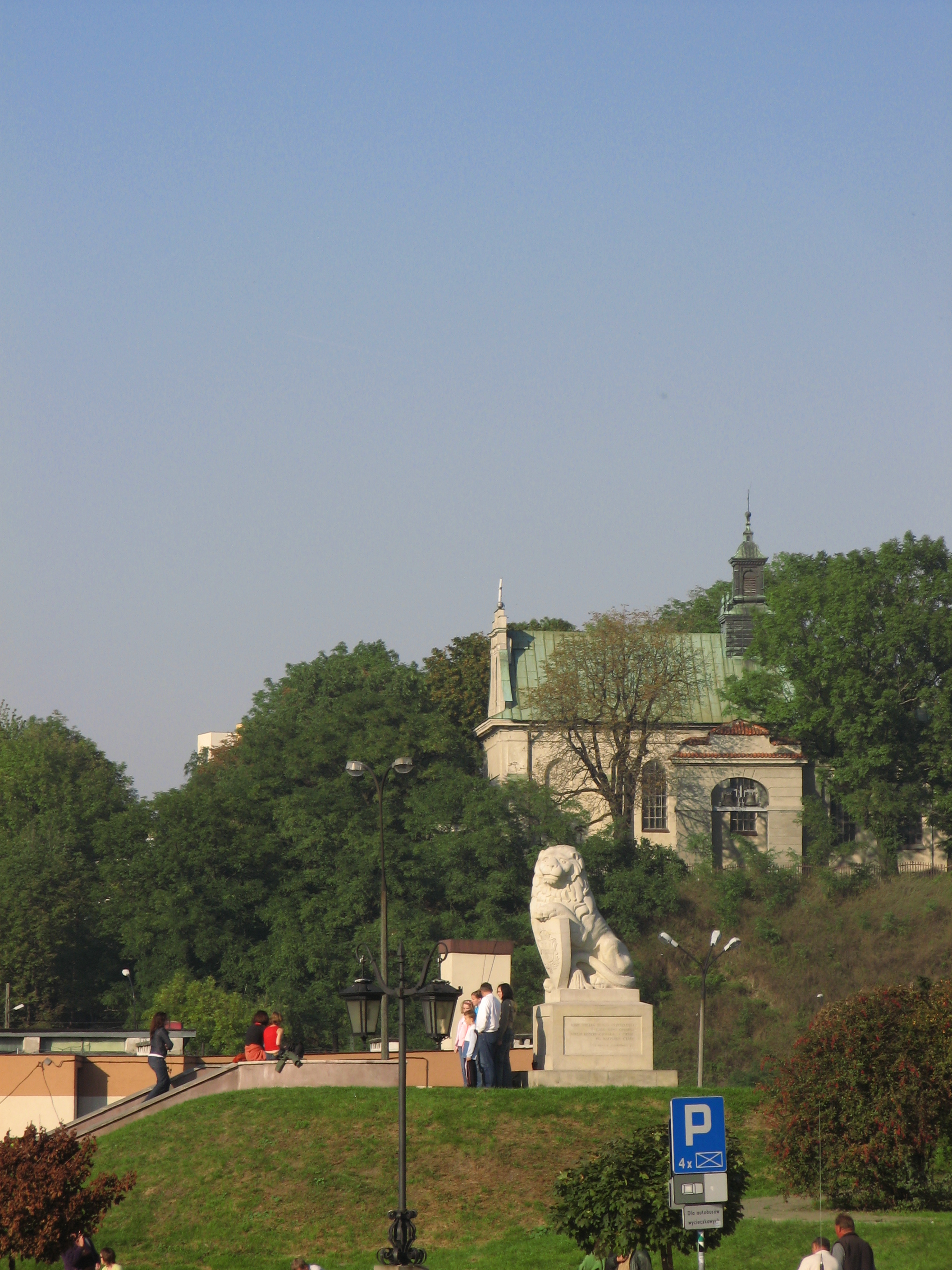
ライオン像
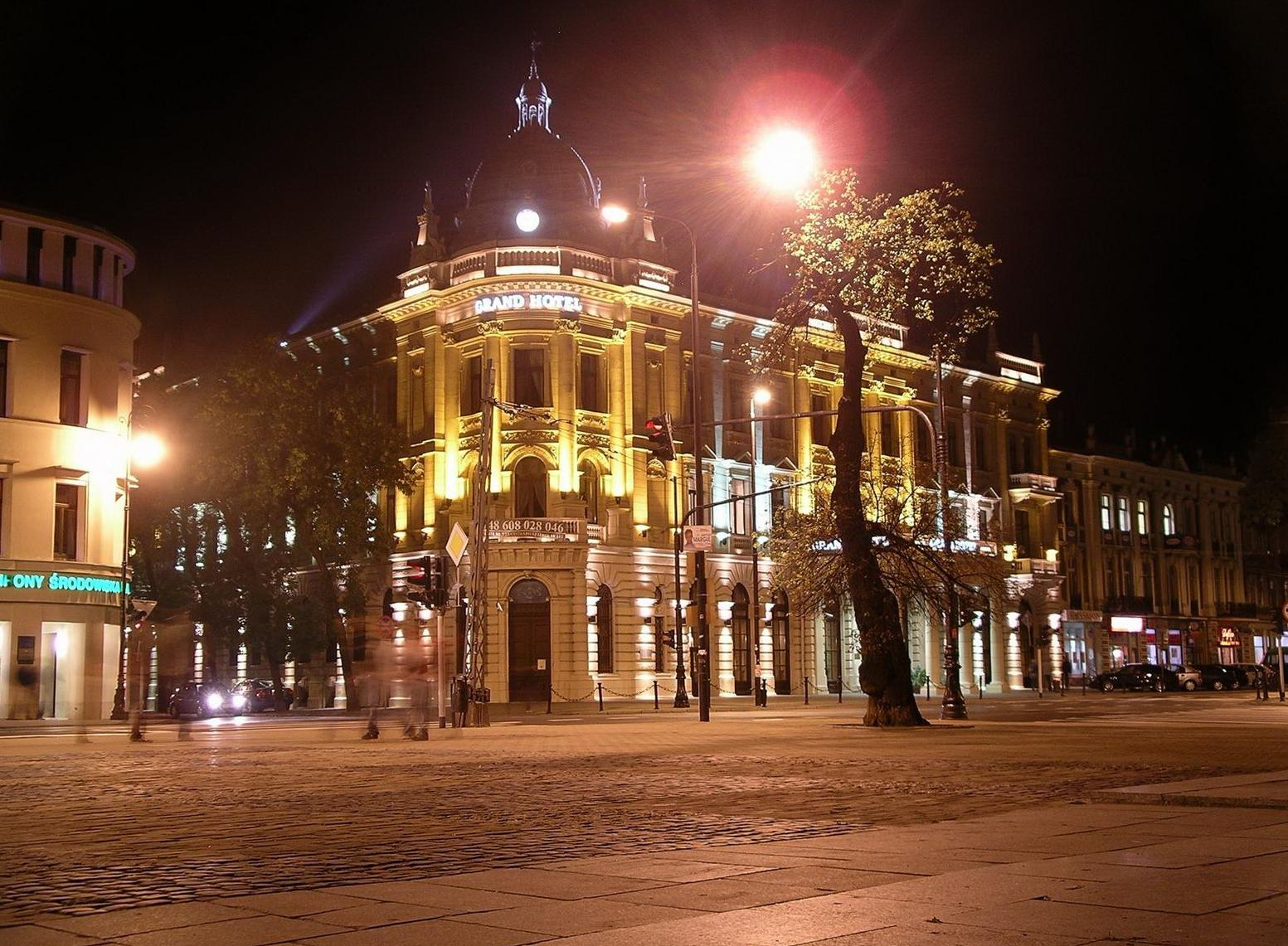
ホテル・ルブリニャンカ
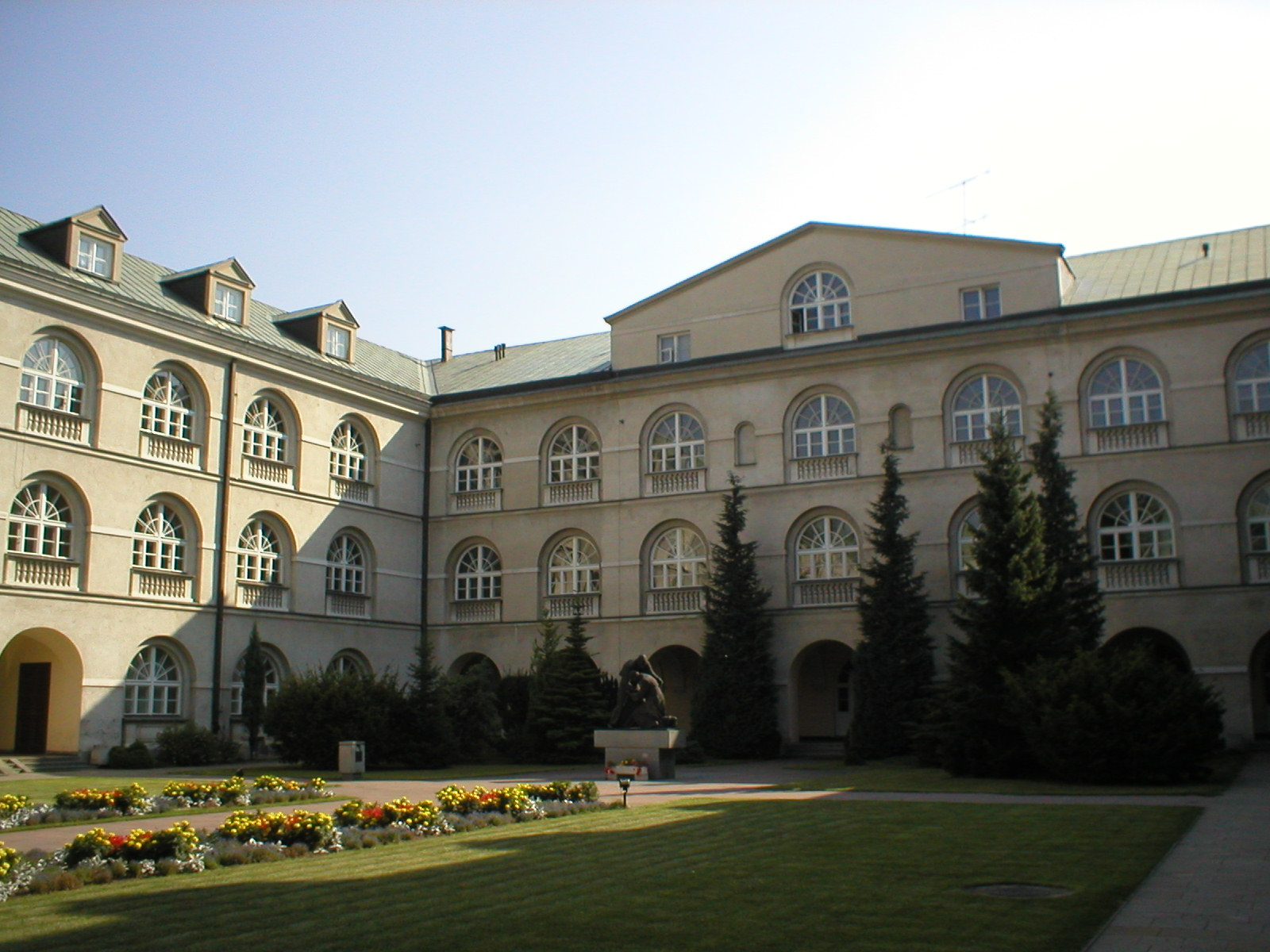
ルブリン・カトリック大学
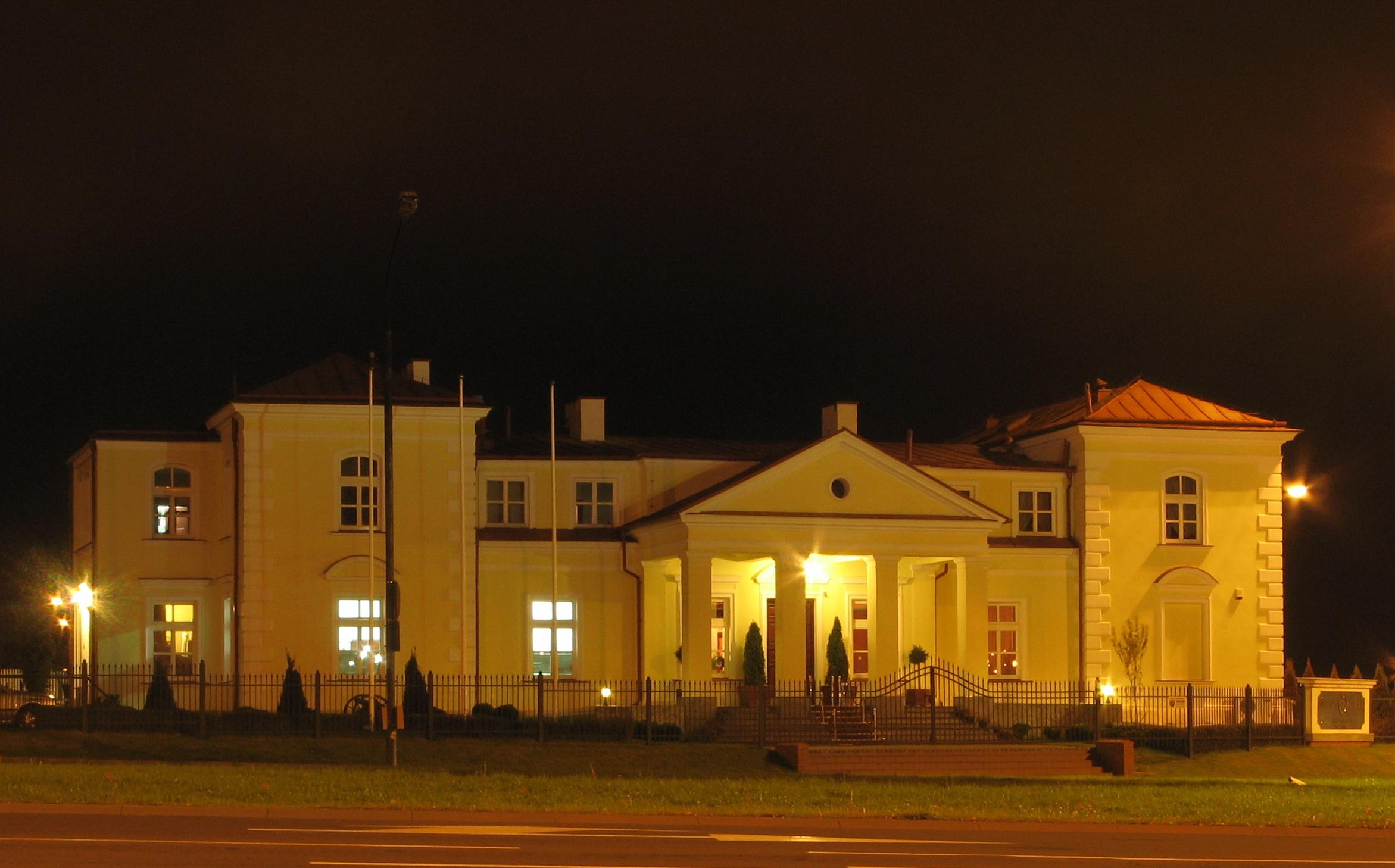
グラフ・マナーハウス
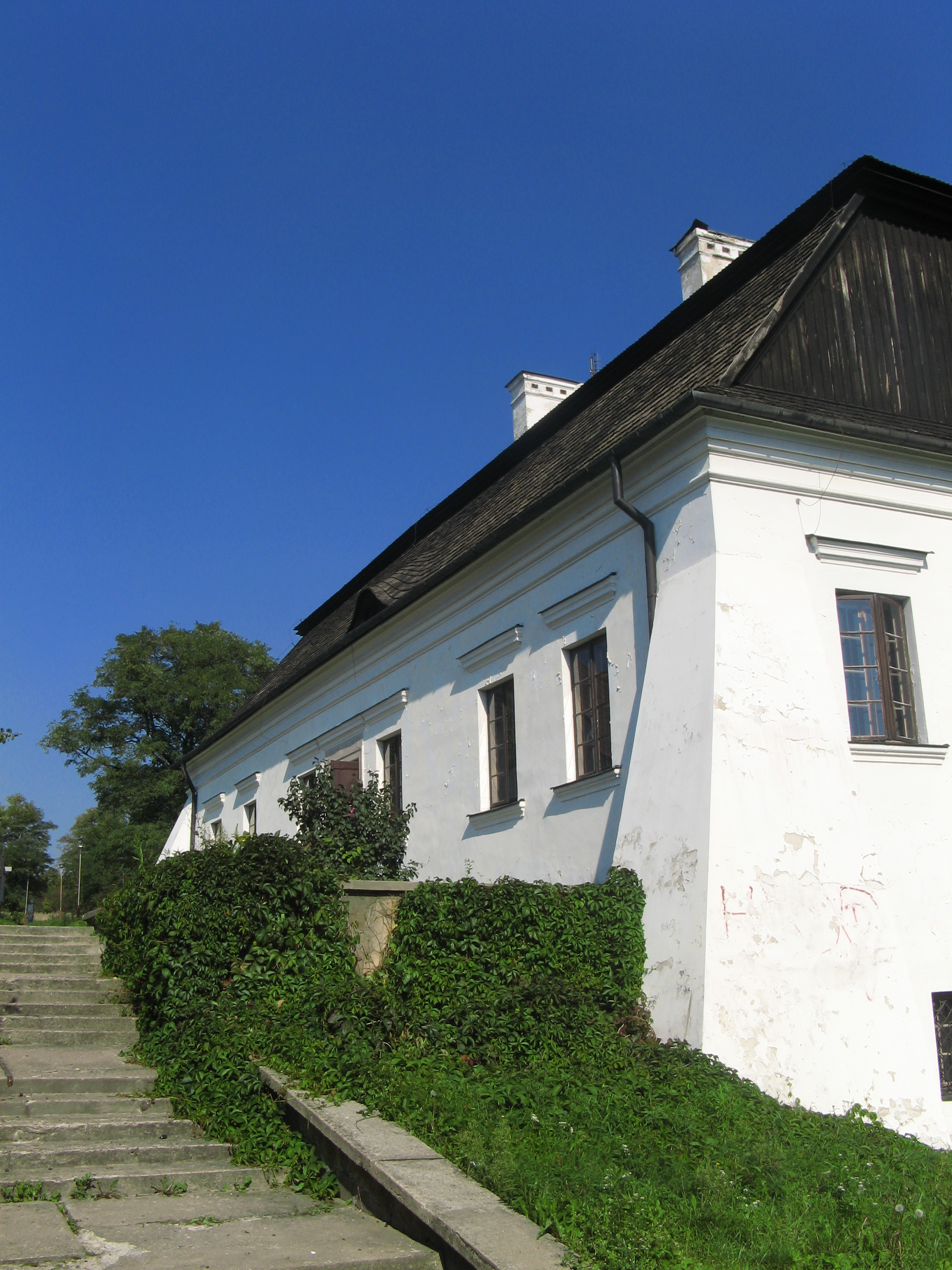
ゴライェスキ・マナーハウス
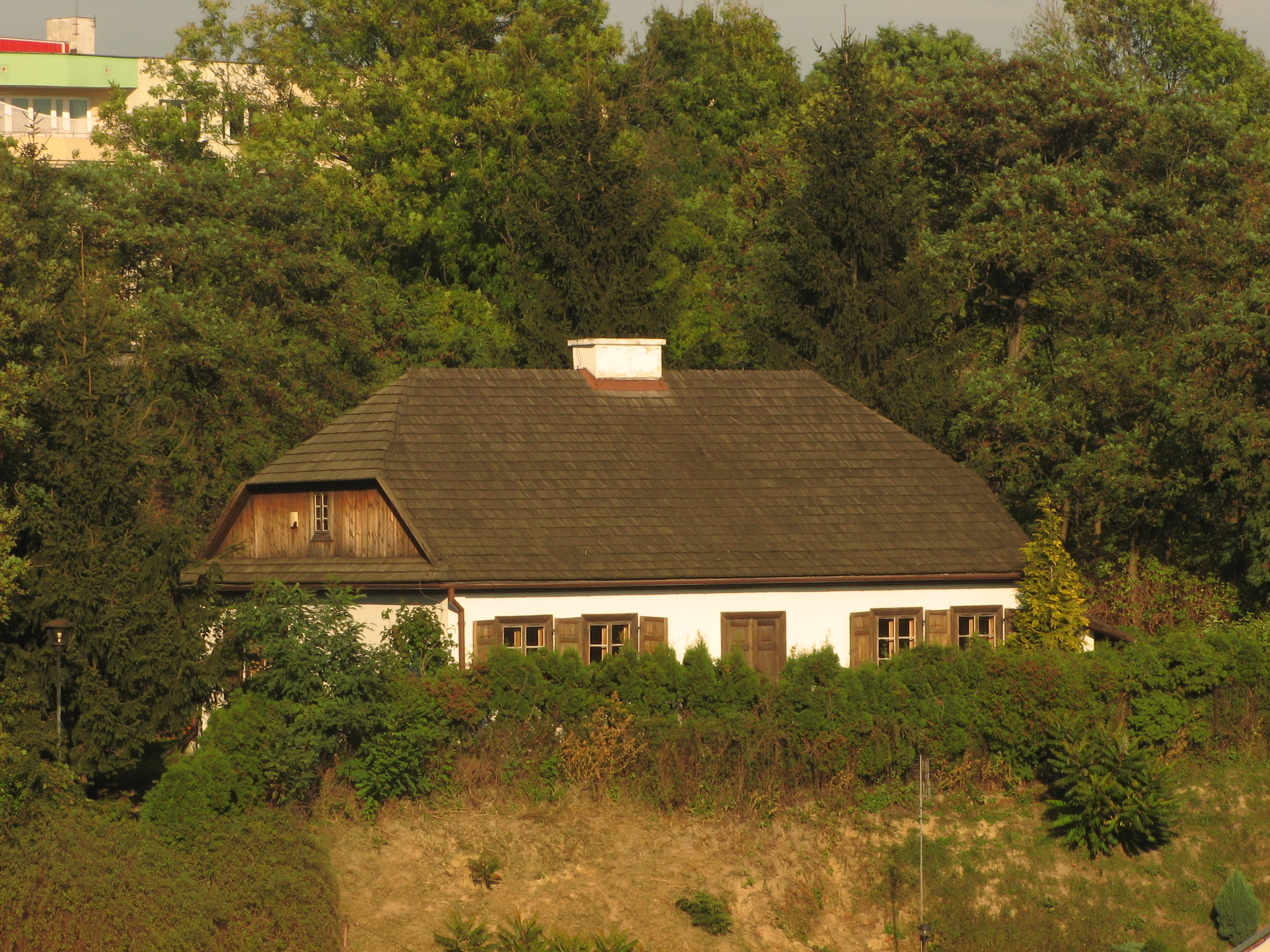
ヴィンツェント・マナーハウス
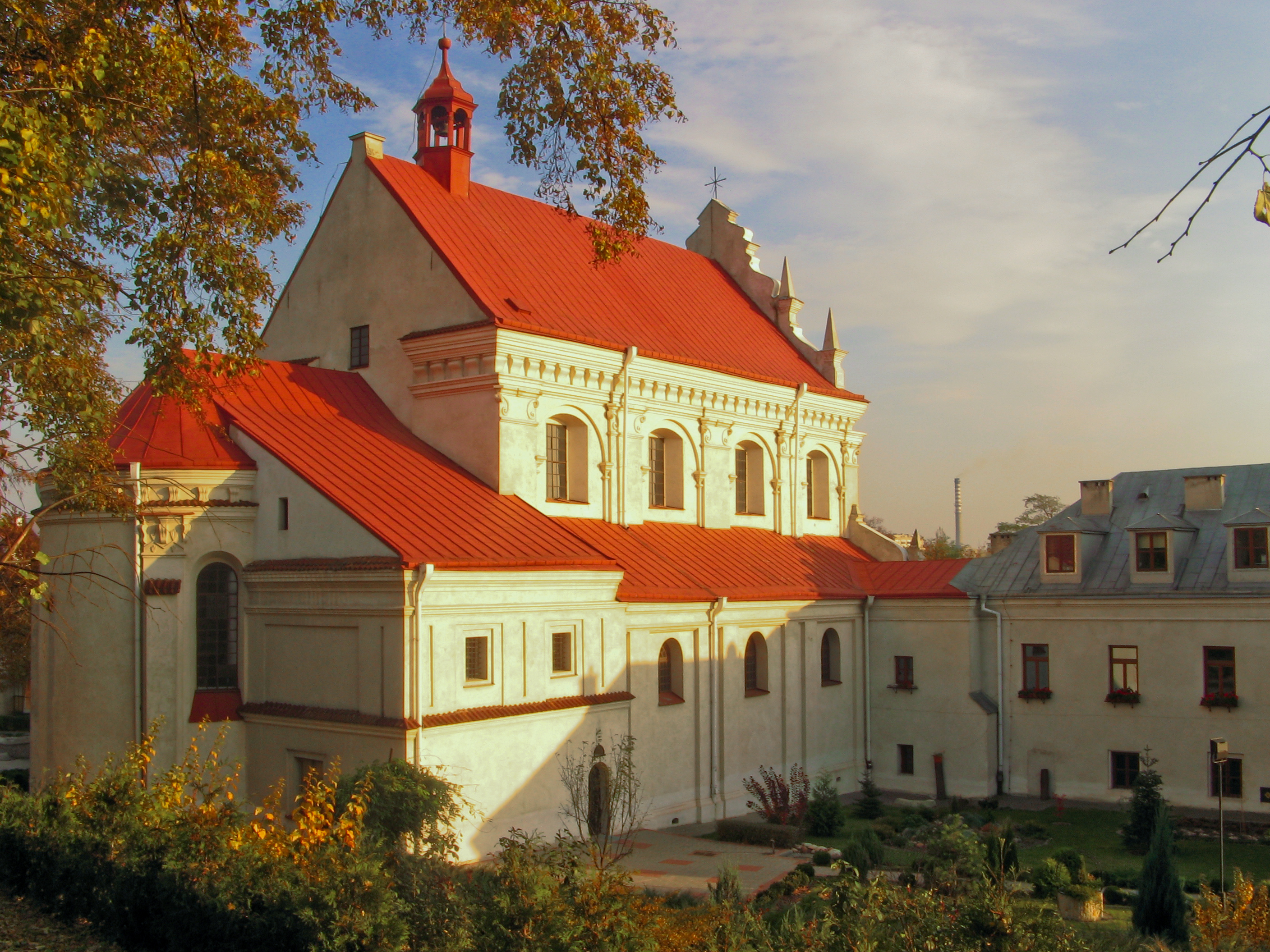
聖アグネス教会
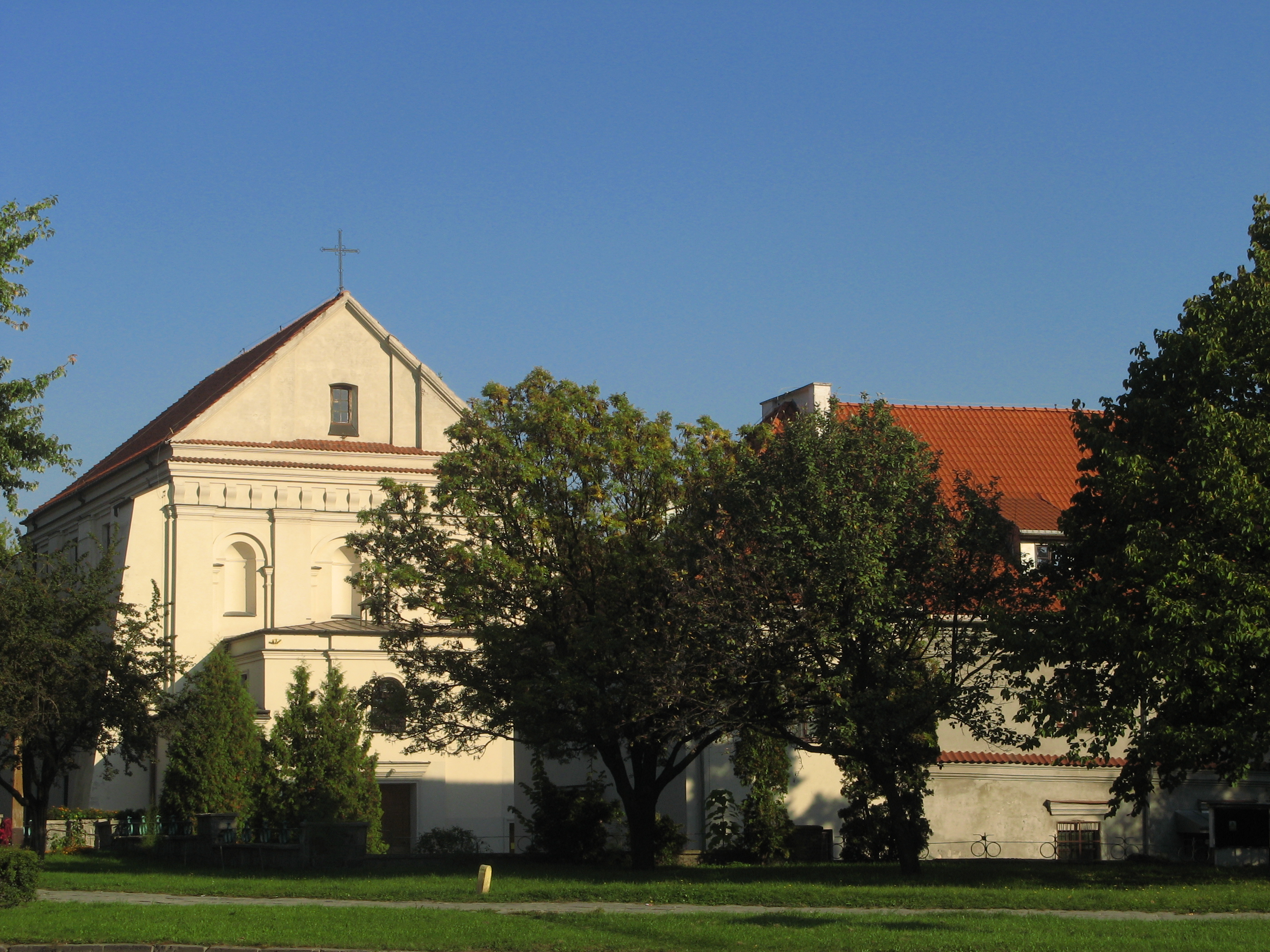
サレジオ教会
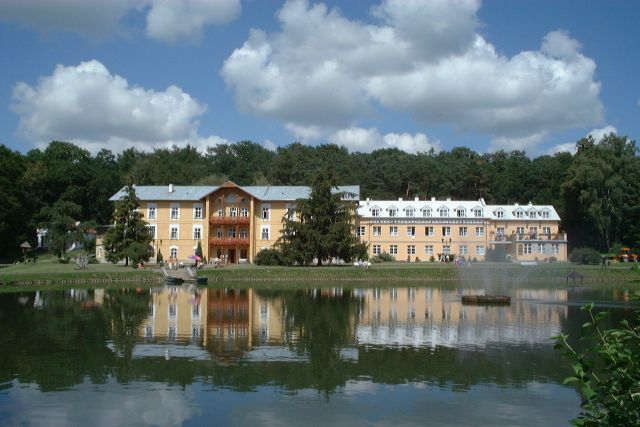
スパ（ナウェンチュフ）
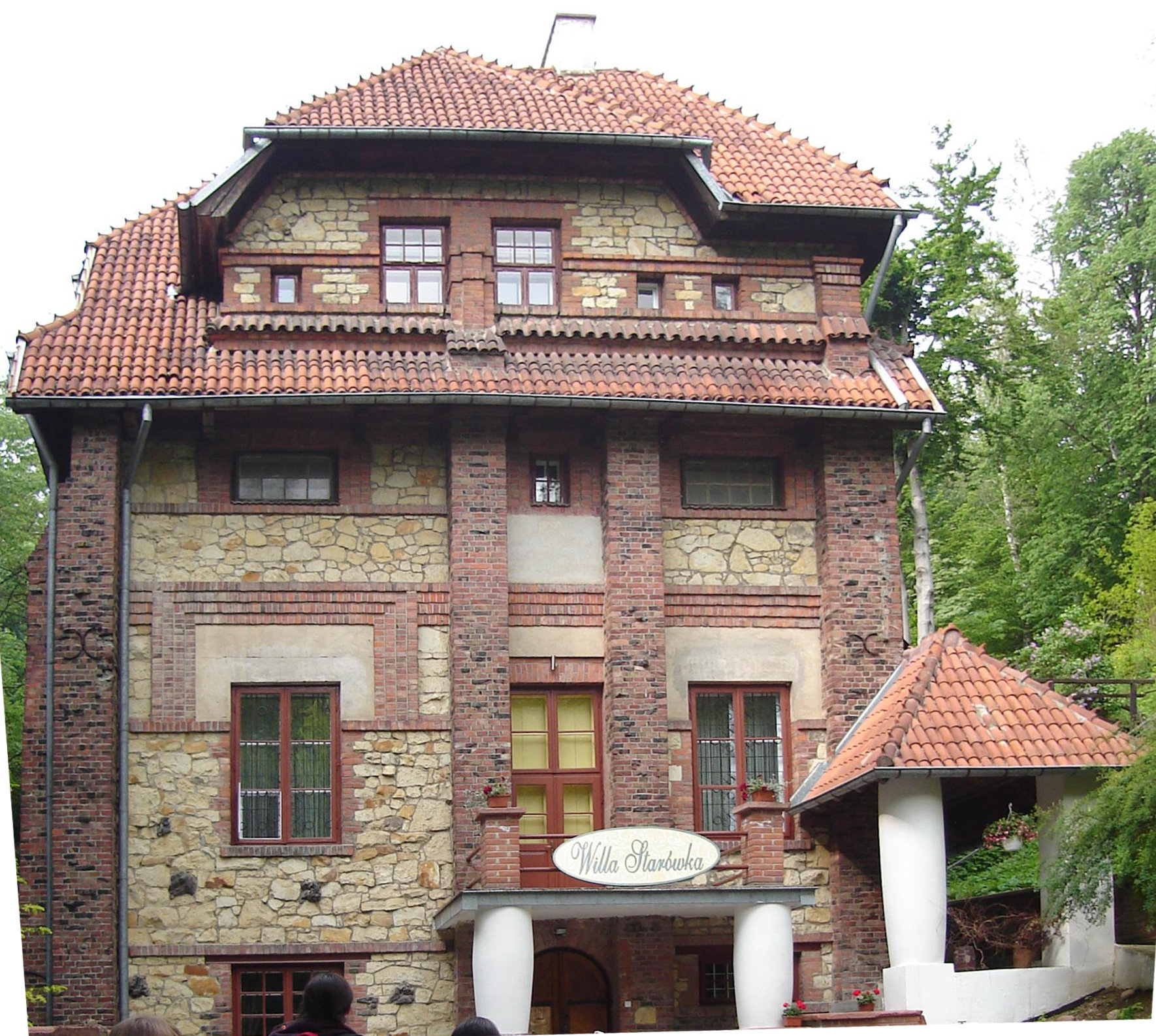
美術学校（ナウェンチュフ）
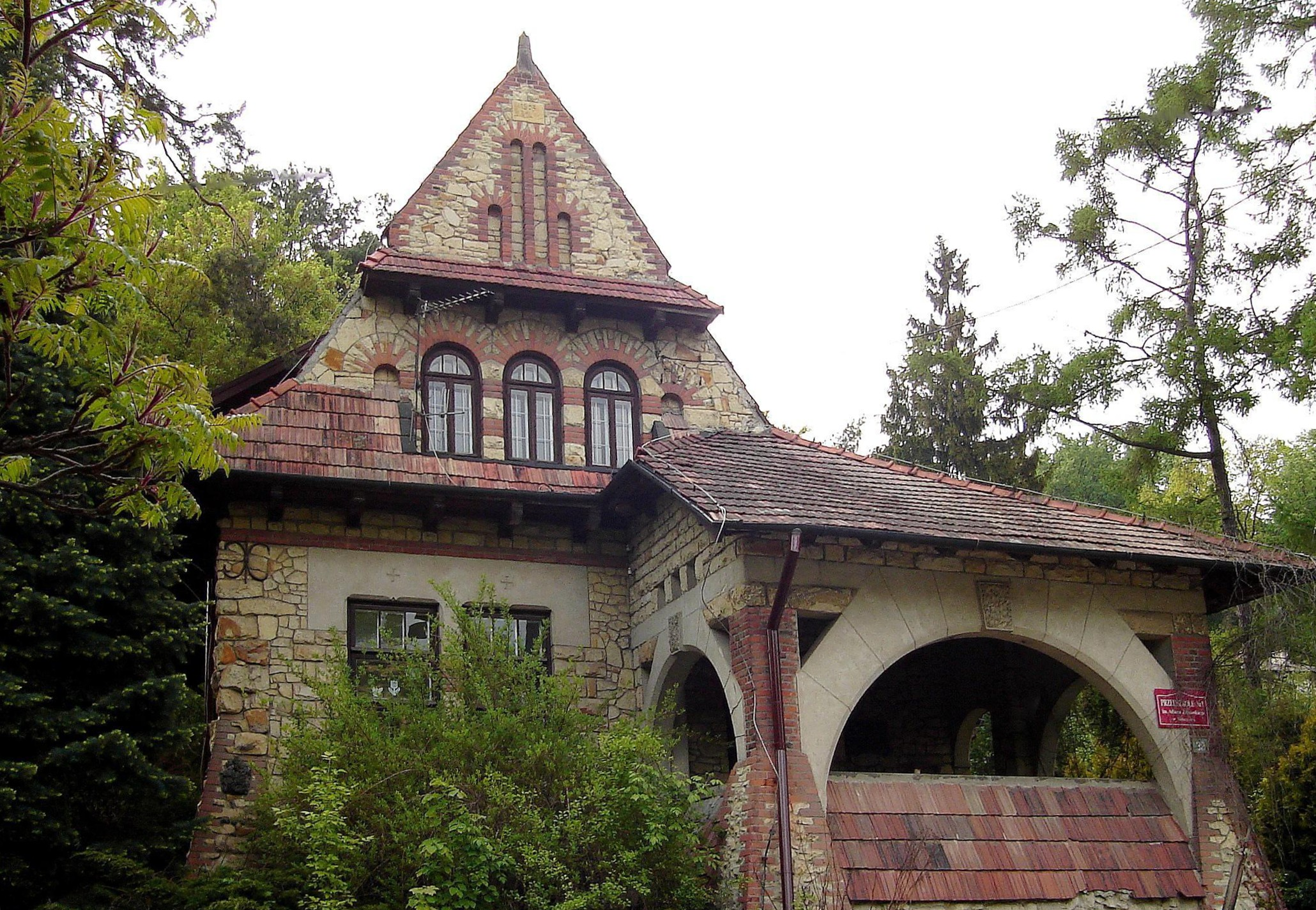
旧邸宅（ナウェンチュフ）
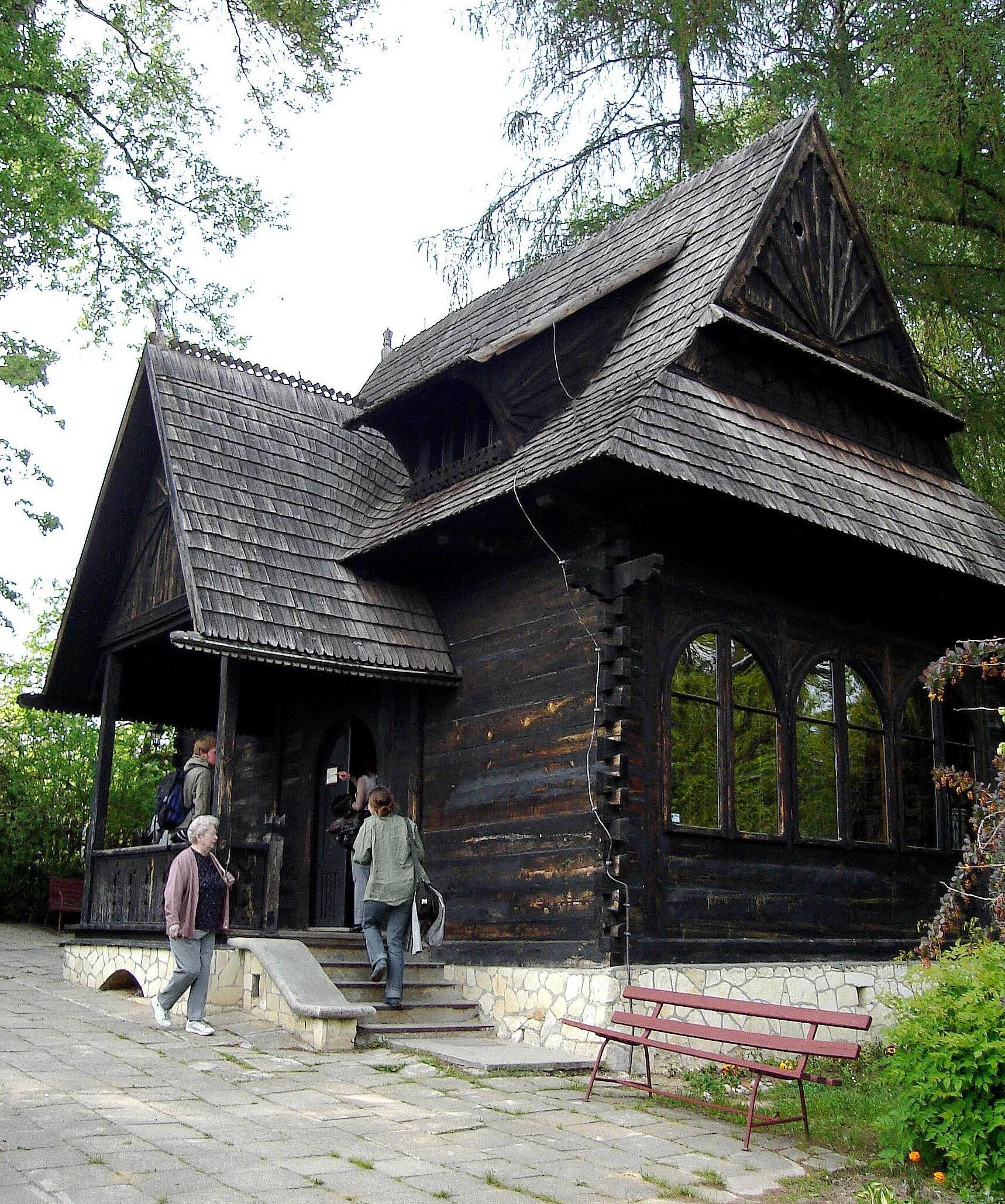
ジェロムスキ家の旧宅（ナウェンチュフ）
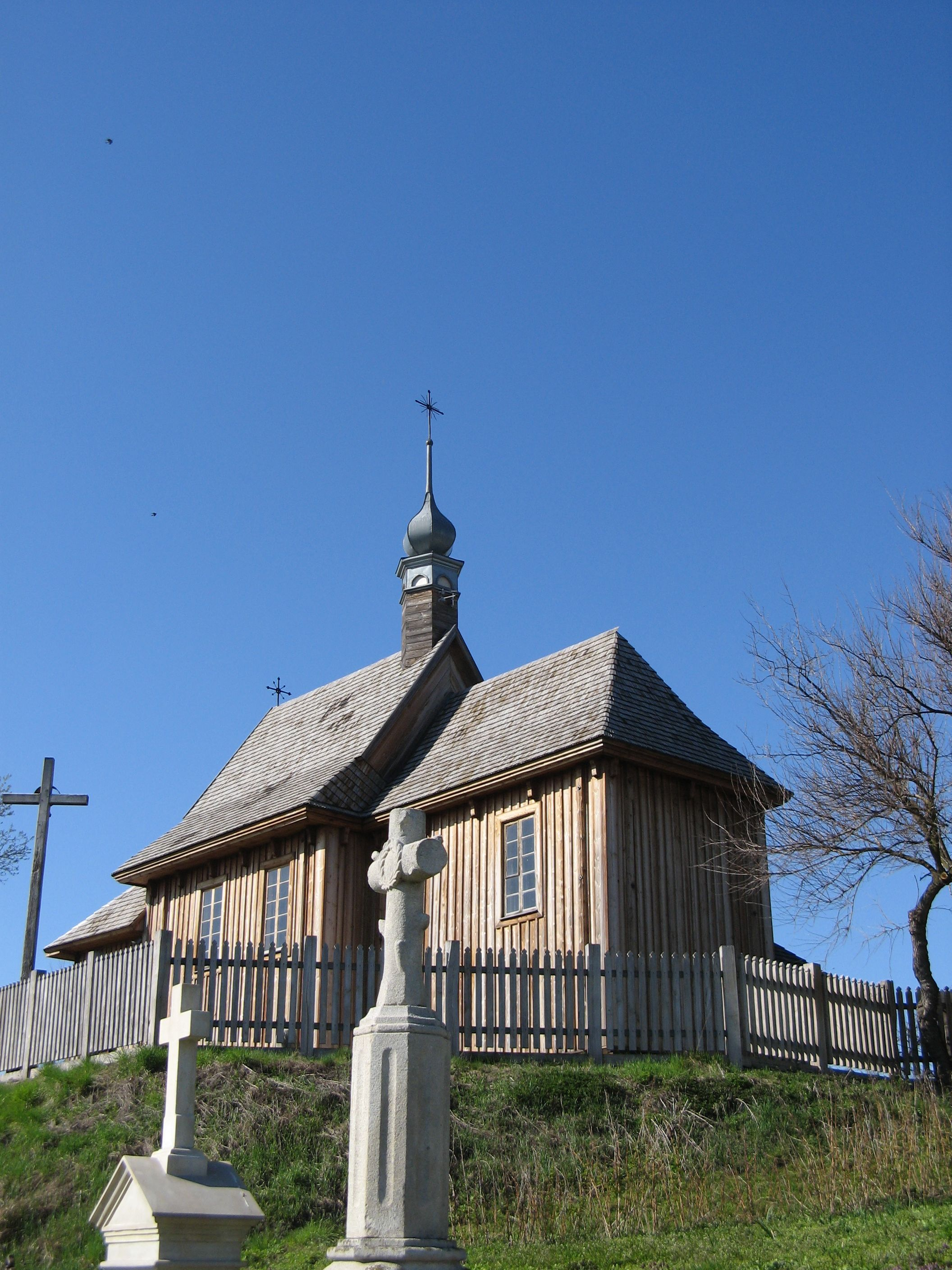
ルブリン野外民俗博物館
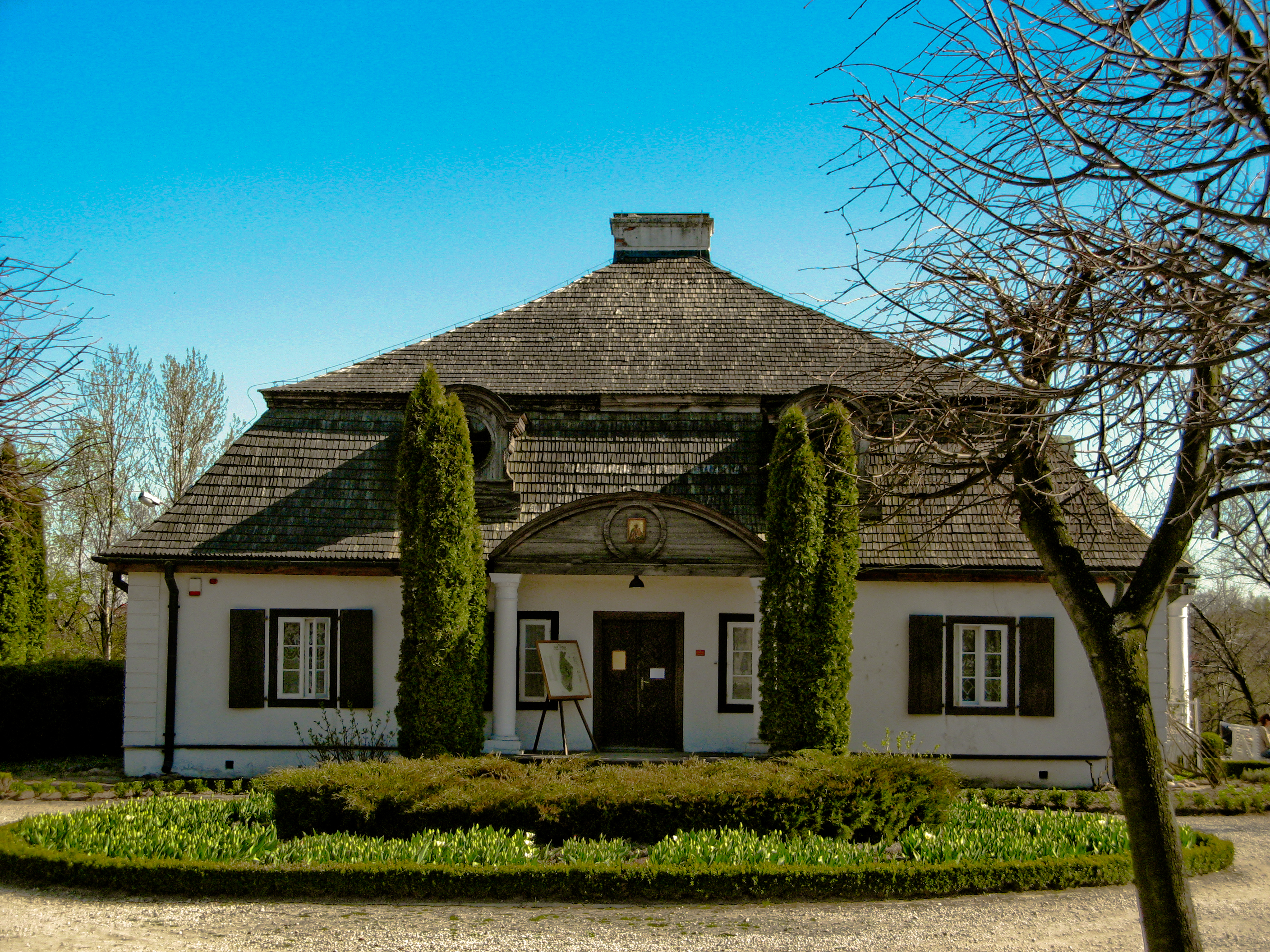
ルブリン野外民俗博物館
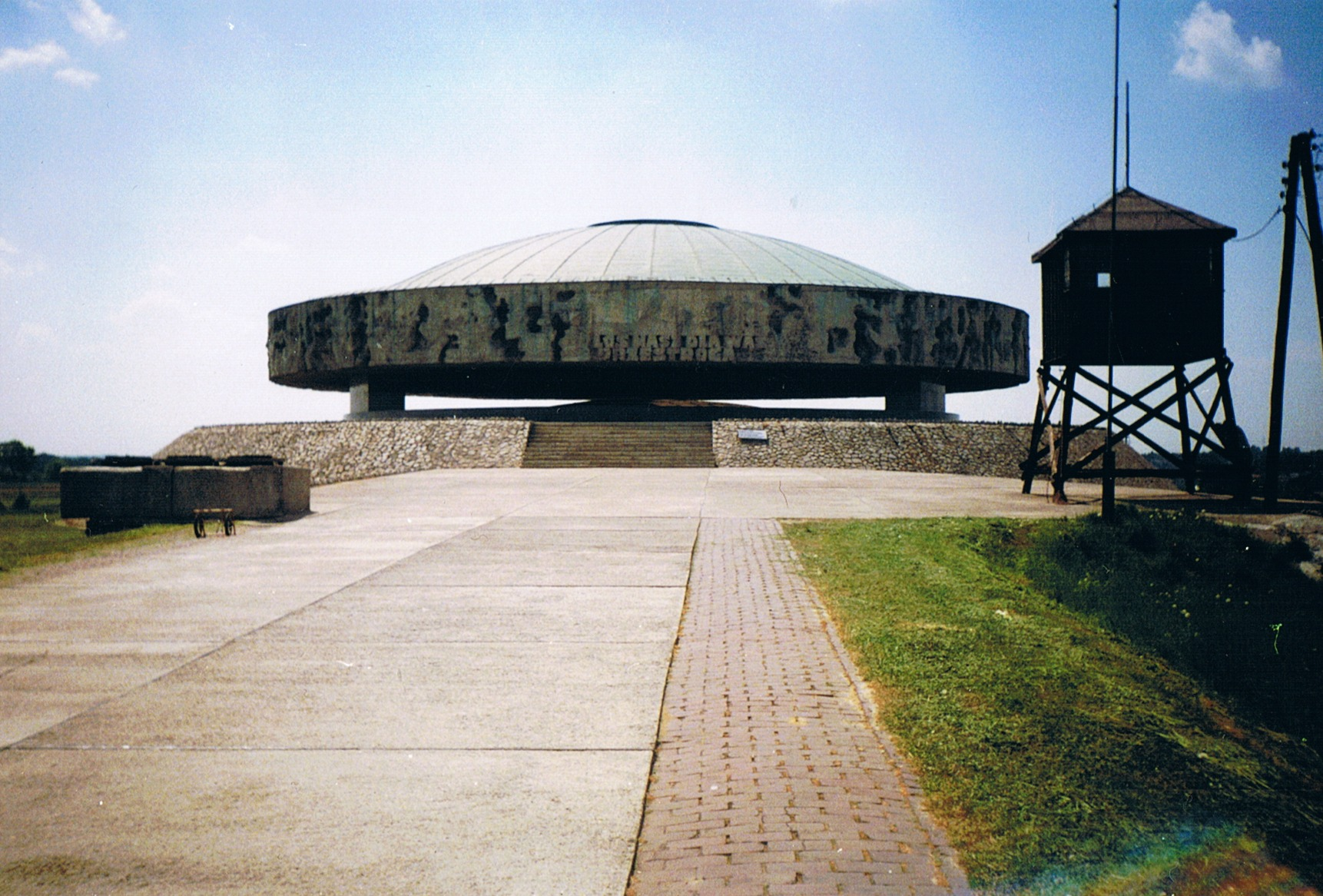
マイダネク強制収容所博物館
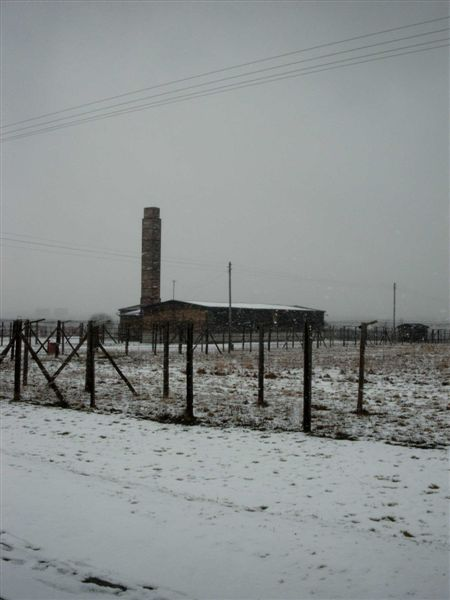
マイダネク強制収容所博物館

### プワヴィ（Puławy）
現在は工業都市であるが、18世紀には大貴族であるチャルトルィスキ（Czartoryski）家によってポーランドの文化芸術の一大中心地となった。チャルトルィスキ宮殿（Palac Czartoryskich）、マリンスカ宮殿（Palac Marynki）、シビュラ（Swiatynia Sybilli）などがある。市公式サイト（英語・ポーランド語・ドイツ語・スペイン語・ロシア語・フランス語）、プワヴィ情報サイト（ポーランド語）あり。

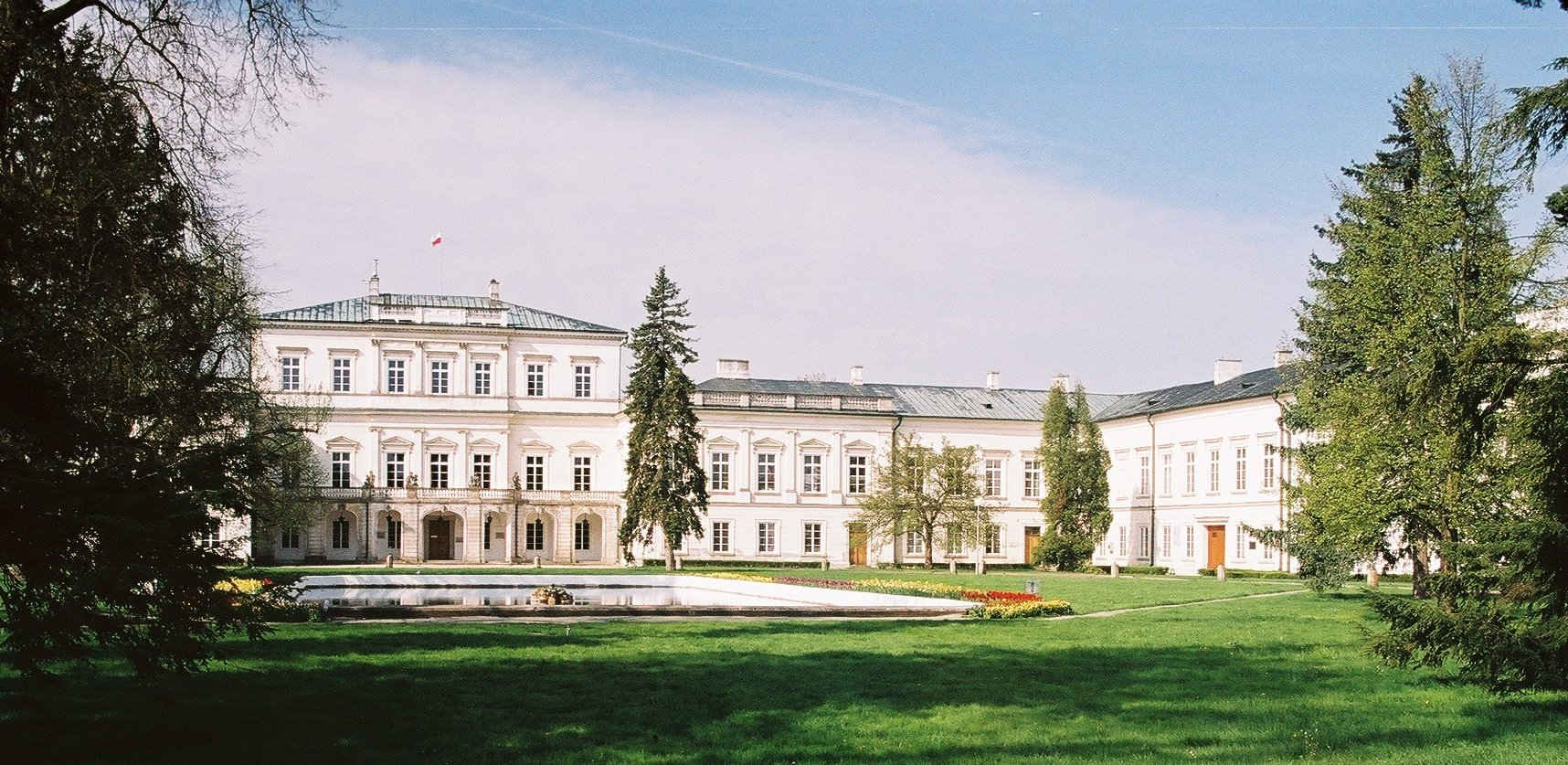
チャルトルィスキ家の宮殿
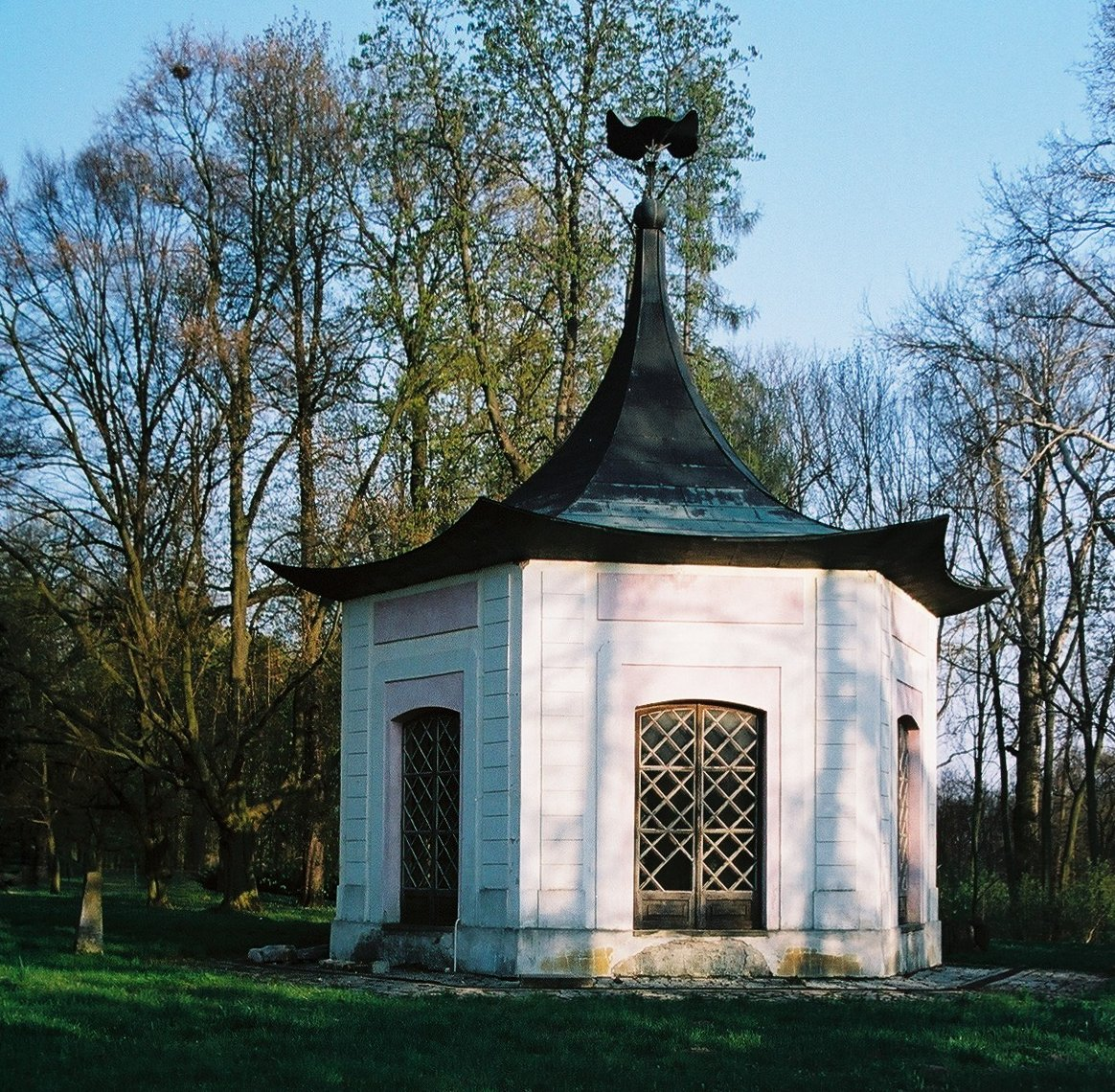
中国風のあずま屋
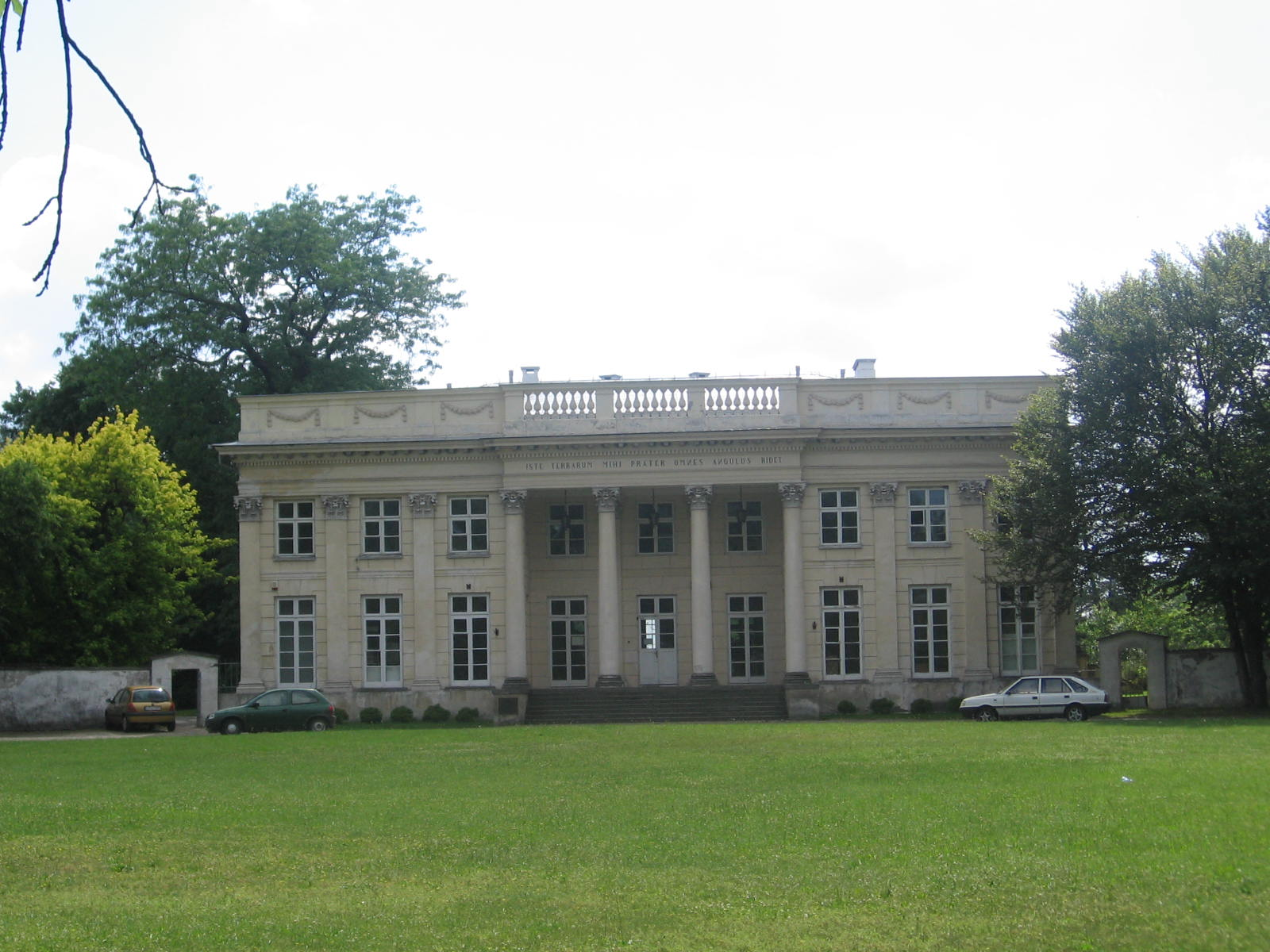
マリンスカ宮殿
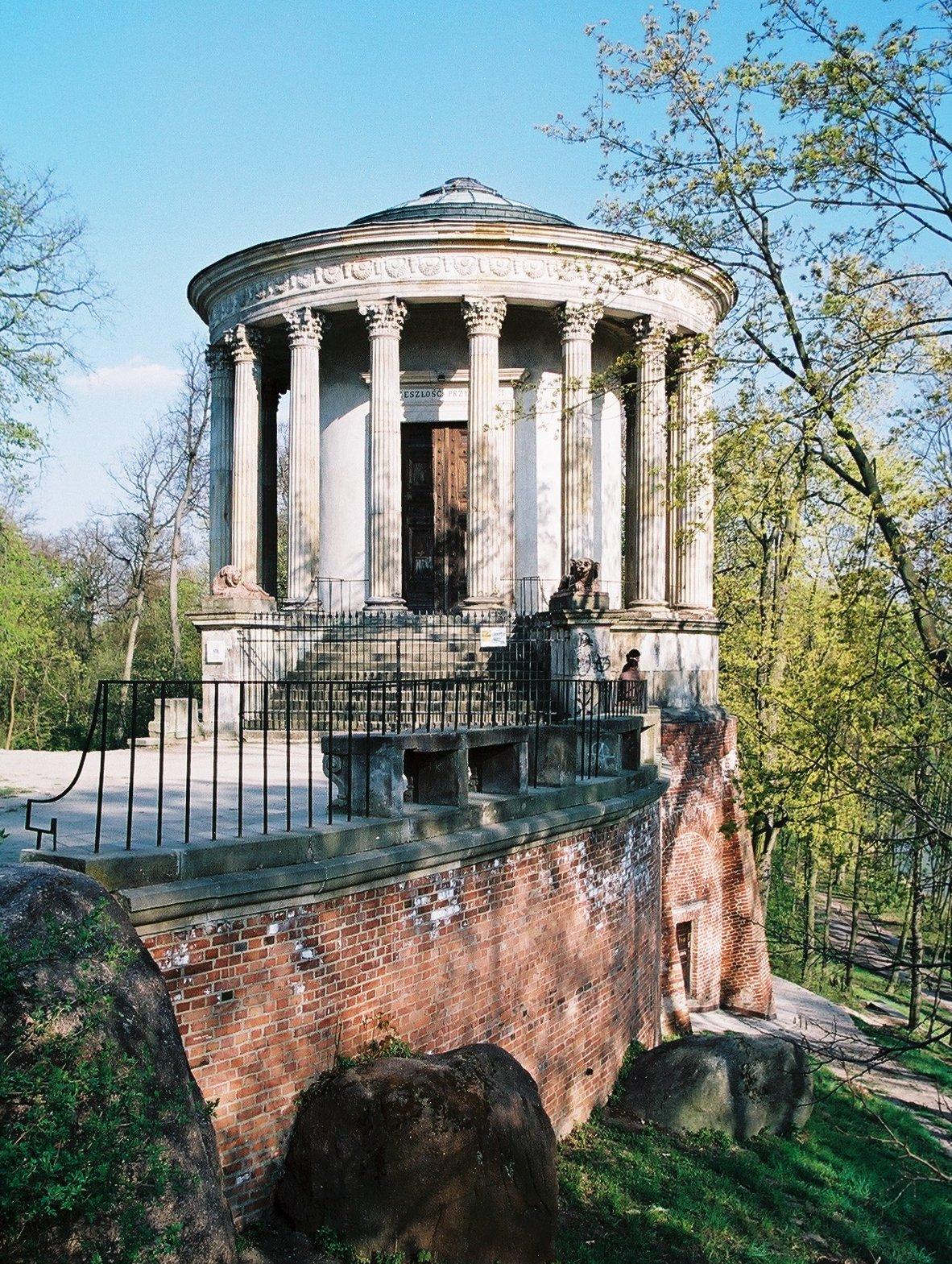
シビュラ
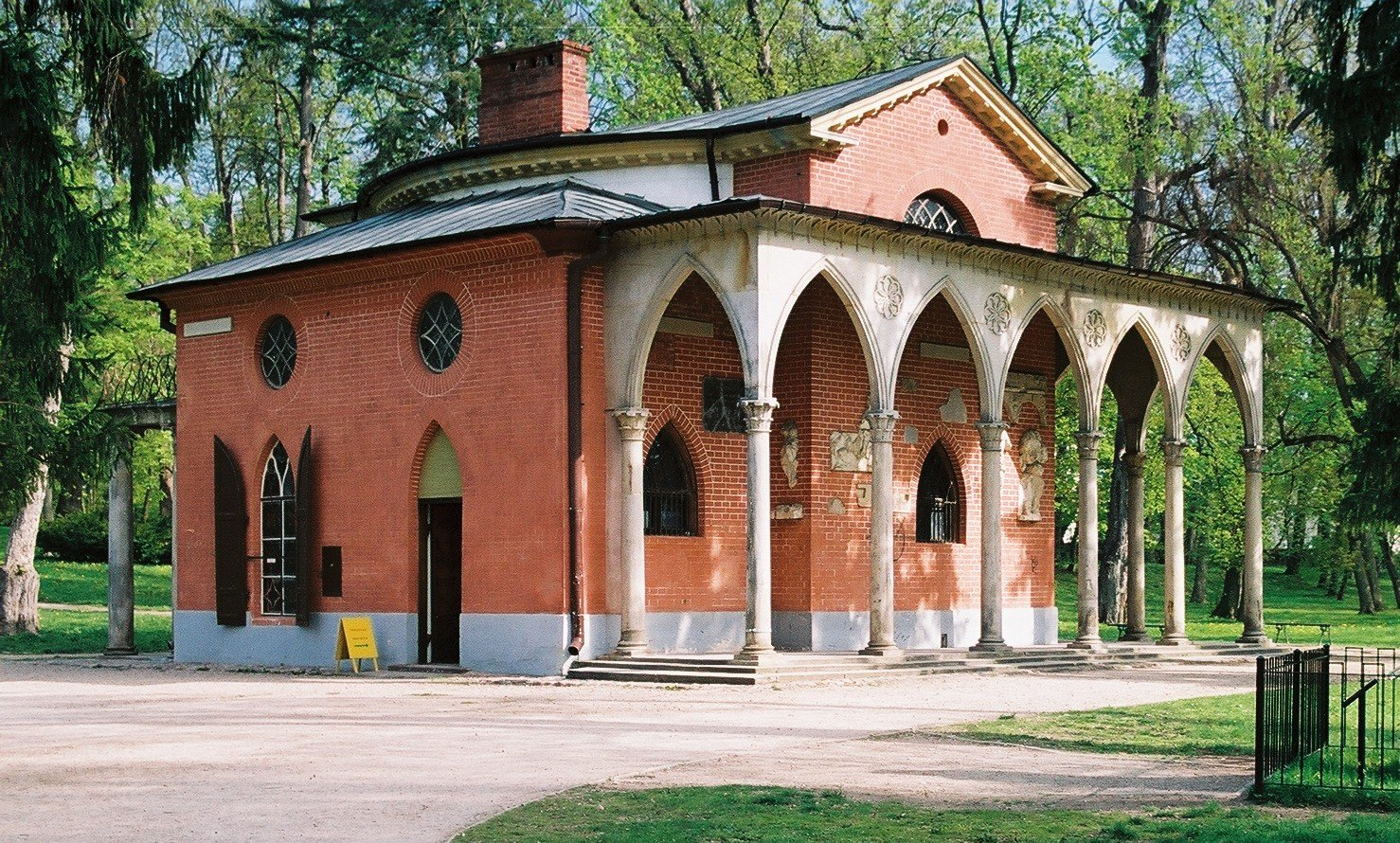
ゴティツキ家の邸宅
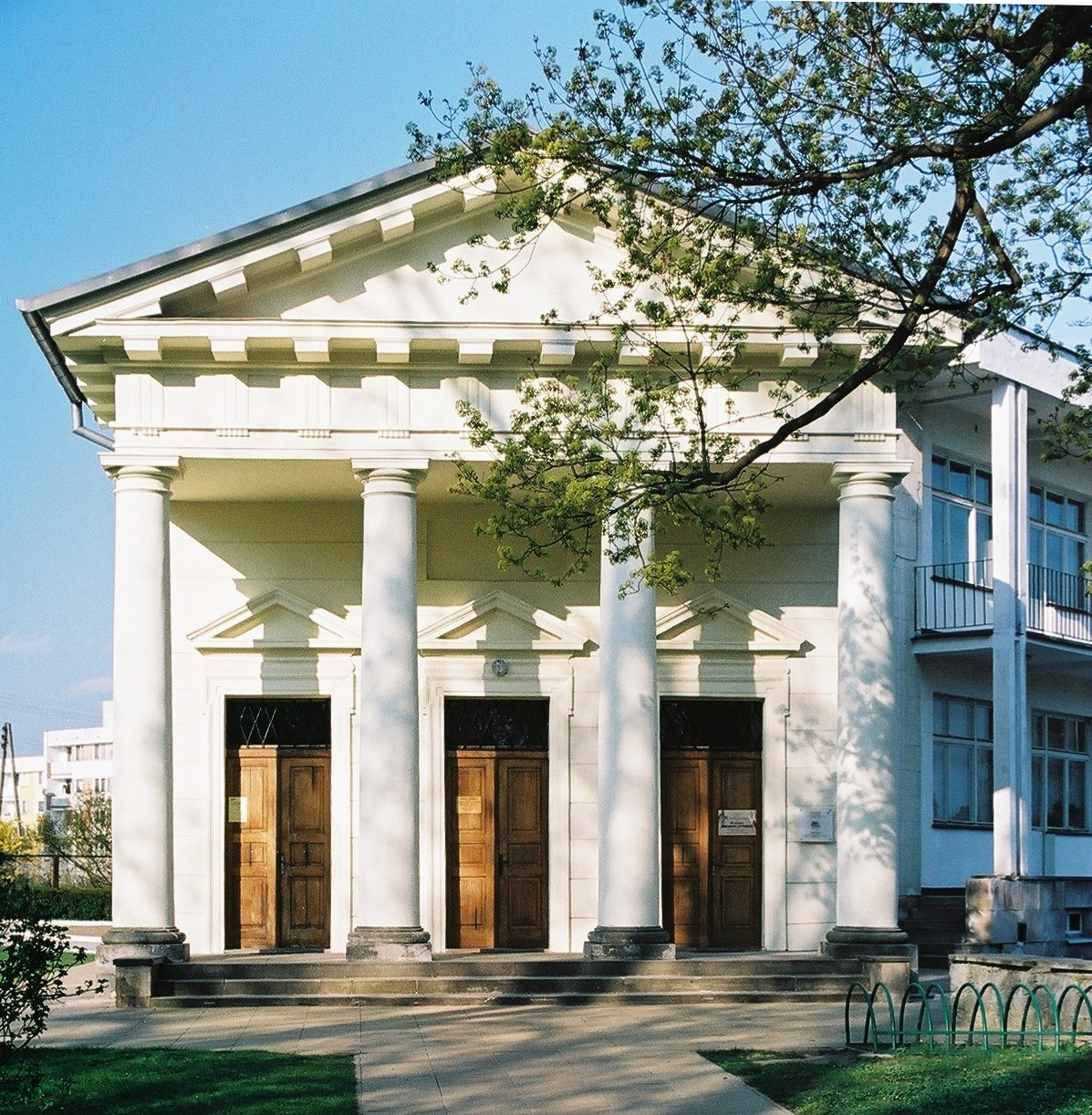
グレツキ家の邸宅
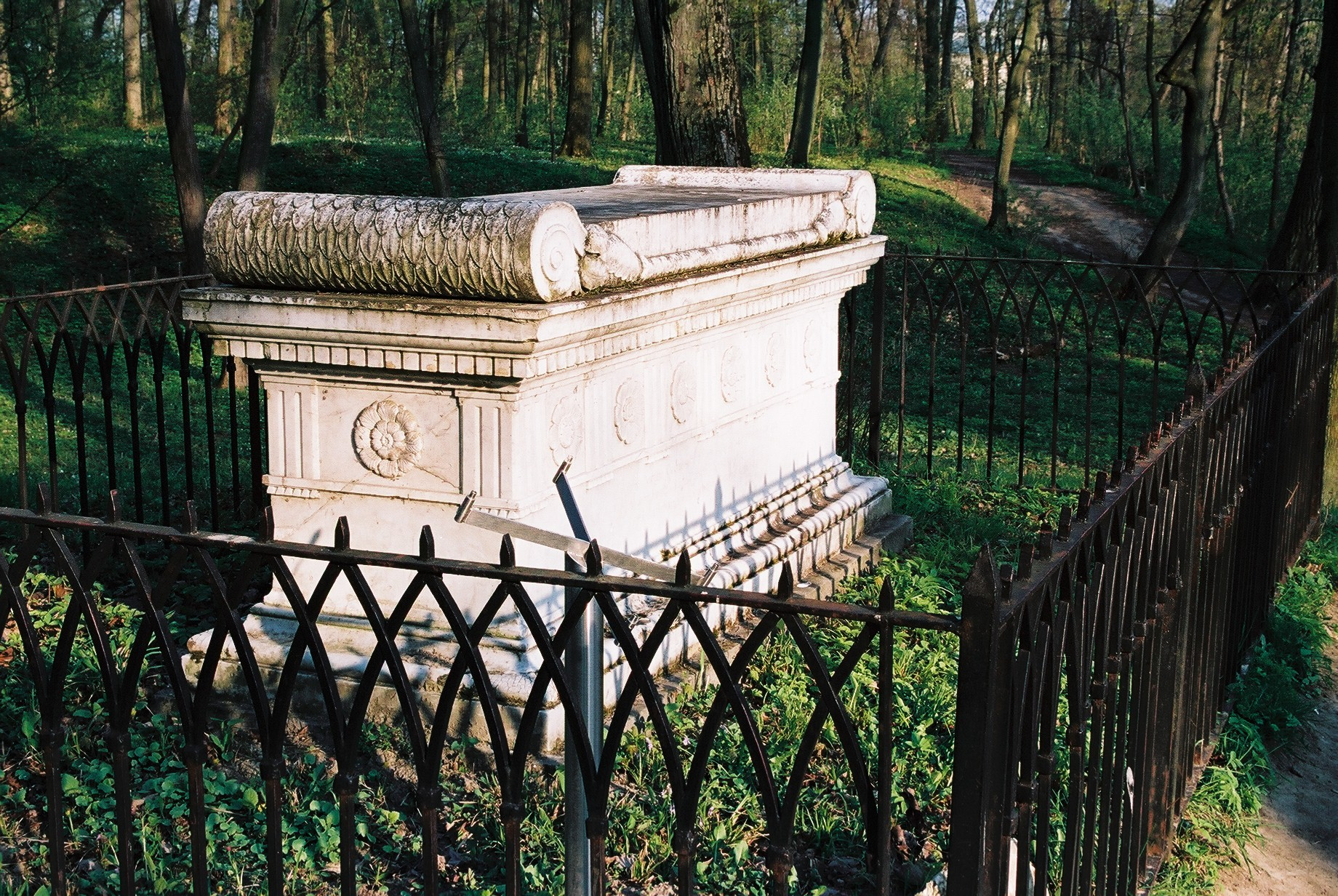
サルコファガス

### ザモシチ（Zamość）
後期ルネサンス様式の旧市街はユネスコの世界遺産に登録されている。市公式サイト（ポーランド語、英語・ドイツ語・ウクライナ語は製作中）、観光サイト（英語・ドイツ語・フランス語・イタリア語・リトアニア語）あり。

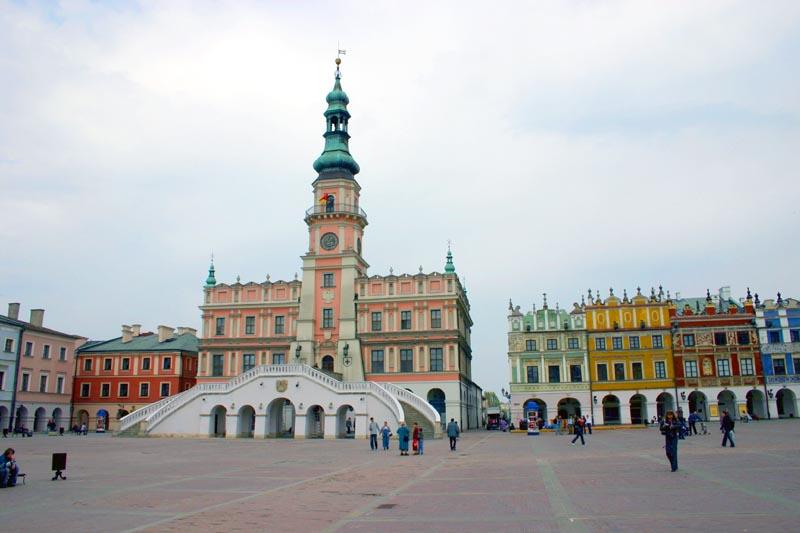
大広場と旧市庁舎
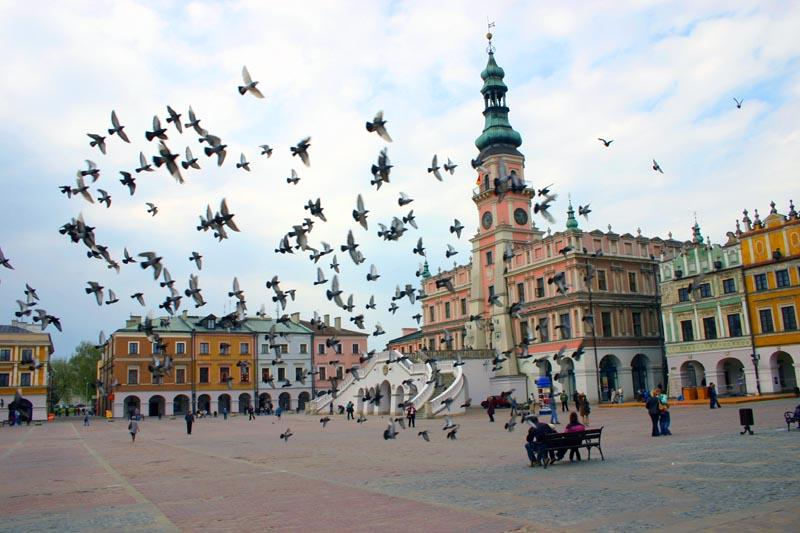
大広場と旧市庁舎
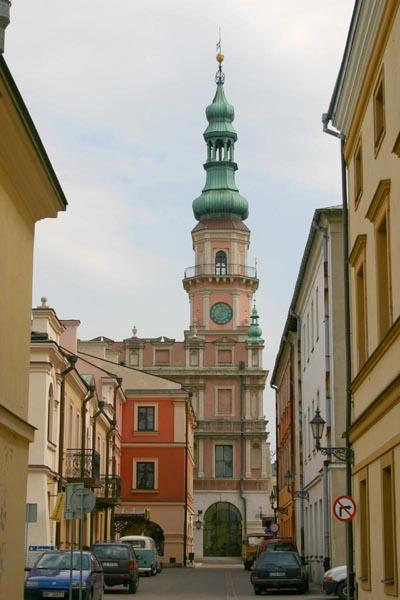
旧市街から旧市庁舎を望む
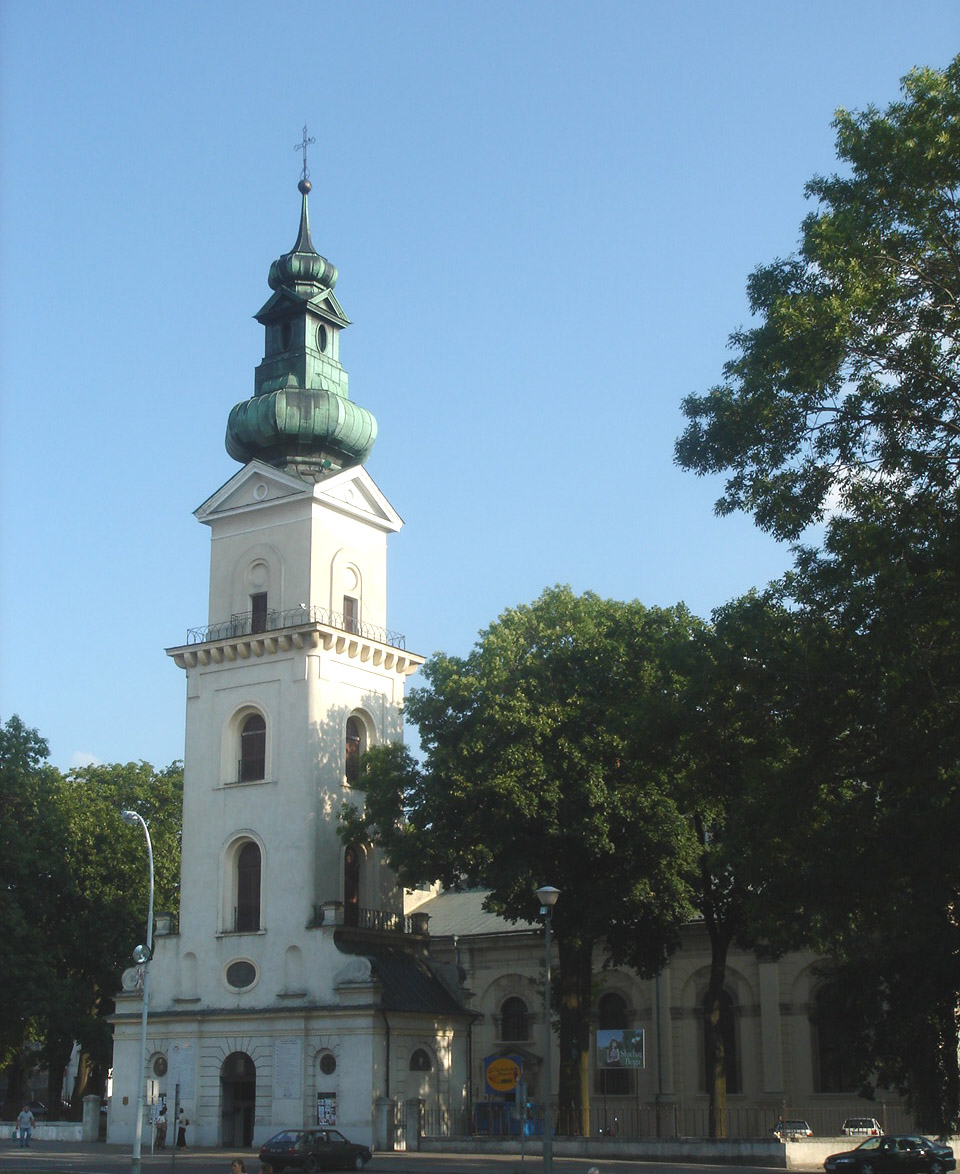
聖堂
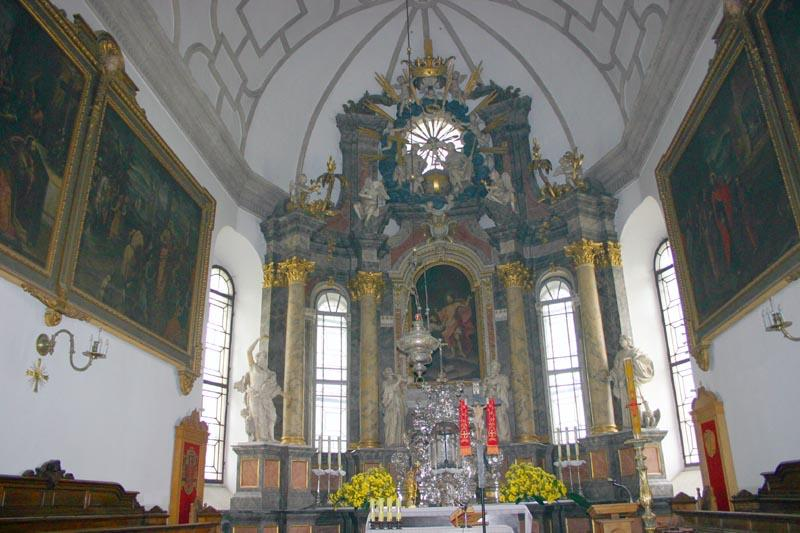
聖堂
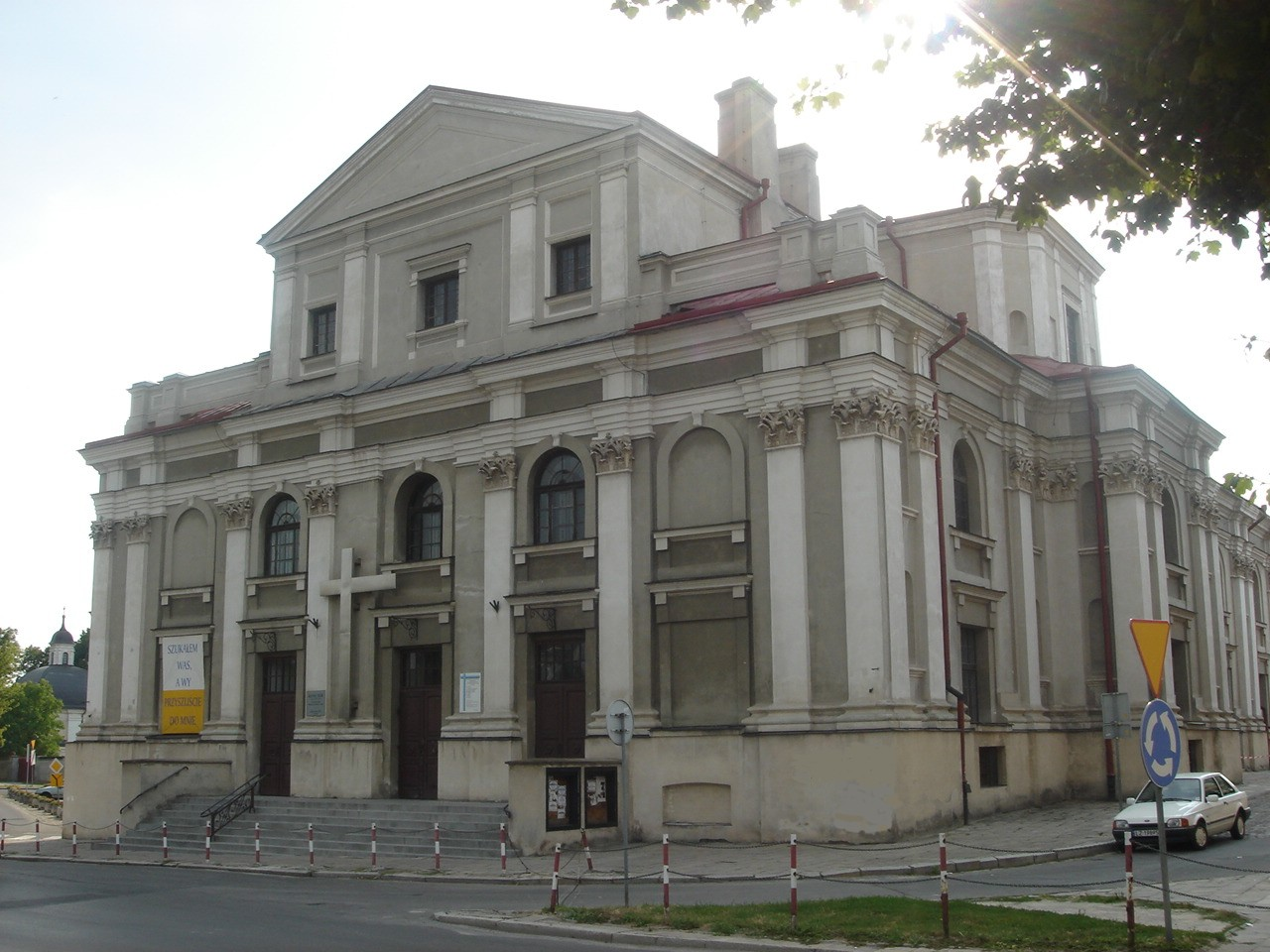
フランシスコ会教会
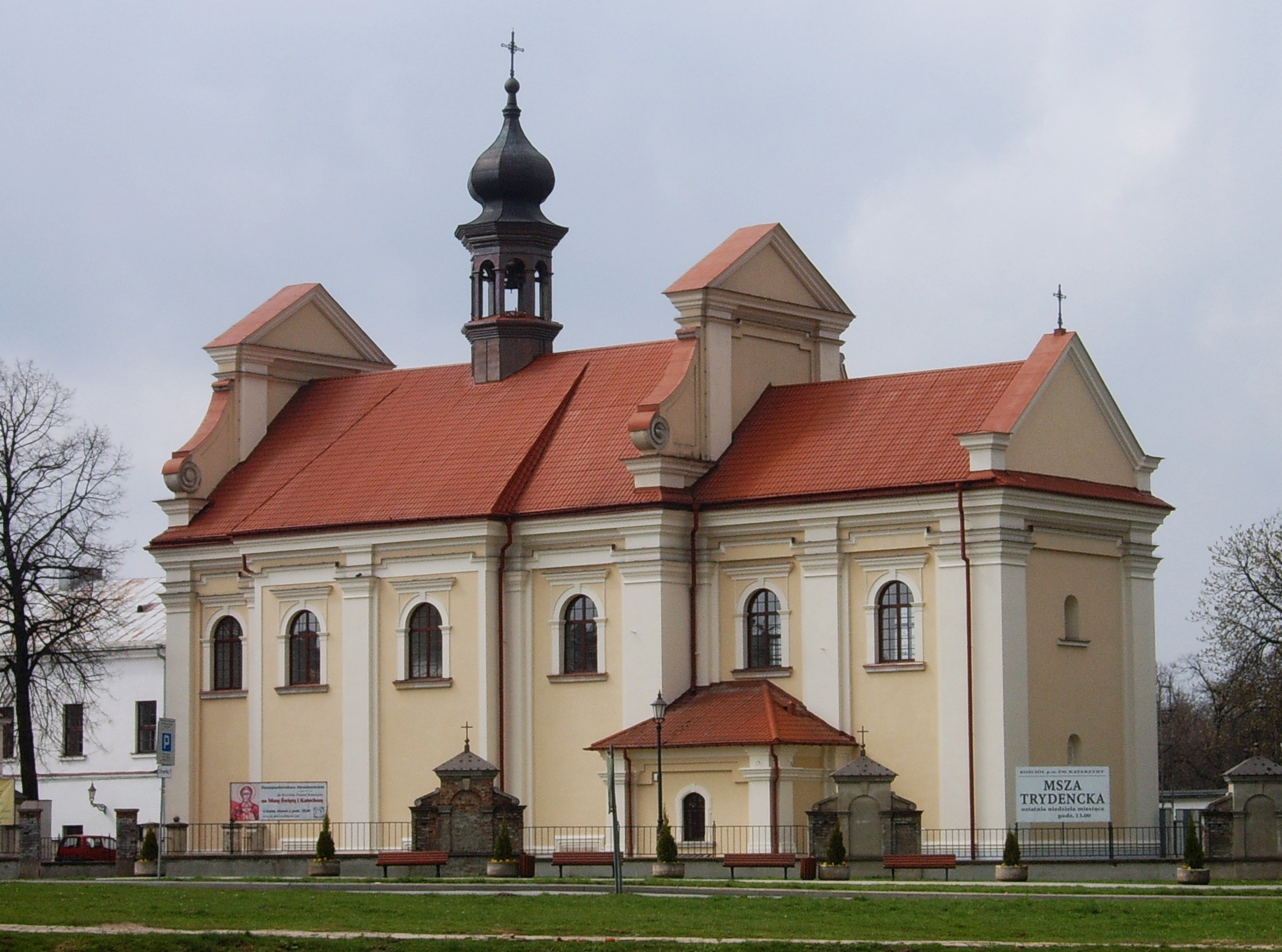
聖カタリナ教会
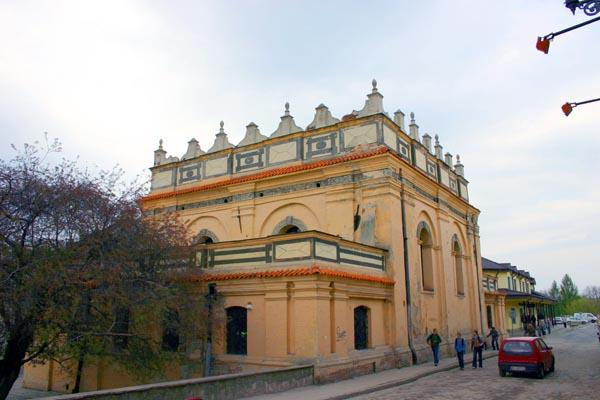
シナゴーグ
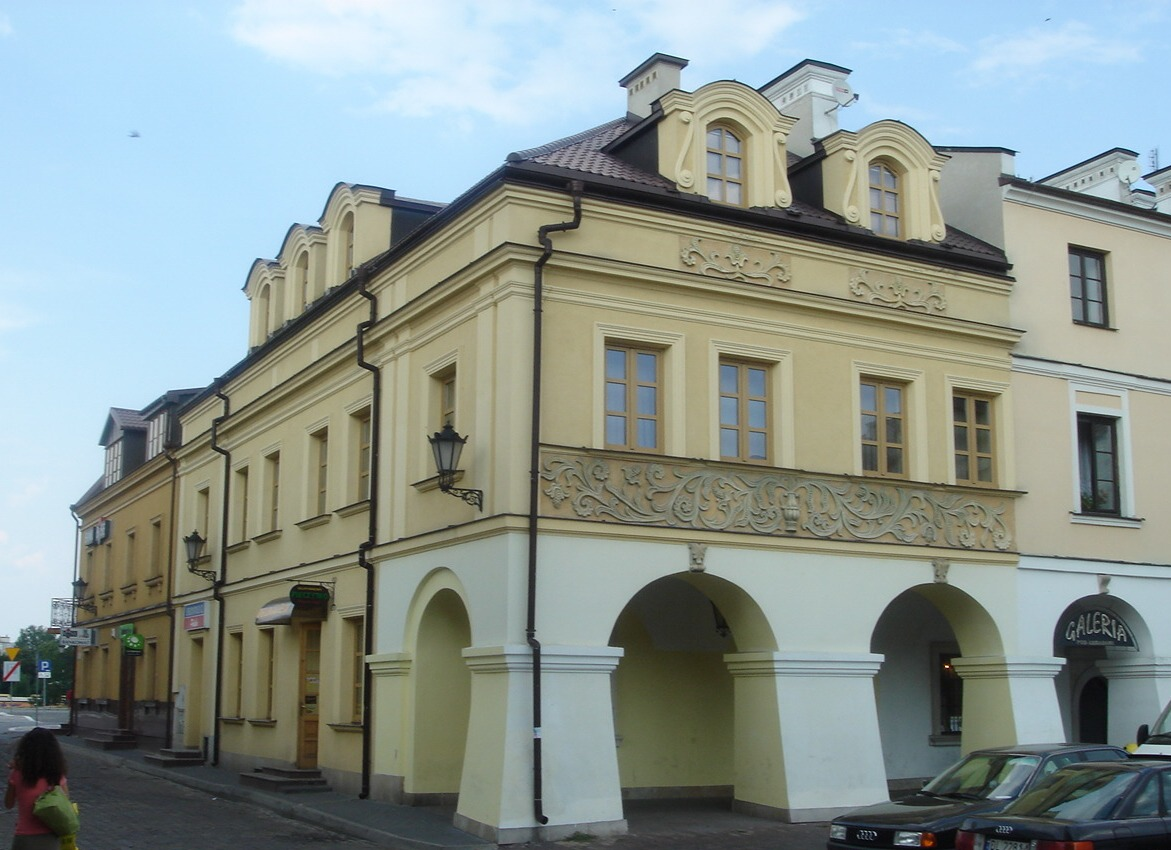
ラビの館
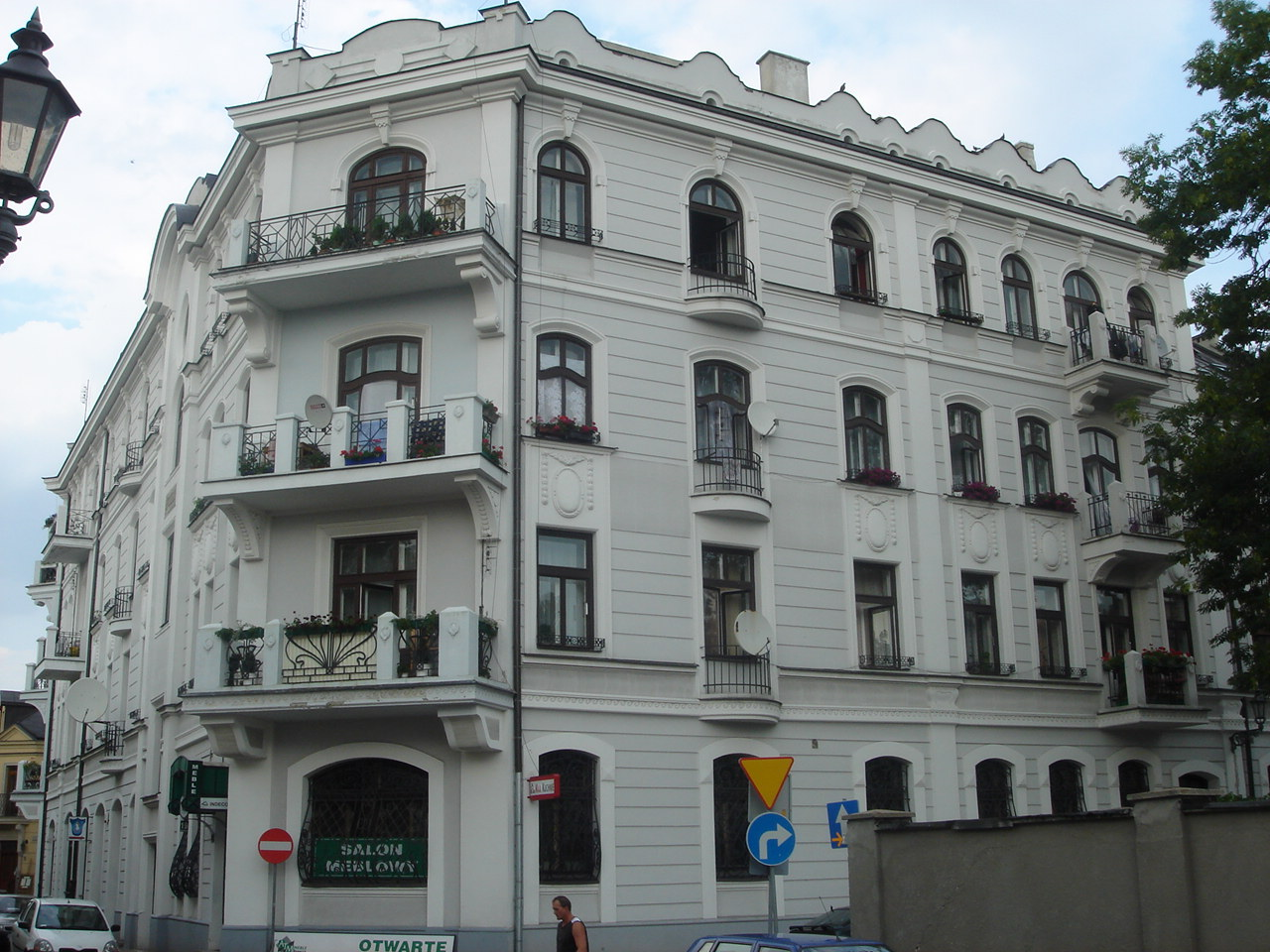
旧市街「中心にある家」
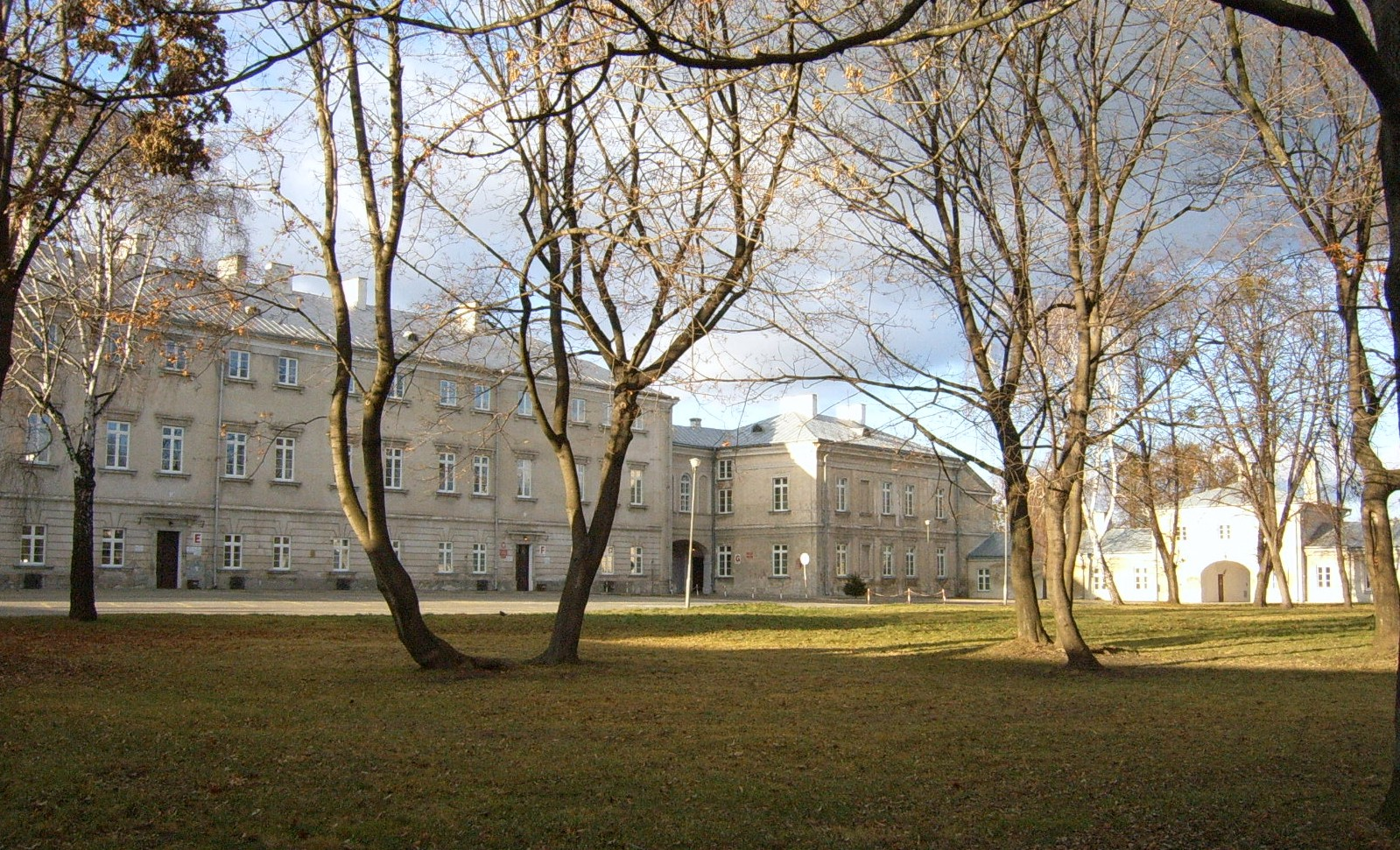
ザモイスキ家の宮殿
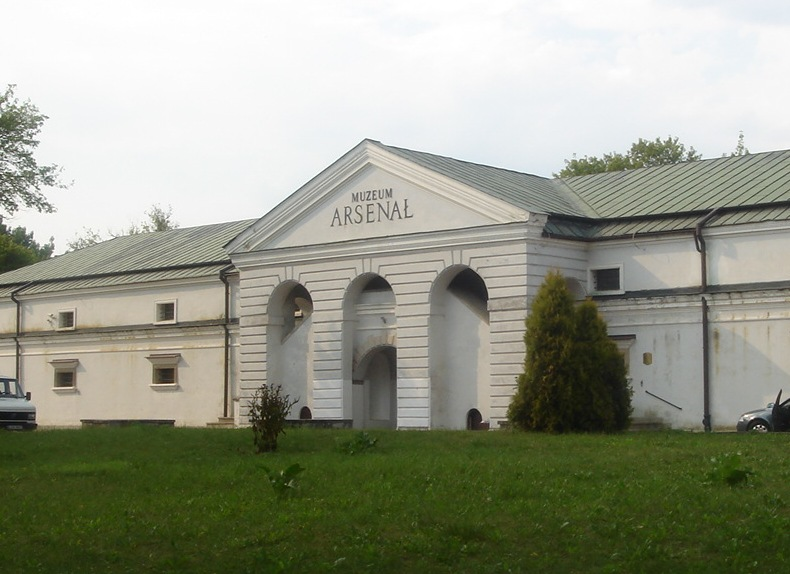
旧武器庫
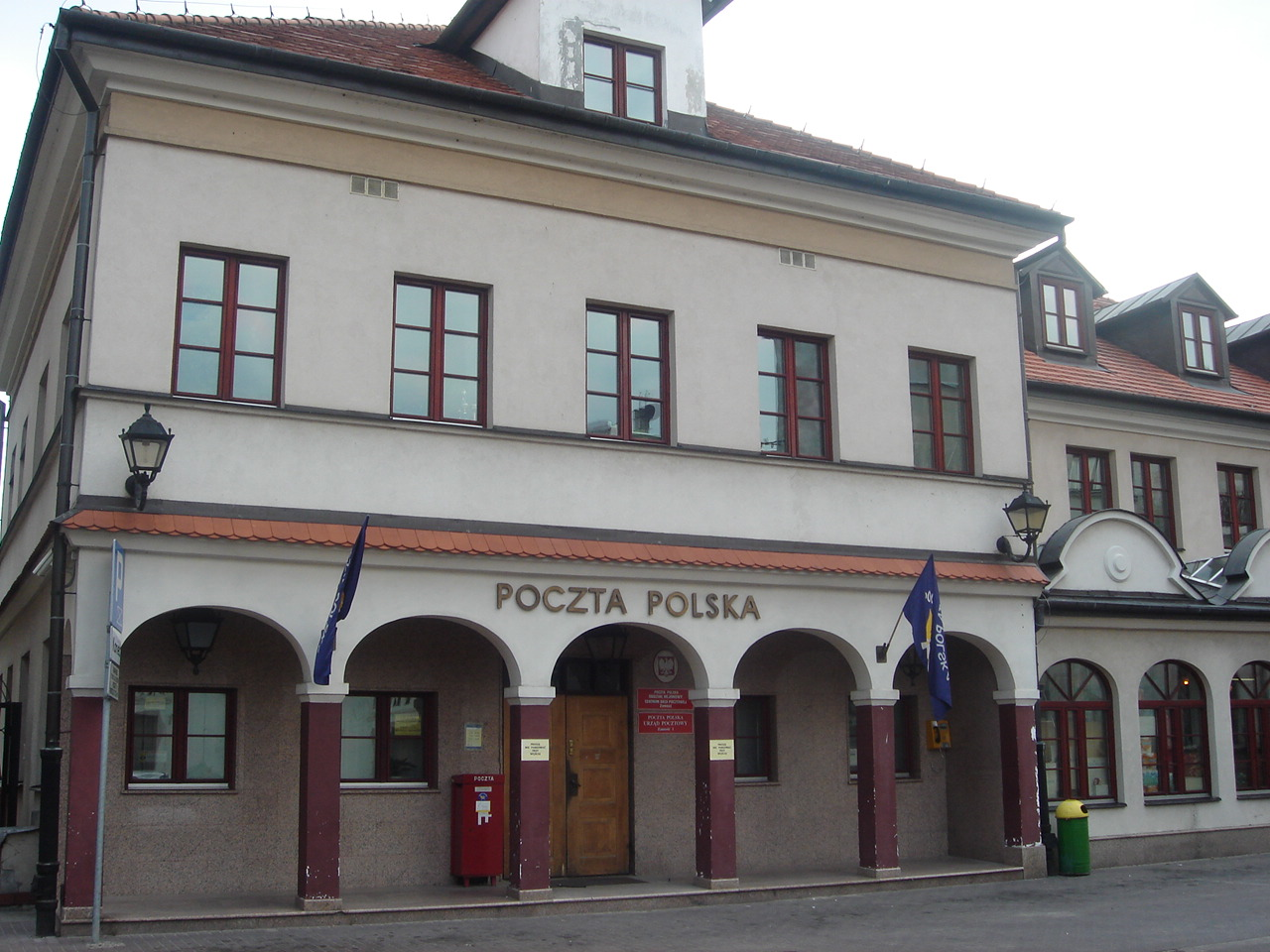
旧大学病院（現郵便局）
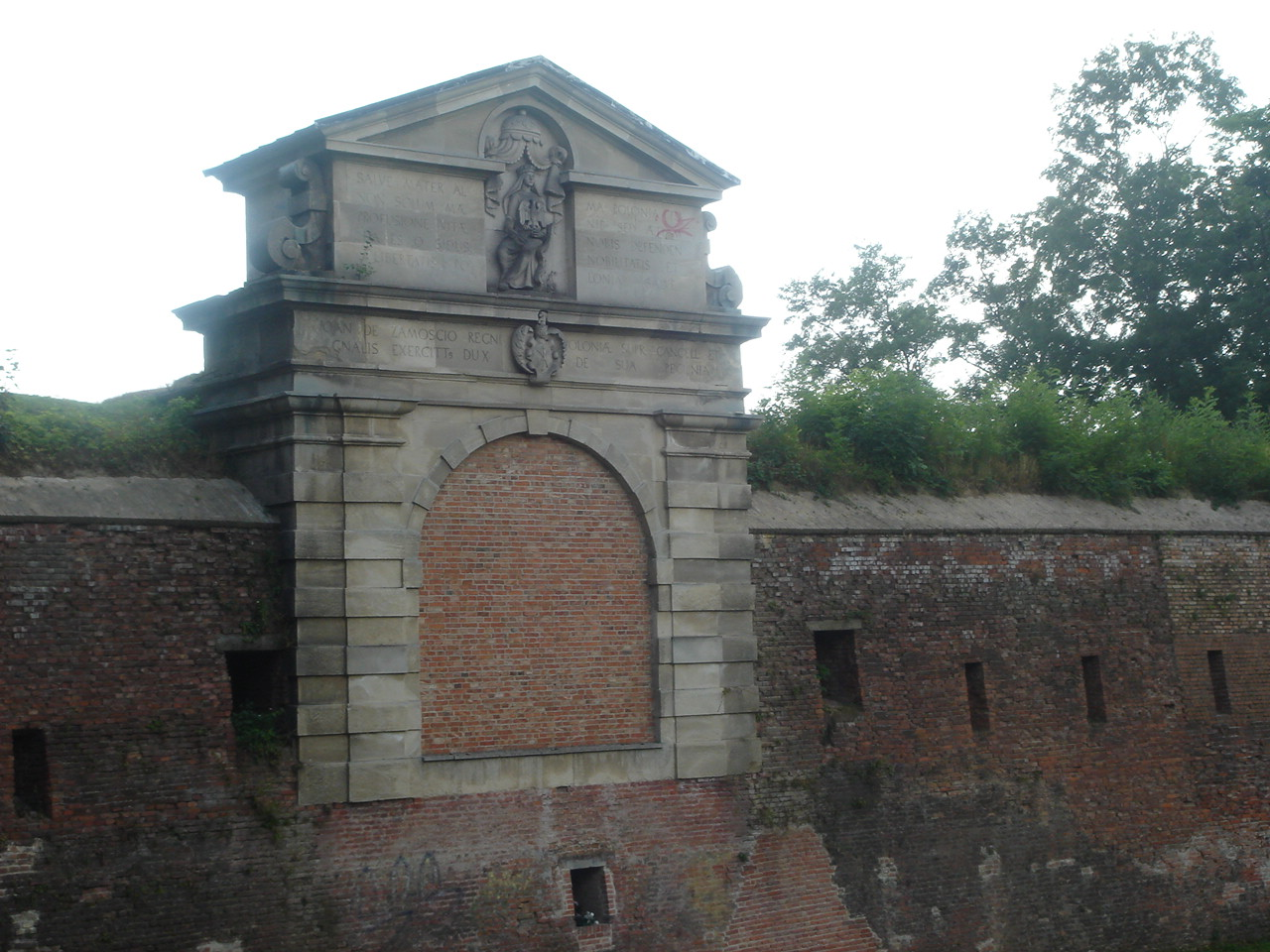
旧ルブリン門
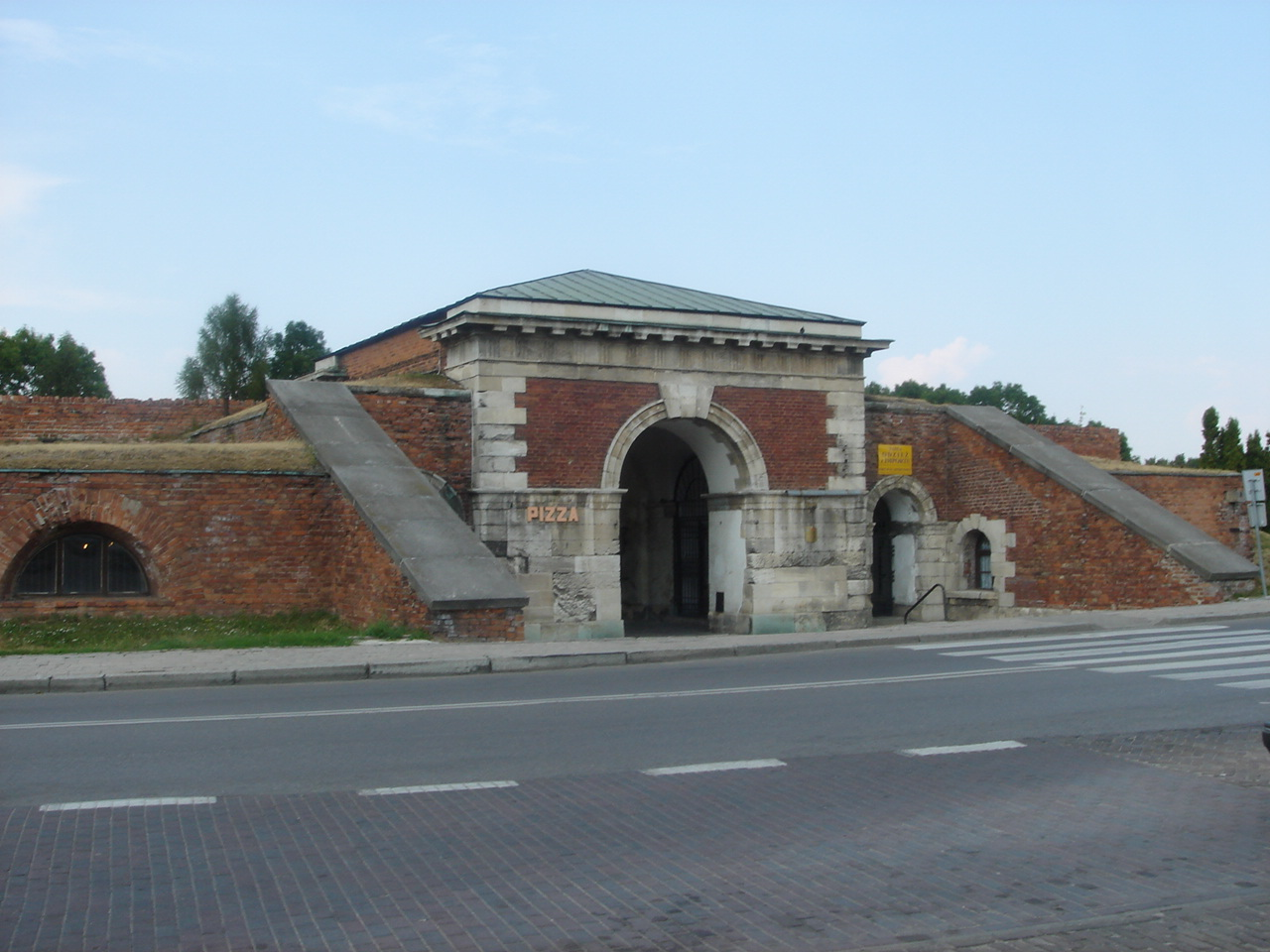
新ルブリン門
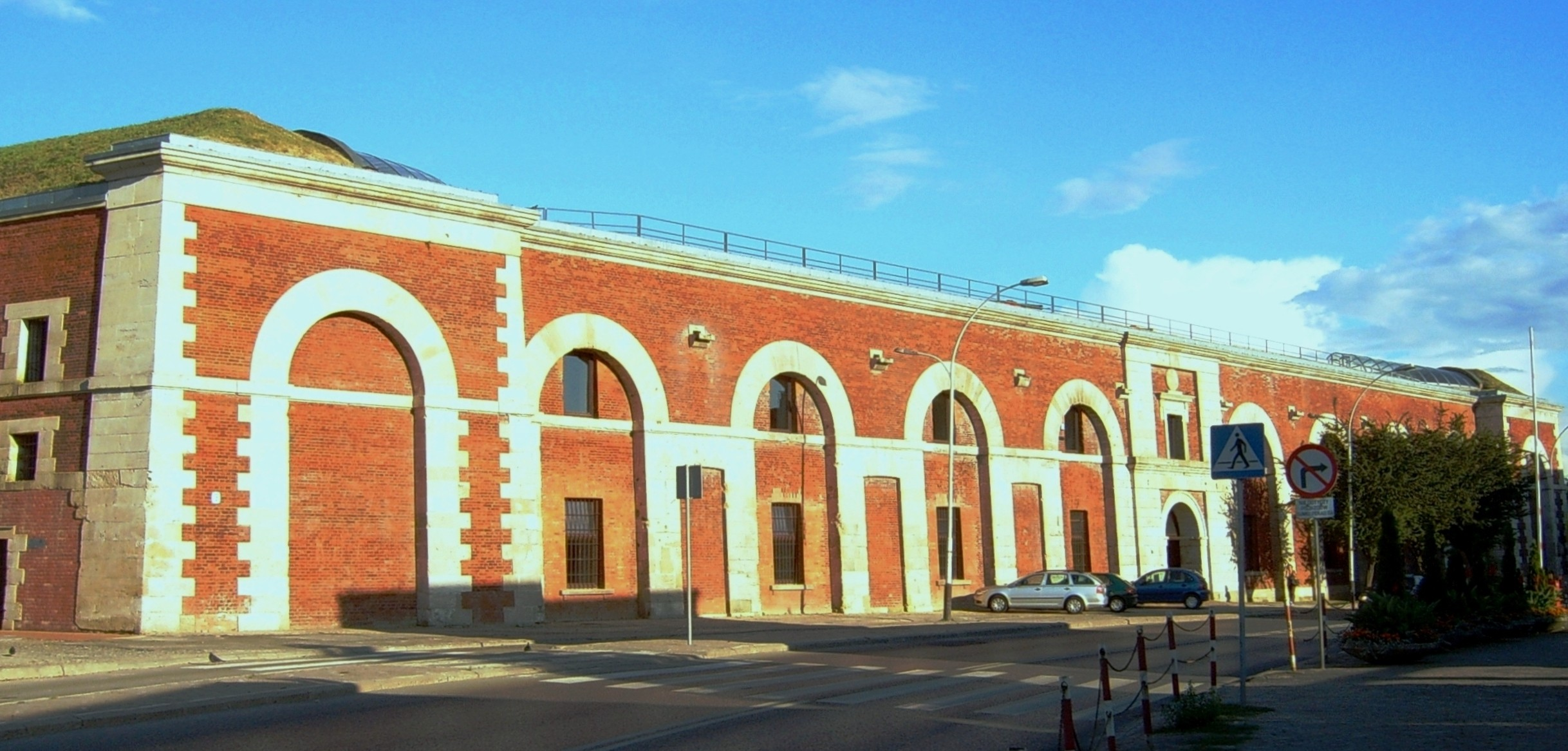
街の城壁の稜堡内側
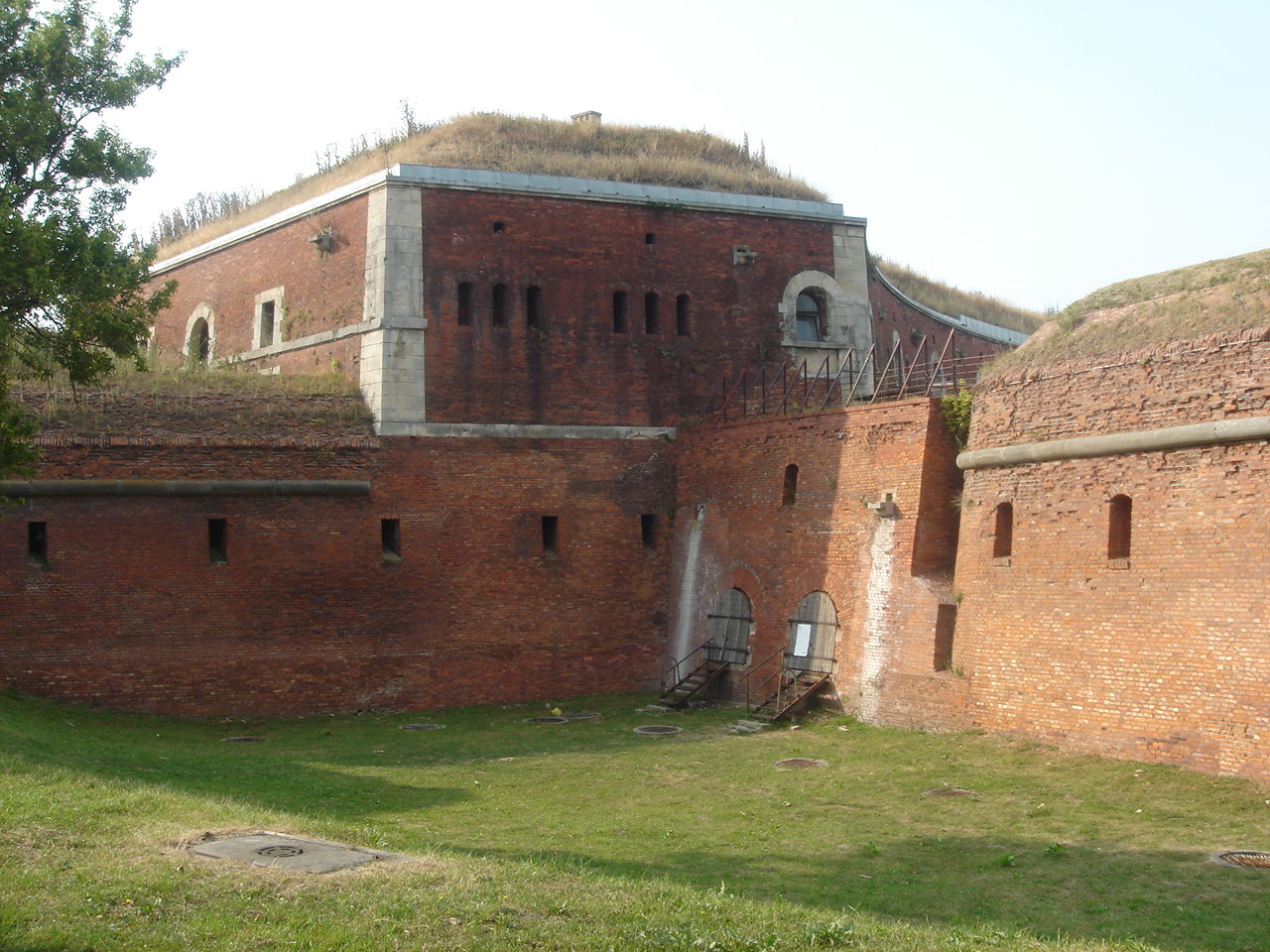
街の城壁の稜堡外側
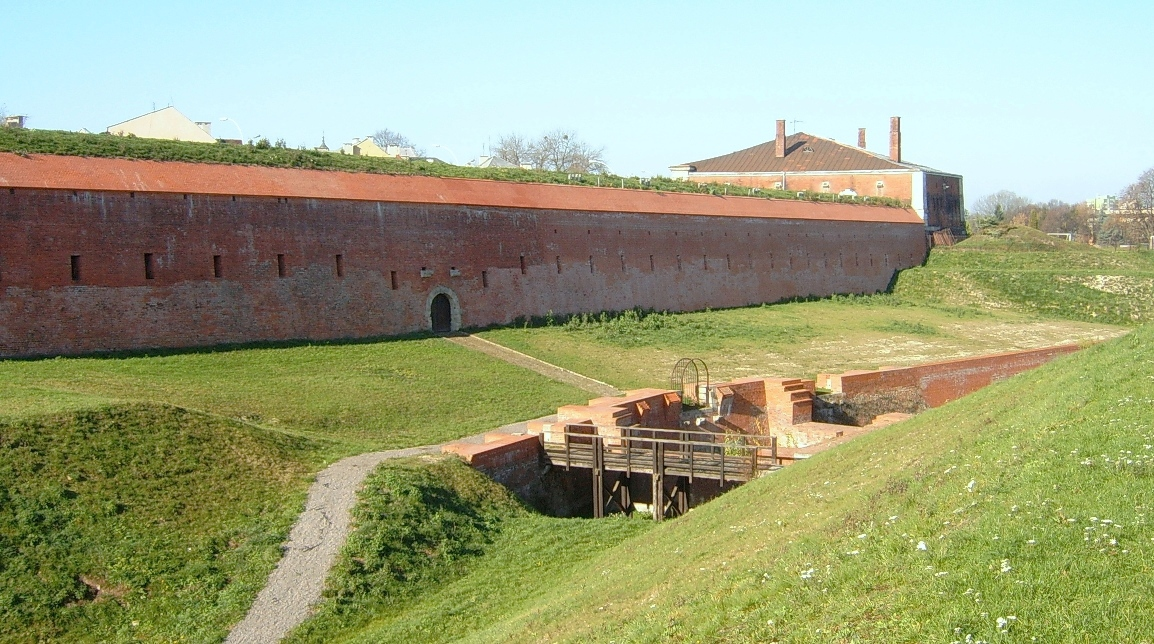
街の城壁外側の堀
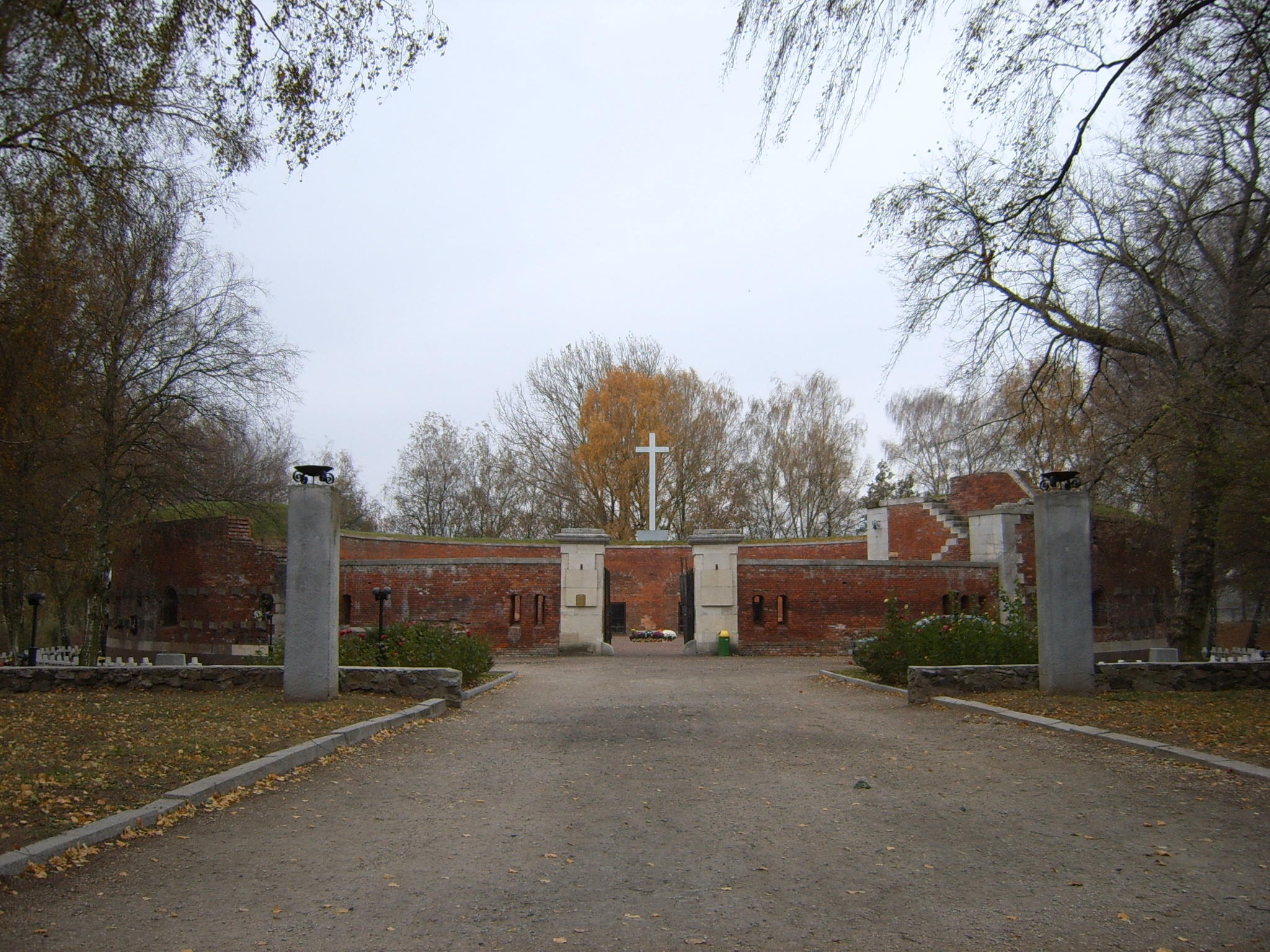
殉教史博物館

## 人口統計
2002年の国勢調査による人口は以下の通りである。
- ポーランド人 - 2,171,415人
- ウクライナ人 - 694人